# Sự nghiệp của Lionel Messi
Lionel Messi là một cầu thủ bóng đá chuyên nghiệp người Argentina hiện đang thi đấu ở vị trí tiền đạo và là đội trưởng của cả câu lạc bộ Major League Soccer Inter Miami và đội tuyển bóng đá quốc gia Argentina. Những thành tích cá nhân của anh bao gồm 8 Quả bóng vàng, nhiều nhất đối với bất kỳ cầu thủ bóng đá nào. Với 45 danh hiệu tập thể, anh là cầu thủ sở hữu nhiều danh hiệu nhất trong lịch sử bóng đá chuyên nghiệp. Khả năng ghi bàn ấn tượng, kỹ thuật kiểm soát bóng điêu luyện, khả năng chuyền bóng và kiến tạo ở đẳng cấp cao cùng với kỹ năng rê bóng xuất sắc đã giúp anh được công nhận là một trong những cầu thủ vĩ đại nhất và mang tính biểu tượng nhất trong lịch sử môn thể thao vua. Năm 2024, công ty thể thao ESPN của Mỹ đã vinh danh Messi là cầu thủ vĩ đại nhất thế kỷ 21.
Sự nghiệp câu lạc bộ của Messi bắt đầu tại Barcelona, nơi anh thăng tiến qua các đội trẻ và ra mắt đội một vào năm 2004. Trong những năm tiếp theo, Messi trở thành chân sút vĩ đại nhất trong lịch sử câu lạc bộ, giành được vô số danh hiệu quốc nội và quốc tế. Trong quãng thời gian thi đấu tại Barça, anh đã giúp đội bóng đoạt 10 chức vô địch La Liga, 7 Copa del Rey, 4 UEFA Champions League, 7 Supercopa de España, 3 UEFA Super Cup và 3 FIFA Club World Cup. Vào tháng 8 năm 2021, do những khó khăn tài chính mà Barcelona gặp phải, Messi đã chuyển đến Paris Saint-Germain (PSG). Sát cánh cùng các siêu sao như Neymar và Kylian Mbappé, anh đã giành được 2 chức vô địch Ligue 1 và 1 Trophée des Champions. Vào tháng 7 năm 2023, Messi chuyển sang Inter Miami, dẫn dắt Miami giành được những danh hiệu đầu tiên trong lịch sử câu lạc bộ với Leagues Cup và Supporters' Shield.
Trên đấu trường quốc tế, Messi ra mắt đội tuyển quốc gia Argentina vào năm 2005 và đã đại diện cho đất nước tham dự năm kỳ FIFA World Cup, bảy kỳ Copa América và  Finalissima. Dù ban đầu phải đối mặt với những lời chỉ trích vì không giành được danh hiệu lớn nào cùng đội tuyển quốc gia, song anh đã chấm dứt cơn khát danh hiệu quốc tế kéo dài 28 năm của Argentina bằng việc dẫn dắt La Albiceleste đến ngôi vương tại Copa América 2021, Finalissima 2022, FIFA World Cup 2022 và Copa América 2024.

## Sự nghiệp câu lạc bộ

### Barcelona (2004–2021)

#### 2004–2006: Thăng tiến lên đội một và trở thành cầu thủ đá chính

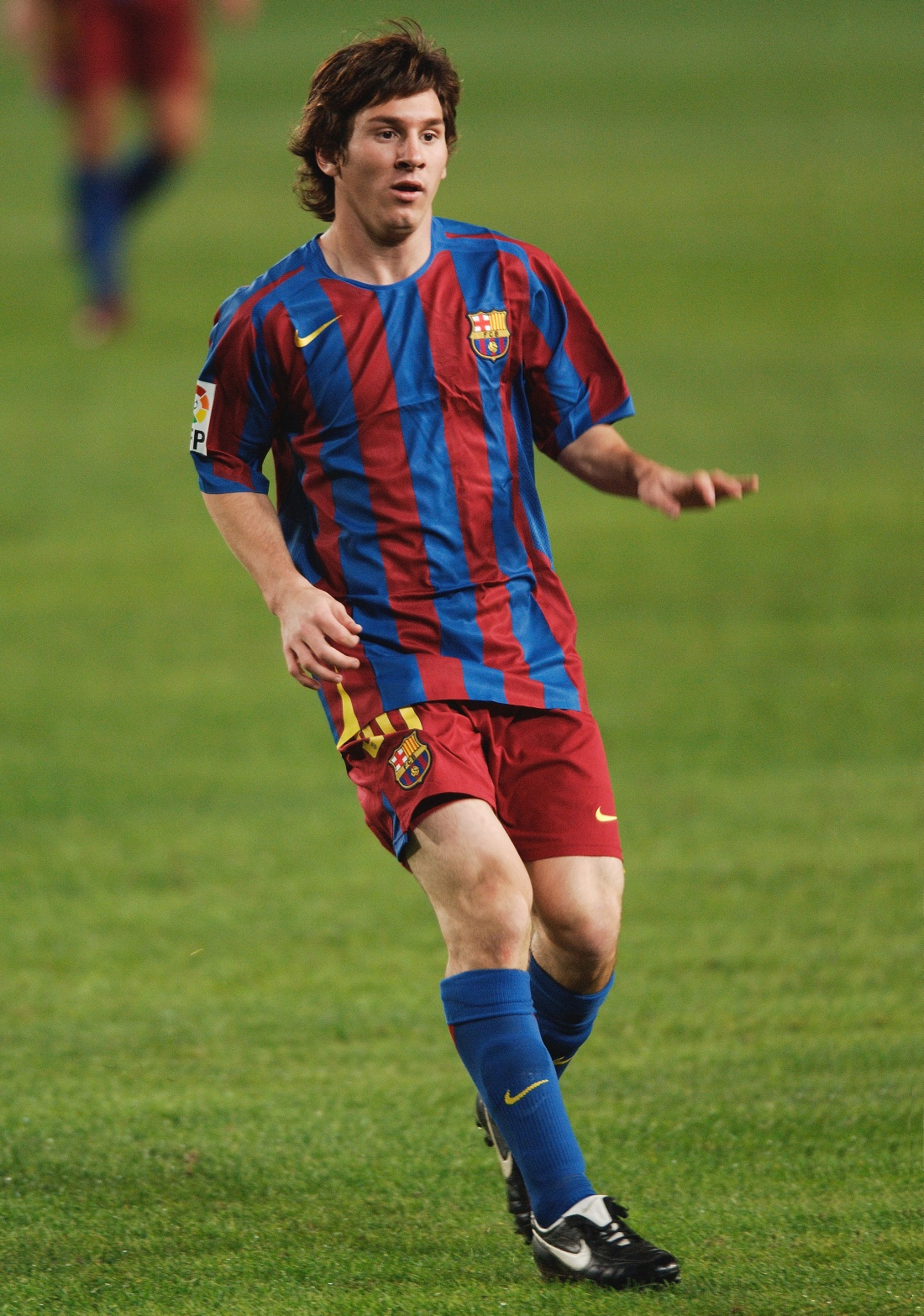
Messi trong trận đấu gặp Málaga vào năm 2005

Trong mùa giải 2004–05, Messi là cầu thủ đá chính thường xuyên của Barcelona B, chơi 17 trận trong suốt mùa giải và ghi được 6 bàn thắng. Kể từ khi ra mắt trong trận giao hữu hồi tháng 11 năm ngoái, anh đã không được gọi lên đội một lần nào nữa, nhưng vào tháng 10 năm 2004, các cầu thủ đội một đã yêu cầu huấn luyện viên Frank Rijkaard gọi anh trở lại. Vì Ronaldinho đã chơi ở cánh trái, Rijkaard đã quyết định chuyển Messi từ vị trí quen thuộc của anh sang cánh phải (mặc dù ban đầu ngôi sao người Argenina không đồng ý), cho phép anh băng cắt vào trung lộ và dễ dàng dứt điểm bằng chân trái sở trường.
Messi ra mắt tại La Liga cùng với đội một Barcelona trong trận đấu gặp Espanyol tại Estadi Olímpic Lluís Companys ở Montjuïc vào ngày 16 tháng 10, khi vào sân ở phút 82. Ở tuổi 17, 3 tháng và 22 ngày, anh trở thành cầu thủ trẻ nhất thi đấu cho Barcelona trong một trận đấu chính thức vào thời điểm đó. Với vai trò một cầu thủ dự bị, anh đã chơi 77 phút trong chín trận đấu cho đội một tại mùa giải đó, bao gồm cả trận ra mắt ở UEFA Champions League gặp Shakhtar Donetsk. Anh ghi bàn thắng đầu tiên của mình cho đội một vào ngày 1 tháng 5 năm 2005 trong trận đấu với Albacete, trở thành cầu thủ ghi bàn trẻ nhất cho câu lạc bộ vào thời điểm đó. Barcelona – trong mùa giải thứ hai dưới thời Rijkaard – đã vô địch La Liga lần đầu tiên sau sáu năm.
– Fabio Capello ca ngợi Messi sau khi giành Joan Gamper trophy vào tháng 8 năm 2005.
Vào ngày 24 tháng 6 (sinh nhật tuổi 18 của mình), Messi đã ký hợp đồng chuyên nghiệp đầu tiên với tư cách là cầu thủ đội một. Hợp đồng này kéo dài đến năm 2010, ít hơn hai năm so với hợp đồng trước đó, nhưng điều khoản giải phóng hợp đồng của anh đã được nâng lên 150 triệu euro. Bước đột phá của Messi đến vào hai tháng sau đó, vào ngày 24 tháng 8, trong Joan Gamper trophy, giải đấu tiền mùa giải của Barcelona. Lần đầu tiên được đá chính, anh đã có màn trình diễn ấn tượng trước Juventus của Fabio Capello, nhận được sự tán dương nồng nhiệt từ khán giả tại Camp Nou. Capello tìm cách đưa Messi sang Juventus theo dạng cho mượn, nhưng Inter Milan lại đề nghị chi trả điều khoản giải phóng hợp đồng trị giá 150 triệu euro và gấp ba lần mức lương hiện tại của anh. Theo chủ tịch Joan Laporta khi đó, đây là lần duy nhất câu lạc bộ đối mặt với nguy cơ thực sự mất Leo nhưng cuối cùng anh vẫn quyết định ở lại. Vào ngày 16 tháng 9, hợp đồng của anh đã được cập nhật lần thứ hai chỉ trong ba tháng và có thời hạn đến năm 2014.

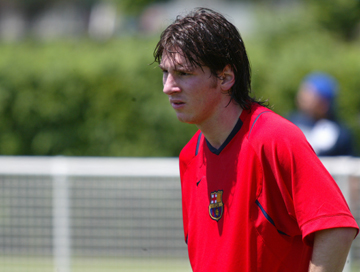
Messi trong một buổi tập với Barcelona vào tháng 8 năm 2006

Do các vấn đề liên quan đến thân phận pháp lý của anh trong Liên đoàn bóng đá Hoàng gia Tây Ban Nha, Messi đã bỏ lỡ trận mở màn La Liga, nhưng vào ngày 26 tháng 9, anh đã nhập quốc tịch Tây Ban Nha và đủ điều kiện để thi đấu. Mang áo số 19, anh dần khẳng định mình là sự lựa chọn hàng đầu ở vị trí tiền vệ cánh phải, tạo thành bộ ba tấn công với Ronaldinho và tiền đạo Samuel Eto'o. Anh có mặt trong đội hình xuất phát tại các trận đấu lớn như Clásico đầu tiên của anh với đối thủ Real Madrid vào ngày 19 tháng 11, cũng như chiến thắng trên sân khách trước Chelsea ở vòng 16 đội Champions League. Sau khi anh ghi 8 bàn trong 25 trận, bao gồm cả bàn đầu tiên của anh ở Champions League, chiến thắng 5–0 trước Panathinaikos vào ngày 2 tháng 11 năm 2005, mùa giải của anh sớm kết thúc trong trận lượt về với Chelsea vào ngày 7 tháng 3 năm 2006, khi anh bị rách cơ gân khoeo. Messi đã nỗ lực để lấy lại thể lực kịp thời cho trận chung kết Champions League, nhưng vào ngày 17 tháng 5, ngày diễn ra trận chung kết, anh cuối cùng đã không thể thi đấu. Anh rất thất vọng vì đã không ăn mừng chiến thắng cùng với câu lạc bộ trước Arsenal ở Paris, điều mà sau này anh cảm thấy nuối tiếc.

#### 2006–2008: Tỏa sáng giữa giai đoạn sa sút của câu lạc bộ
Trong khi Barcelona bắt đầu sa sút phong độ, Messi 19 tuổi đã khẳng định mình là một trong những cầu thủ xuất sắc nhất thế giới trong mùa giải 2006–07. Là một thần tượng của culés, những người hâm mộ câu lạc bộ, anh đã ghi 17 bàn sau 36 trận trên mọi đấu trường. Tuy nhiên, anh tiếp tục gặp phải chấn thương nghiêm trọng; gãy xương cổ chân xảy ra vào ngày 12 tháng 11 năm 2006 khiến anh phải nghỉ thi đấu trong ba tháng. Anh đã kịp thời bình phục trong trận đấu ở vòng 16 đội Champions League trước Liverpool; Barcelona, những nhà đương kim vô địch, đã bị loại khỏi giải. Tại La Liga, những bàn thắng của anh dần tăng lên vào cuối mùa giải; 11 trong số 14 bàn thắng của anh ở 13 trận gần nhất. Vào ngày 10 tháng 3 năm 2007, anh lập hat-trick đầu tiên tại Clásico, trở thành cầu thủ đầu tiên làm được điều này sau 12 năm, gỡ hòa sau mỗi bàn thắng dẫn trước của Real Madrid để kết thúc trận đấu với tỷ số hòa 3–3 ở phút bù giờ. Tầm quan trọng ngày càng tăng của anh đối với câu lạc bộ được phản ánh trong bản hợp đồng mới, được ký vào cùng tháng đó, mức lương của anh đã được tăng lên rất nhiều.

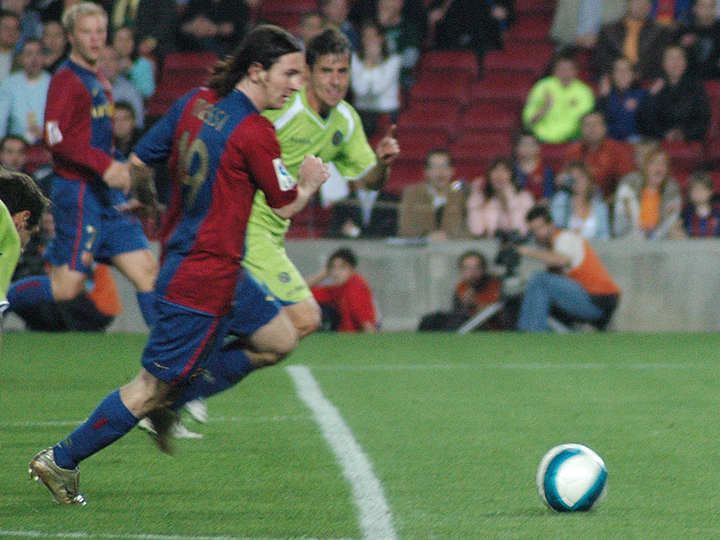
Messi tái hiện lại pha đi bóng siêu phàm của Maradona trong trận đấu với Getafe vào tháng 4 năm 2007

Thường xuyên được so sánh với người đồng hương Diego Maradona, Messi đã chứng minh sự tương đồng của họ khi anh gần như tái hiện lại hai bàn thắng nổi tiếng nhất của Maradona trong khoảng bảy tuần. Trong trận bán kết Copa del Rey với Getafe vào ngày 18 tháng 4, anh đã ghi một bàn thắng tương tự như bàn thắng thứ hai của Maradona trong trận tứ kết FIFA World Cup 1986, được gọi là Bàn thắng thế kỷ. Messi nhận bóng bên cánh phải gần nửa đường biên, chạy bứt tốc 60 mét (66 yd) và vượt qua 5 hậu vệ trước khi ghi bàn bằng một cú dứt điểm chéo góc, giống như Maradona đã làm. Một trận đấu với Espanyol vào ngày 9 tháng 6 đã chứng kiến anh ghi bàn bằng việc tự đẩy bóng qua đầu thủ môn bằng tay của mình tương tự như bàn thắng Bàn tay của Chúa mà Maradona đã thực hiện trong cùng một trận đấu World Cup. Khi Messi tiếp tục thăng hoa, Barcelona chùn bước; đội đã không thể lọt vào trận chung kết Copa del Rey sau khi Messi được cho nghỉ trong trận lượt về với Getafe và thua Real Madrid về kết quả đối đầu.
Sau khi Ronaldinho sa sút phong độ, Messi dần trở thành ngôi sao mới của Barça khi mới chỉ 20 tuổi, được giới truyền thông Tây Ban Nha đặt cho biệt danh "Đấng cứu thế". Những nỗ lực của anh trong năm 2007 giúp anh có được sự công nhận tại các giải thưởng; các nhà báo đã bầu chọn anh là cầu thủ xuất sắc thứ ba Quả bóng vàng châu Âu 2007, sau Kaká và Cristiano Ronaldo, trong khi các huấn luyện viên và đội trưởng đội tuyển quốc gia bầu anh đứng vị trí thứ hai cho giải Cầu thủ xuất sắc nhất năm của FIFA, một lần nữa xếp sau Kaká. Mặc dù anh đã ghi được 16 bàn thắng trong mùa giải 2007–08, nửa sau mùa giải của anh một lần nữa bị gián đoạn bởi những chấn thương sau khi anh bị rách cơ gân khoeo vào ngày 15 tháng 12. Anh trở lại ghi hai bàn trong chiến thắng trên sân khách trước Celtic ở vòng 16 đội Champions League, trở thành cầu thủ ghi nhiều bàn thắng nhất giải đấu vào thời điểm đó với sáu bàn thắng, nhưng anh tiếp tục bị tái phát chấn thương trong trận lượt về vào ngày 4 tháng 3 năm 2008. Rijkaard đã tung anh vào sân bất chấp cảnh báo từ các nhân viên y tế, khiến đội trưởng Carles Puyol chỉ trích giới truyền thông Tây Ban Nha vì đã gây sức ép buộc Messi phải thi đấu mỗi trận. Barcelona kết thúc mùa giải mà không có danh hiệu nào, bị loại ở bán kết Champions League bởi nhà vô địch Manchester United và đứng thứ ba tại La Liga.

#### 2008–2009: Cú ăn ba đầu tiên
Sau hai mùa giải không thành công, Barcelona bước vào một cuộc đại tu, dẫn đến sự ra đi của Rijkaard và Ronaldinho. Sau đó, Messi được trao chiếc áo số 10. Anh ký bản hợp đồng mới vào tháng 7 năm 2008 với mức lương hàng năm là 7,8 triệu euro, trở thành cầu thủ được trả lương cao nhất của câu lạc bộ. Trước thềm mùa giải mới, mối quan tâm lớn vẫn là những chấn thương cơ thường xuyên của anh, khiến anh phải nghỉ thi đấu trong vòng 8 tháng từ năm 2006 đến năm 2008. Để giải quyết vấn đề này, câu lạc bộ đã thực hiện các chế độ tập luyện, dinh dưỡng và lối sống mới, đồng thời chỉ định cho anh một nhà vật lý trị liệu cá nhân, người sẽ đi cùng anh trong các đợt tập trung cho đội tuyển quốc gia Argentina. Kết quả là Messi hầu như không dính chấn thương nào trong suốt 4 năm tiếp theo, cho phép anh phát huy hết khả năng của mình. Bất chấp chấn thương hồi đầu năm, màn trình diễn của anh trong năm 2008 đã giúp Leo một lần nữa được bầu chọn là Á quân của Quả bóng vàng và Cầu thủ xuất sắc nhất năm của FIFA, cả hai lần đều đứng sau Cristiano Ronaldo.

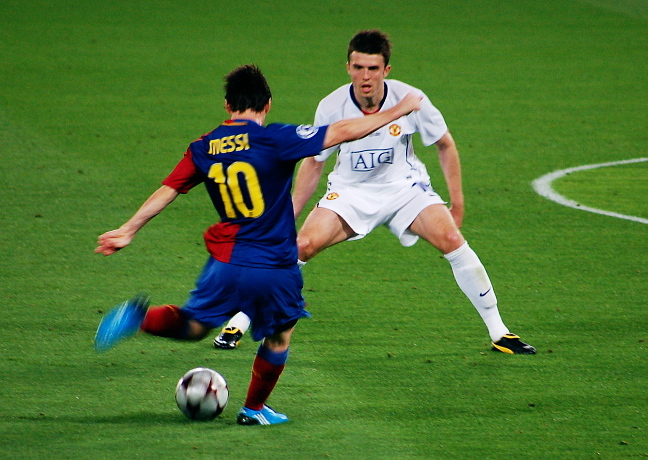
Messi thực hiện pha dứt điểm trong trận chung kết Champions League với Manchester United vào tháng 5 năm 2009

Trong mùa giải đầu tiên không bị gián đoạn bởi chấn thương, mùa 2008–09, anh đã ghi 38 bàn sau 51 trận, góp phần cùng với Eto'o và cầu thủ chạy cánh Thierry Henry vào tổng số 100 bàn thắng trên mọi đấu trường, một kỷ lục vào thời điểm đó của câu lạc bộ.
Trong mùa giải đầu tiên dưới thời tân huấn luyện viên, cựu đội trưởng Pep Guardiola, Messi chủ yếu chơi ở cánh phải, giống như dưới thời Rijkaard, mặc dù lần này là một cầu thủ chạy cánh ảo với khả năng tự do di chuyển vào trong trung lộ. Tuy nhiên, trong trận Clásico vào ngày 2 tháng 5 năm 2009, lần đầu tiên anh thi đấu ở vị trí số 9 ảo, được bố trí đá trung phong nhưng lại chơi lùi xuống hàng tiền vệ để liên kết với Xavi và Andrés Iniesta. Anh đã kiến tạo bàn thắng đầu tiên cho Barça và ghi hai bàn để kết thúc trận đấu trong chiến thắng ấn tượng 6–2, trận thắng đậm nhất của câu lạc bộ tại Sân vận động Santiago Bernabéu của Real Madrid. Trở lại cánh, anh chơi trận chung kết đầu tiên kể từ khi lên đội một vào ngày 13 tháng 5, ghi một bàn và kiến tạo bàn thứ hai khi Barcelona đánh bại Athletic Bilbao 4–1 để giành chức vô địch Copa del Rey. Với 23 bàn thắng của Messi trong mùa giải đó, Barcelona đã trở thành nhà vô địch La Liga ba ngày sau đó và đạt được cú đúp danh hiệu lần thứ năm.
Là vua phá lưới Champions League mùa giải này với chín bàn thắng, người trẻ nhất trong lịch sử giải đấu, Messi ghi hai bàn và kiến tạo thêm hai bàn nữa trong chiến thắng 4–0 trước Bayern Munich ở tứ kết. Anh trở lại một số 9 ảo trong trận chung kết vào ngày 27 tháng 5 tại Rome với Manchester United. Barcelona đã lên ngôi vô địch châu Âu với chiến thắng 2–0, bàn thắng thứ hai đến từ cú đánh đầu của Messi vào lưới Edwin van der Sar. Barcelona qua đó đạt được cú ăn ba đầu tiên trong lịch sử bóng đá Tây Ban Nha. Thành công này được thể hiện trong bản hợp đồng mới, được ký vào ngày 18 tháng 9, Messi sẽ gắn bó với câu lạc bộ đến hết năm 2016 với điều khoản mua lại mới là 250 triệu euro, trong khi mức lương của anh tăng lên 12 triệu euro.

#### 2009–2010: Quả bóng vàng đầu tiên
Sự thành công của Barça được tiếp nối vào nửa cuối năm 2009, khi Barcelona trở thành câu lạc bộ đầu tiên giành được sáu danh hiệu lớn chỉ trong một năm. Sau chiến thắng ở Supercopa de España và UEFA Super Cup vào tháng 8, Barcelona đã giành chức vô địch FIFA Club World Cup trước Estudiantes de La Plata vào ngày 19 tháng 12, với bàn thắng ấn định chiến thắng 2–1 của Messi bằng ngực. Ở tuổi 22, Messi giành được Quả bóng vàng và Cầu thủ xuất sắc nhất năm của FIFA, cả hai lần đều có tỷ lệ bình chọn cao nhất trong lịch sử của mỗi giải thưởng.
– Arsène Wenger khen ngợi Messi về bốn bàn thắng của anh vào lưới Arsenal tháng 4 năm 2010.
Không hài lòng với vị trí của mình ở cánh phải – cùng với việc câu lạc bộ mua lại Zlatan Ibrahimović vào mùa hè ở vị trí tiền đạo trung tâm – Messi tiếp tục chơi như một số 9 ảo vào đầu năm 2010, mở đầu bằng trận đấu thuộc vòng 16 đội Champions League với VfB Stuttgart. Sau trận hòa lượt đi, Barcelona thắng trận lượt về với tỷ số 4–0 với hai bàn thắng và một pha kiến tạo của Messi. Tại thời điểm đó, anh trở thành tâm điểm chiến thuật của Barcelona dưới thời Guardiola một cách hiệu quả và tỷ lệ ghi bàn của anh đã tăng lên. Messi đã ghi tổng cộng 47 bàn thắng trên mọi đấu trường mùa giải đó, ngang bằng với kỷ lục của Ronaldo từ mùa giải 1996–97. Anh đã ghi tất cả bốn bàn thắng cho Barca trong trận tứ kết Champions League với Arsenal của Arsène Wenger vào ngày 6 tháng 4 để trở thành cầu thủ ghi bàn nhiều nhất mọi thời đại của Barcelona tại giải đấu này. Mặc dù Barcelona đã bị loại ở bán kết Champions League trước nhà vô địch Inter Milan, Messi đã kết thúc mùa giải với tư cách vua phá lưới (8 bàn thắng) năm thứ hai liên tiếp. Là vua phá lưới của La Liga với 34 bàn thắng (một lần nữa vượt qua kỷ lục của Ronaldo), anh đã giúp Barcelona giành được danh hiệu La Liga thứ hai liên tiếp chỉ với một trận thua duy nhất và giành Chiếc giày vàng châu Âu lần đầu tiên.

#### 2010–2011: Chức vô địch La Liga thứ năm và Champions League thứ ba, hai Quả bóng vàng
Messi giành được danh hiệu đầu tiên cùng Barcelona trong mùa giải 2010–11, Supercopa de España, bằng việc lập một hat-trick trong chiến thắng 4–0 lượt về trước Sevilla, sau thất bại ở lượt đi. Đảm nhận vai trò kiến tạo, anh là mấu chốt trong trận Clásico vào ngày 29 tháng 11 năm 2010, trận đầu tiên của Real Madrid dưới thời José Mourinho, khi Barcelona đánh bại Real với tỷ số 5–0. Messi đã giúp đội bóng có được 16 chiến thắng liên tiếp, một kỷ lục của bóng đá Tây Ban Nha, kết thúc với một hat-trick khác vào lưới Atlético Madrid vào ngày 5 tháng 2 năm 2011. Màn trình diễn ở câu lạc bộ của Messi trong năm 2010 đã giúp anh giành được Quả bóng vàng FIFA đầu tiên, một sự kết hợp của Quả bóng vàng và giải Cầu thủ xuất sắc nhất năm của FIFA, mặc dù chiến thắng của anh đã vấp phải một số chỉ trích do anh không thành công với đội tuyển Argentina tại FIFA World Cup 2010. Theo thể thức cũ của giải thưởng, anh sẽ nằm ngoài top 3, chiến thắng này của anh là nhờ sự bình chọn từ các huấn luyện viên và đội trưởng đội tuyển quốc gia.
Vào cuối mùa giải, Barcelona đã chơi 4 trận Clásico trong khoảng thời gian 18 ngày. Một trận đấu vào ngày 16 tháng 4 đã kết thúc với tỷ số hòa sau một quả phạt đền thành công từ Messi. Sau khi Barcelona thua trận chung kết Copa del Rey 4 ngày sau đó, Messi đã ghi cả hai bàn thắng trong chiến thắng 2–0 của đội bóng ở bán kết lượt đi Champions League tại Madrid, bàn thắng thứ hai – một pha lừa bóng qua 3 cầu thủ Real – được ca ngợi là một trong những pha xử lý bóng xuất sắc nhất từng có tại giải đấu. Mặc dù không ghi bàn, nhưng anh một lần nữa góp công lớn trong trận hòa lượt về đưa Barcelona vào chung kết Champions League, nơi họ gặp lại Manchester United. Là vua phá lưới của giải đấu năm thứ ba liên tiếp, với 12 bàn thắng, Messi đã có màn trình diễn xuất sắc tại Wembley vào ngày 28 tháng 5, ghi bàn ấn định chiến thắng 3–1 cho Barça. Barcelona đã giành chức vô địch La Liga thứ ba liên tiếp. Ngoài 31 bàn thắng, Messi còn là cầu thủ kiến tạo số một giải đấu với 18 lần. Anh kết thúc mùa giải với 53 bàn thắng và 24 pha kiến tạo trên mọi đấu trường, trở thành cầu thủ ghi nhiều bàn nhất mọi thời đại của Barcelona và là cầu thủ đầu tiên của bóng đá Tây Ban Nha đạt mốc 50 bàn thắng.

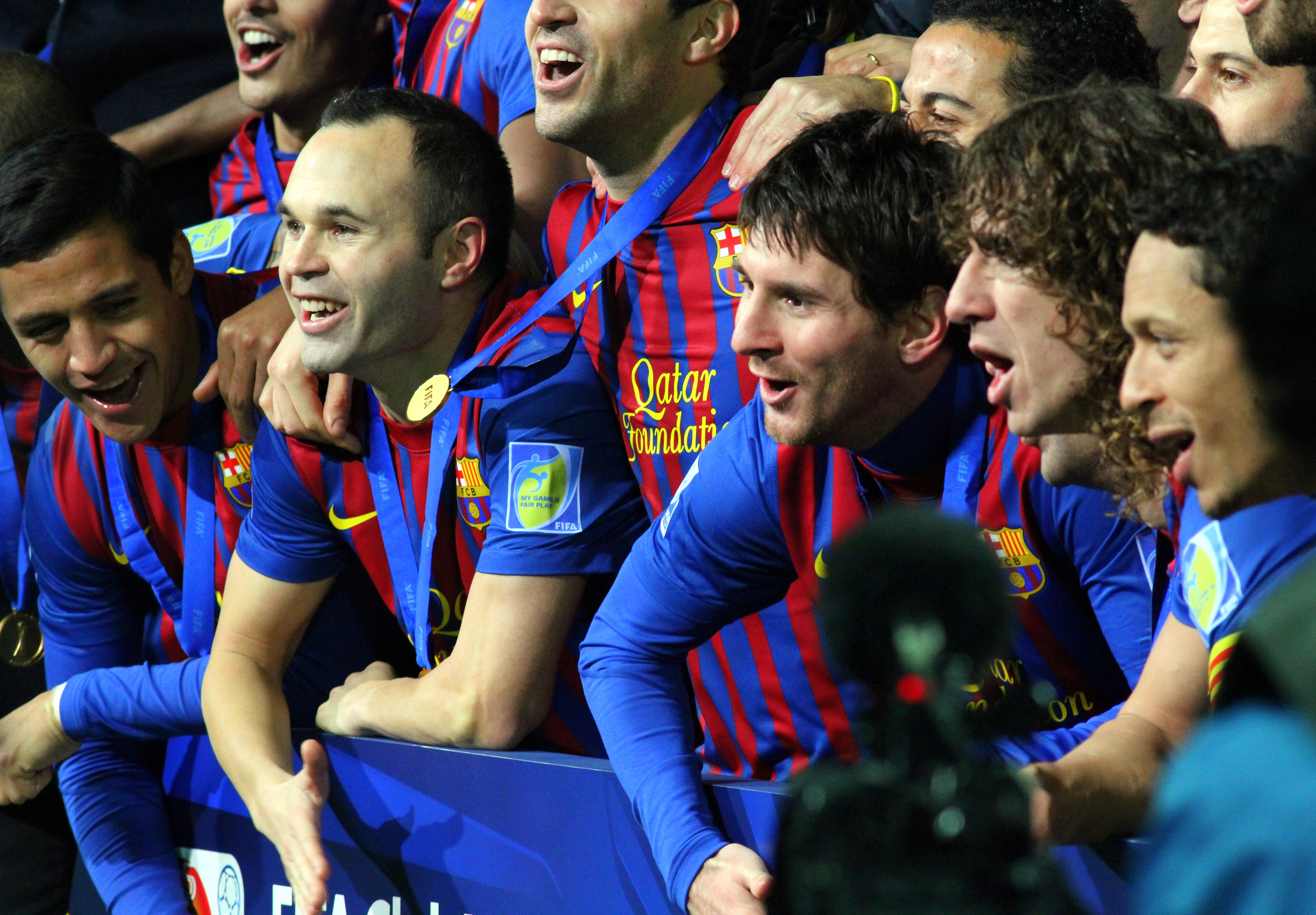
Messi (giữa) và các đồng đội ăn mừng chức vô địch FIFA Club World Cup vào tháng 12 năm 2011

Messi đã ghi kỷ lục 73 bàn thắng và 29 đường kiến tạo trong tất cả các giải đấu cấp câu lạc bộ trong mùa giải 2011–12, lập 10 cú hat-trick trở lên. Anh bắt đầu mùa giải bằng việc giúp Barcelona giành cả hai Siêu cúp Tây Ban Nha và châu Âu; tại Supercopa de España, anh ghi ba bàn giúp Barca giành chiến thắng chung cuộc 5–4 trước Real Madrid, vượt qua Raúl để trở thành cầu thủ ghi bàn nhiều nhất mọi thời đại của giải đấu với tám bàn thắng. Vào cuối năm, ngày 18 tháng 12, anh ghi hai bàn trong trận chung kết FIFA Club World Cup, chiến thắng 4–0 trước Santos, giành Quả bóng vàng, như anh từng làm được hai năm trước. Với những nỗ lực của mình vào năm 2011, anh một lần nữa nhận được Quả bóng vàng FIFA, trở thành cầu thủ thứ tư trong lịch sử 3 lần giành Quả bóng vàng, sau Johan Cruyff, Michel Platini và Marco van Basten. Ngoài ra, anh cũng giành được giải thưởng Cầu thủ nam xuất sắc nhất năm của UEFA, một sự hồi sinh của Quả bóng vàng kiểu cũ. Vào thời điểm đó, Messi được coi là một trong những cầu thủ xuất sắc nhất trong lịch sử, bên cạnh những danh thủ như Diego Maradona và Pelé.

#### 2012: Một năm phá kỷ lục
– Pep Guardiola nói về Messi sau khi anh trở thành cầu thủ ghi bàn nhiều nhất mọi thời đại của Barcelona ở tuổi 24 vào tháng 3 năm 2012
Khi Messi duy trì phong độ ghi bàn của mình trong nửa sau của mùa giải, năm 2012 chứng kiến anh phá vỡ một số kỷ lục lâu đời. Vào ngày 7 tháng 3, hai tuần sau khi ghi bốn bàn trong trận đấu với Valencia, anh ghi năm bàn trong trận đấu vòng 16 đội Champions League trước Bayer Leverkusen, một thành tích vô tiền khoáng hậu trong lịch sử giải đấu. Ngoài việc là cầu thủ kiến tạo số một với năm đường kiến tạo, chiến công này đưa anh trở thành vua phá lưới với 14 bàn thắng, ngang bằng kỷ lục của José Altafini từ mùa giải 1962–63, cũng như trở thành cầu thủ ghi bàn nhiều thứ hai sau Gerd Müller trong bốn mùa giải. Hai tuần sau, vào ngày 20 tháng 3, Messi trở thành cầu thủ ghi nhiều bàn thắng nhất trong lịch sử Barcelona ở tuổi 24, vượt qua kỷ lục 57 năm của César Rodríguez với cú hat-trick vào lưới Granada.

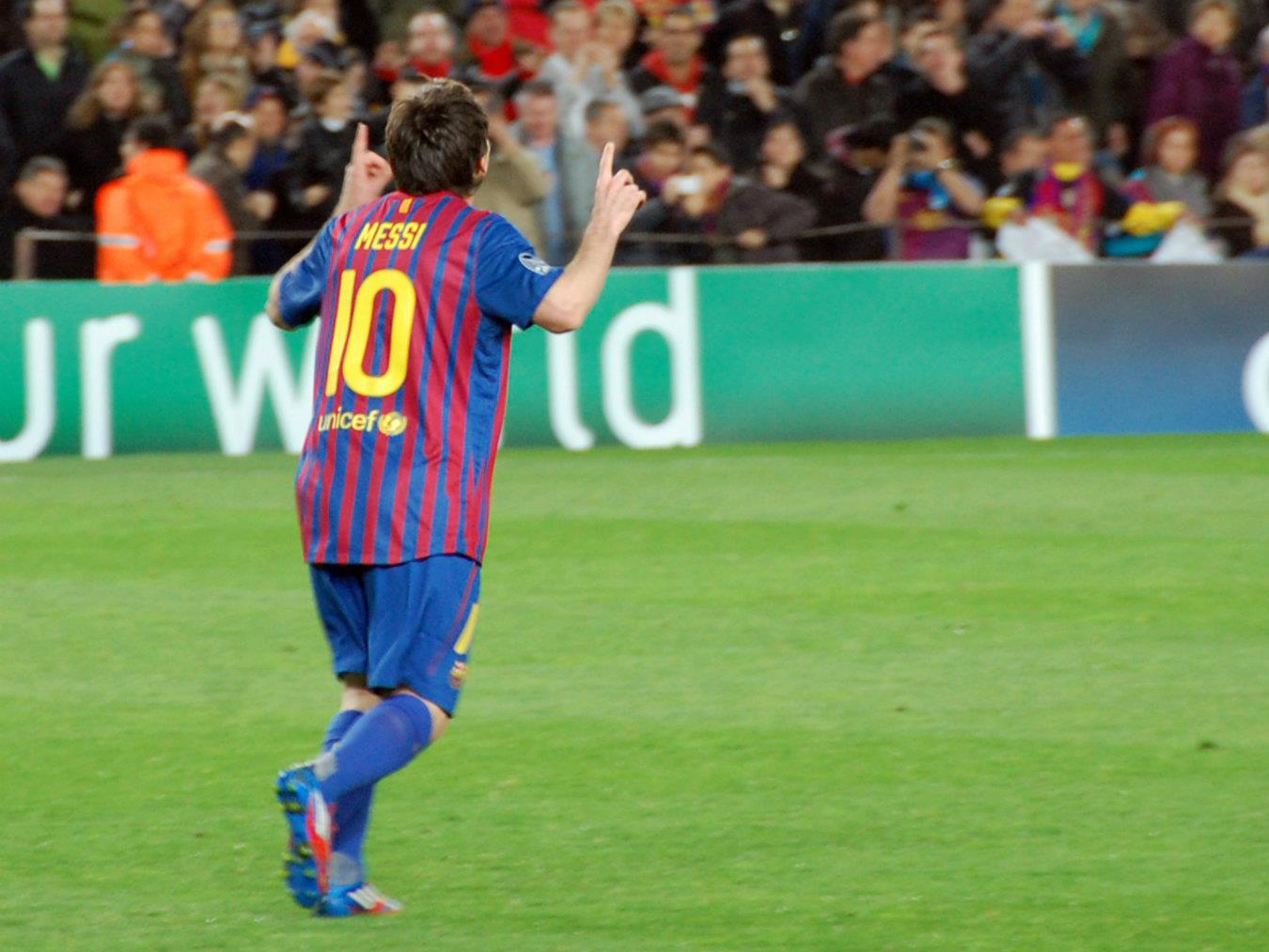
Messi chỉ tay lên trời sau khi ghi kỷ lục năm bàn vào lưới Bayer Leverkusen ở vòng 16 đội UEFA Champions League năm 2012

Bất chấp phong độ cá nhân của Messi, chu kỳ bốn năm thành công của Barcelona dưới thời Guardiola – một trong những kỷ nguyên vĩ đại nhất trong lịch sử câu lạc bộ – đã kết thúc. Mặc dù Barcelona đã giành chức vô địch Copa del Rey trước Athletic Bilbao vào ngày 25 tháng 5, danh hiệu thứ 14 trong thời kỳ này, đội đã để mất chức vô địch La Liga vào tay Real Madrid và bị loại ở bán kết Champions League bởi nhà vô địch Chelsea, Messi thực hiện cú sút phạt chạm xà ngang tại trận lượt về. Trong trận đấu cuối cùng trên sân nhà của Barça vào ngày 5 tháng 5, trước Espanyol, Messi đã ghi cả bốn bàn thắng trước khi đến gần băng ghế dự bị để ôm chầm lấy Guardiola, người đã tuyên bố từ chức huấn luyện viên trưởng. Anh kết thúc mùa giải với tư cách là vua phá lưới ở Tây Ban Nha và châu Âu lần thứ hai, với 50 bàn thắng, một kỷ lục tại La Liga, trong khi 73 bàn thắng của anh trên mọi đấu trường đã giúp anh vượt qua 67 bàn thắng của Gerd Müller trong mùa giải Bundesliga 1972–73 để trở thành cầu thủ ghi nhiều bàn thắng nhất trong lịch sử các câu lạc bộ bóng đá châu Âu.
Dưới sự dẫn dắt của Tito Vilanova, người đầu tiên huấn luyện anh khi mới 14 tuổi tại La Masia, Messi đã giúp câu lạc bộ có sự khởi đầu tốt nhất từ trước đến nay tại La Liga trong nửa cuối năm 2012, tích lũy được 55 điểm, một kỷ lục của bóng đá Tây Ban Nha. Cú đúp ghi được vào lưới Real Betis ngày 9 tháng 12 đã giúp Messi phá vỡ hai kỷ lục lâu dài: anh vượt qua 190 bàn thắng của César Rodríguez, trở thành cầu thủ ghi bàn nhiều nhất mọi thời đại của Barcelona tại La Liga và cũng vượt qua 85 bàn thắng mà Gerd Müller ghi được vào năm 1972 cho Bayern Munich và Tây Đức để trở thành cầu thủ ghi nhiều bàn thắng nhất trong một năm dương lịch. Messi đã gửi cho Müller một chiếc áo số 10 của Barcelona, sau khi phá vỡ kỷ lục 40 năm của ông. Vào cuối năm đó, Messi đã ghi được 91 bàn thắng trên mọi đấu trường cho Barcelona và Argentina. Mặc dù FIFA không công nhận thành tích này, anh đã nhận được danh hiệu từ Kỷ lục Guinness thế giới cho hầu hết các bàn thắng ghi được trong một năm dương lịch. Là cầu thủ được yêu thích nhất, Messi một lần nữa giành được Quả bóng vàng FIFA, trở thành cầu thủ duy nhất trong lịch sử bốn lần giành Quả bóng vàng.

#### 2013–2014:Messidependencia
Barcelona gần như đã giành được chức vô địch La Liga sớm vào đầu năm 2013, san bằng kỷ lục 100 điểm của Real Madrid ở mùa giải trước. Tuy nhiên, màn trình diễn của họ dần sa sút trong nửa sau mùa giải 2012–13, bên cạnh việc Vilanova vắng mặt trên băng ghế chỉ đạo vì sức khỏe kém. Sau khi liên tục để thua các trận Clásico, bao gồm cả bán kết Copa del Rey, họ gần như bị loại ở vòng 16 đội Champions League bởi Milan, nhưng sự phục hồi phong độ ở lượt về đã dẫn đến cuộc lội ngược dòng 4–0 đầy ngoạn mục, với hai bàn thắng và một pha kiến tạo từ Messi. Trong mùa giải chuyên nghiệp thứ chín của anh tại Barcelona, Messi đã ký bản hợp đồng mới vào ngày 7 tháng 2, tiếp tục gắn bó với câu lạc bộ đến hết năm 2018, trong khi mức lương cố định của anh tăng lên 13 triệu euro. Anh được đeo băng đội trưởng lần đầu tiên một tháng sau đó, vào ngày 17 tháng 3, trong trận đấu với Rayo Vallecano tại La Liga; lúc đó, anh trở thành tâm điểm chiến thuật của đội bóng ở một mức độ được cho là sánh ngang với các cựu cầu thủ Barcelona như Josep Samitier, László Kubala và Johan Cruyff. Kể từ khi bắt đầu chơi ở vị trí số 9 ảo ba năm về trước, tỷ lệ chọc thủng lưới của anh đã tăng lên; từ 24% trong mùa giải Barcelona giành cú ăn ba, tỷ lệ bàn thắng của anh đã tăng lên hơn 40% trong mùa giải đó.
– Hậu vệ Gerard Piqué giải thích sự phụ thuộc của Barcelona vào Messi khi anh chưa hồi phục hoàn toàn trong trận đấu với Paris Saint-Germain tháng 4 năm 2013.
Sau 4 mùa giải gần như không dính chấn thương nào, những chấn thương cơ trước đó của Messi lại tái phát. Sau khi anh bị căng cơ gân khoeo vào ngày 2 tháng 4, trong trận tứ kết lượt đi với Paris Saint-Germain (PSG), anh đã không được ra sân thường xuyên. Trong trận lượt về với PSG, Messi vào sân từ băng ghế dự bị ở hiệp hai và trong vòng chín phút đã tạo nên bàn thắng ấn định tỷ số, giúp họ tiến vào bán kết. Vì không đủ thể lực, anh tỏ ra mờ nhạt trong trận lượt đi với Bayern Munich và không thể thi đấu trong suốt trận lượt về, khi Barcelona bị Bayern đánh bại với tổng tỷ số 7–0. Những trận đấu như vậy đã hình thành nên khái niệm Messidependencia, sự phụ thuộc về mặt chiến thuật và tâm lý của Barcelona vào Messi.

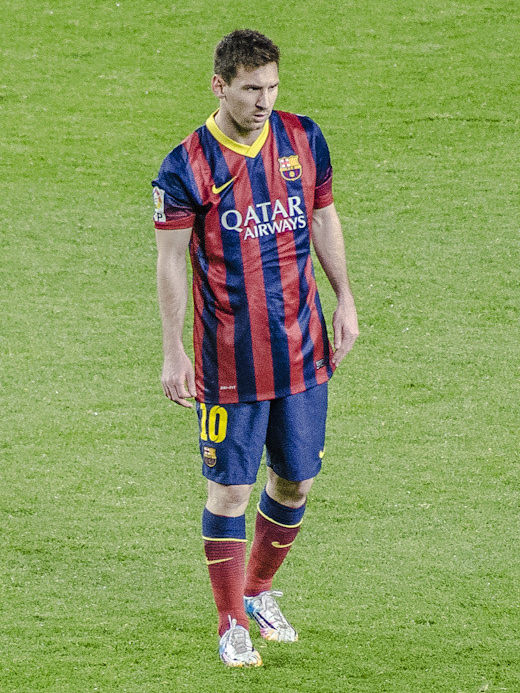
Messi trong trận đấu với Almería vào tháng 3 năm 2014

Messi tiếp tục vật lộn với chấn thương trong suốt năm 2013, cuối cùng phải chia tay bác sĩ vật lý trị liệu cá nhân lâu năm của mình. Chấn thương gân khoeo của anh vào ngày 12 tháng 5 đã chấm dứt chuỗi ghi bàn trong 21 trận liên tiếp của anh, một kỷ lục thế giới; anh đã ghi được 33 bàn thắng trong suốt quãng thời gian thi đấu của mình, bao gồm cả 4 bàn vào lưới Osasuna, đồng thời trở thành cầu thủ đầu tiên chọc thủng lưới cả 19 đội ở La Liga. Với 60 bàn thắng trên mọi đấu trường, trong đó có 46 bàn tại La Liga, anh kết thúc mùa giải với tư cách vua phá lưới ở Tây Ban Nha và châu Âu năm thứ hai liên tiếp, trở thành cầu thủ đầu tiên trong lịch sử ba lần giành Chiếc giày vàng châu Âu. Sau khởi đầu mùa giải mới đầy thất thường dưới thời huấn luyện viên Gerardo Martino, trước đây làm việc tại câu lạc bộ thời thơ ấu của anh là Newell's Old Boys, Messi dính chấn thương lần thứ năm trong năm 2013 khi anh bị rách cơ gân khoeo vào ngày 10 tháng 11, khiến anh phải ngồi ngoài hai tháng. Bất chấp chấn thương, anh được bầu chọn là á quân Quả bóng vàng FIFA, nhường lại danh hiệu này sau bốn năm thống trị cho Cristiano Ronaldo.
Trong nửa sau mùa giải 2013–14, những nghi ngờ vẫn tồn tại về phong độ của Messi, dẫn đến một số ý kiến cho rằng anh sẽ đá dự bị ở FIFA World Cup 2014. Theo thống kê, đóng góp của anh về số bàn thắng, cú sút và đường chuyền đều giảm đi đáng kể so với các mùa giải trước. Anh vẫn cố gắng phá vỡ hai kỷ lục lâu dài trong khoảng thời gian bảy ngày: một hat-trick vào ngày 16 tháng 3 trước Osasuna giúp anh vượt qua 369 bàn thắng của Paulino Alcántara để trở thành cầu thủ ghi nhiều bàn thắng nhất cho Barcelona trong mọi giải đấu bao gồm cả các trận giao hữu, trong khi một cú hat-trick khác vào lưới Real Madrid ngày 23 tháng 3 cũng giúp anh trở thành cầu thủ ghi bàn nhiều nhất mọi thời đại ở El Clásico, vượt qua 18 bàn của cựu cầu thủ Real Madrid Alfredo Di Stéfano. Messi kết thúc mùa giải với hiệu suất tệ nhất sau 5 mùa giải, dù anh vẫn ghi được 41 bàn thắng trên mọi đấu trường. Lần đầu tiên sau 5 năm, Barcelona kết thúc mùa giải mà không có một danh hiệu lớn nào; họ đã bị đánh bại trong trận chung kết Copa del Rey trước Real Madrid và để mất chức vô địch La Liga trong trận đấu cuối cùng trước Atlético Madrid, Messi bị một số thành phần người hâm mộ ở Camp Nou la ó. Sau những đồn đoán về tương lai của anh với câu lạc bộ, Messi đã ký bản hợp đồng mới vào ngày 19 tháng 5 năm 2014; mức lương của anh được tăng lên 20 triệu euro, tương đương 36 triệu euro trước thuế, cao nhất trong làng túc cầu. Có thông tin cho rằng Vilanova đã đóng một vai trò quan trọng trong việc thuyết phục Messi ở lại câu lạc bộ giữa lúc Chelsea của Mourinho đang rất quan tâm và mong muốn chiêu mộ siêu sao người Argentina.

#### 2014–2015: Sự ra đời của bộ ba MSN và cú ăn ba thứ hai

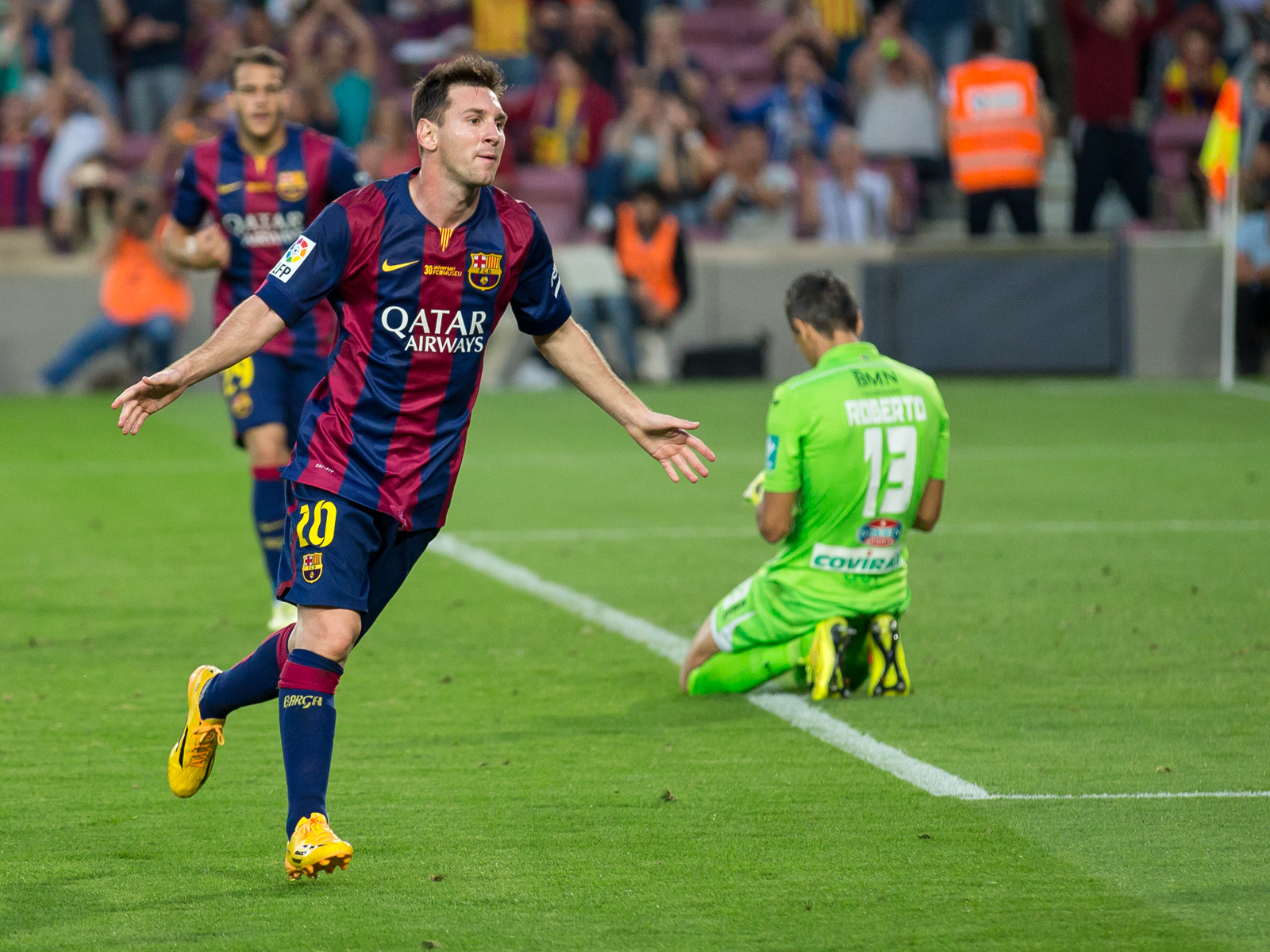
Messi ăn mừng bàn thắng thứ hai vào lưới Granada vào tháng 9 năm 2014

Dưới thời tân huấn luyện viên và cựu đội trưởng Luis Enrique, Messi đã không dính chấn thương nào trong giai đoạn đầu mùa giải 2014–15, cho phép anh phá thêm ba kỷ lục lâu dài nữa vào cuối năm. Một hat-trick ghi được vào lưới Sevilla vào ngày 22 tháng 11 đã giúp anh trở thành cầu thủ ghi nhiều bàn thắng nhất mọi thời đại ở La Liga, vượt qua kỷ lục 59 năm với 251 bàn thắng do Telmo Zarra nắm giữ. Một hat-trick thứ ba, ghi vào lưới đối thủ cùng thành phố Espanyol vào ngày 7 tháng 12, giúp anh vượt qua César Rodríguez để trở thành cầu thủ ghi nhiều bàn thắng nhất mọi thời đại trong Derbi barceloní với 12 bàn thắng. Messi một lần nữa đứng thứ hai tại Quả bóng vàng FIFA sau Cristiano Ronaldo, phần lớn là do thành tích về nhì cùng Argentina tại World Cup.
Vào đầu năm 2015, Barcelona được cho là sẽ tiếp tục trải qua một mùa giải đáng thất vọng, cùng với đó là những đồn đoán trên các phương tiện truyền thông về việc Messi sẽ rời câu lạc bộ. Bước ngoặt đã đến vào ngày 11 tháng 1 trong chiến thắng 3–1 trước Atlético Madrid, đây là lần đầu tiên bộ ba tấn công của Barça bao gồm Messi, Luis Suárez và Neymar, được mệnh danh là "MSN", cùng nhau ghi bàn trong một trận đấu, đánh dấu sự khởi đầu của một giai đoạn thành công rực rỡ. Sau 5 năm chơi ở vị trí trung tâm hàng tiền vệ, Messi đã trở lại vị trí cũ bên hành lang cánh phải vào cuối năm trước, theo lời đề nghị của chính anh và được xác nhận bởi Suárez, tiền đạo cắm của đội. Từ đó, anh lấy lại phong độ tốt nhất, trong khi Suárez và Neymar đã chấm dứt sự phụ thuộc của hàng công câu lạc bộ vào Messi. Hệ thống chiến thuật của Enrique tập trung vào những pha chuyển đổi trạng thái nhanh chóng từ phòng ngự sang tấn công, với mũi nhọn là MSN – những người sẽ xô đổ hàng loạt kỷ lục ghi bàn. Với 58 bàn thắng của Messi, bộ ba này đã ghi tổng cộng 122 bàn thắng trên mọi đấu trường trong mùa giải đó, thiết lập một kỷ lục mới của bóng đá Tây Ban Nha.

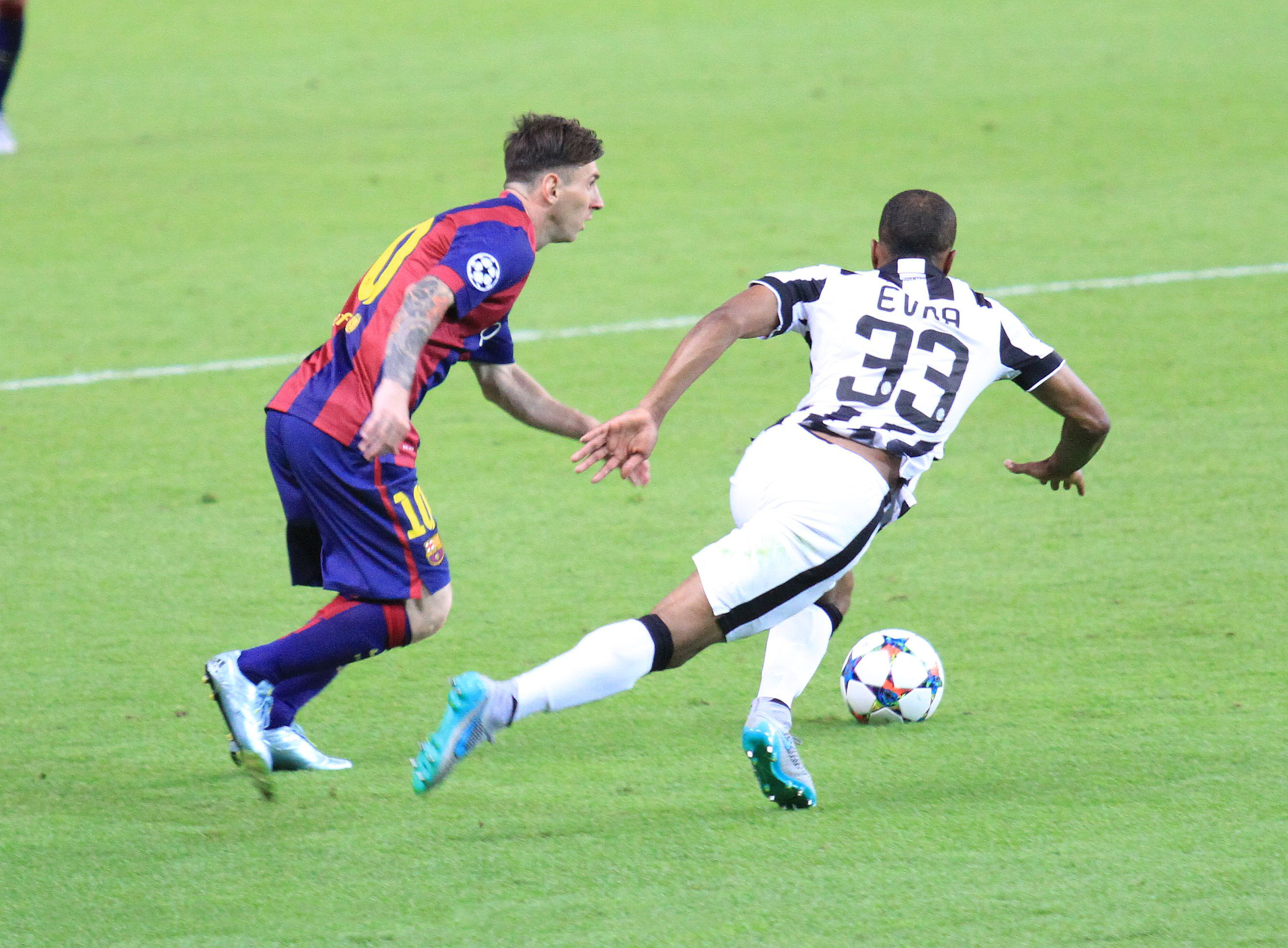
Messi lừa bóng qua hậu vệ Patrice Evra của Juventus trong trận chung kết UEFA Champions League vào tháng 6 năm 2015

Vào cuối mùa giải, Messi đã ghi bàn trong chiến thắng 1–0 trên sân khách trước Atlético Madrid vào ngày 17 tháng 5, giành chức vô địch La Liga. Trong số 43 bàn thắng của anh tại La Liga mùa giải đó, có một cú hat-trick ghi được trong 11 phút vào lưới Rayo Vallecano ngày 8 tháng 3, nhanh nhất trong sự nghiệp của Messi; đây là hat-trick thứ 32 của anh cho Barcelona, giúp anh vượt qua Telmo Zarra để trở thành cầu thủ ghi nhiều hat-trick nhất trong lịch sử bóng đá Tây Ban Nha. Là cầu thủ kiến tạo nhiều nhất của mùa giải với 18 lần, anh vượt qua Luís Figo để trở thành cầu thủ có nhiều đường kiến tạo nhất ở La Liga; anh đã có pha kiến tạo thứ 106 kỷ lục trong trận đấu với Levante vào ngày 15 tháng 2, trong đó anh cũng lập một hat-trick. Messi ghi hai bàn giúp Barcelona đánh bại Athletic Bilbao 3–1 trong trận chung kết Copa del Rey vào ngày 30 tháng 5, giành được cú đúp danh hiệu thứ sáu trong lịch sử câu lạc bộ. Bàn thắng mở tỷ số của anh được xem là một trong những bàn thắng đẹp nhất trong sự nghiệp của Messi; anh nhận bóng gần đường biên ngang và vượt qua bốn cầu thủ đối phương, trước khi đánh bại thủ môn để ghi bàn trong không gian hẹp ở góc gần.
Tại Champions League, Messi ghi hai bàn và kiến tạo một bàn trong chiến thắng 3–0 ở bán kết trước Bayern Munich. Bàn thắng thứ hai của Messi, đến chỉ ba phút sau bàn thắng đầu tiên, anh lốp bóng qua đầu thủ môn Manuel Neuer sau pha lừa bóng qua Jérôme Boateng khiến hậu vệ này ngã sõng soài; nó đã nhanh chóng lan truyền, trở thành khoảnh khắc thể thao được tweet nhiều nhất trong năm và được UEFA bầu chọn là bàn thắng đẹp nhất mùa giải. Bất chấp trận thua lượt về, Barcelona đã tiến đến trận chung kết vào ngày 6 tháng 6 tại Berlin, nơi họ đánh bại Juventus 3–1 để giành cú ăn ba thứ hai, trở thành câu lạc bộ đầu tiên trong lịch sử làm được điều này. Mặc dù Messi không ghi bàn, nhưng anh đã tham gia kiến tạo vào mỗi bàn thắng của Barca, đặc biệt là bàn thắng thứ hai khi anh khiến thủ môn Gianluigi Buffon phải bay người cản phá, từ đó Suárez đã dễ dàng đệm bóng vào lưới. Ngoài việc là cầu thủ kiến tạo nhiều nhất với sáu pha kiến tạo, Messi còn là vua phá lưới giải đấu với mười bàn thắng, giúp anh trở thành cầu thủ đầu tiên đạt được thành tích ghi bàn nhiều nhất trong năm mùa giải Champions League. Vì những thành công của anh trong mùa giải, anh được nhận giải thưởng Cầu thủ xuất sắc nhất châu Âu của UEFA lần thứ hai.

#### 2015–2016: Thành công quốc nội và Quả bóng vàng thứ năm

Messi che chắn bóng khỏi Éver Banega của Sevilla trong UEFA Super Cup 2015

Messi mở màn mùa giải 2015–16 bằng việc ghi hai bàn từ những quả đá phạt trong chiến thắng 5–4 của Barcelona (sau hiệp phụ) trước Sevilla ở Siêu cúp UEFA. Vào ngày 16 tháng 9, anh trở thành cầu thủ trẻ nhất có 100 lần ra sân tại UEFA Champions League trong trận hòa 1–1 trên sân khách trước Roma. Sau chấn thương đầu gối, anh trở lại sân cỏ vào ngày 21 tháng 11, vào sân thay người trong chiến thắng 4–0 trên sân khách của Barcelona trước kình địch Real Madrid ở El Clásico. Messi đã kết thúc năm bằng chiến thắng trong trận chung kết FIFA Club World Cup 2015 vào ngày 20 tháng 12, danh hiệu câu lạc bộ thứ năm của anh trong năm 2015 khi Barcelona đánh bại River Plate 3–0 tại Yokohama. Vào ngày 30 tháng 12, Messi ghi bàn trong lần ra sân thứ 500 cho Barcelona, trong chiến thắng 4–0 trên sân nhà trước Real Betis.
Vào ngày 11 tháng 1 năm 2016, Messi giành được Quả bóng vàng FIFA lần thứ năm trong sự nghiệp. Vào ngày 3 tháng 2, anh ghi một hat-trick trong chiến thắng 7–0 của Barcelona trước Valencia tại trận lượt đi bán kết Copa del Rey ở Camp Nou. Trong chiến thắng 6–1 trên sân nhà trước Celta Vigo tại La Liga, Messi đã kiến tạo cho Suárez từ một quả phạt đền. Một số người coi nó là "pha xử lý thiên tài", trong khi số khác lại chỉ trích đây là hành động thiếu tôn trọng đối thủ. Tuy nhiên, các cầu thủ Celta không hề phàn nàn và huấn luyện viên của họ còn lên tiếng bảo vệ tình huống đó rằng, "Các tiền đạo của Barca rất tôn trọng đối thủ." Cách thực hiện phạt đền như này được so sánh với biểu tượng của Barça, Johan Cruyff vào năm 1982, người đang phải chiến đấu với căn bệnh ung thư phổi, khiến nhiều người hâm mộ cho rằng quả phạt đền là một sự tôn vinh dành cho ông. Bản thân Cruyff cũng thấy "rất vui mừng" với pha bóng ấy, khẳng định "nó hợp lệ và mang tính giải trí".
Vào ngày 17 tháng 2, Messi đã ghi bàn thắng thứ 300 tại La Liga trong chiến thắng 3–1 trên sân khách trước Sporting de Gijón. Vài ngày sau, anh ghi cả hai bàn thắng trong chiến thắng 0–2 của Barcelona trước Arsenal trên sân Emirates, tại trận lượt đi vòng 16 đội UEFA Champions League 2015–16, đây là bàn thắng thứ 10.000 của Barcelona trong các trận đấu chính thức. Vào ngày 17 tháng 4, Messi đã chấm dứt cơn khát bàn thắng kéo dài 5 trận với bàn thắng thứ 500 trong sự nghiệp cho câu lạc bộ và đội tuyển quốc gia tại trận thua 2–1 trên sân nhà của Barcelona trước Valencia. Messi đã kết thúc mùa giải 2015–16 bằng việc ghi cả hai bàn thắng trong chiến thắng 2–0 ở hiệp phụ trước Sevilla tại trận chung kết Copa del Rey 2016, trên Sân vận động Vicente Calderón, vào ngày 22 tháng 5 năm 2016, giúp Barcelona giành cú đúp danh hiệu quốc nội mùa thứ hai liên tiếp. Tổng cộng, Messi đã ghi 41 bàn và có 23 đường kiến tạo, bộ ba tấn công của Barcelona đã ghi kỷ lục 131 bàn thắng tại Tây Ban Nha trong suốt mùa giải, phá vỡ kỷ lục mà chính họ đã thiết lập từ mùa giải trước.

#### 2016–2017: Chiếc giày vàng thứ tư
–Trong một cuộc phỏng vấn với tạp chí chính thức của Barcelona, Javier Mascherano đã nói về tầm quan trọng của Messi đối với đội bóng.
Messi mở màn mùa giải 2016–17 bằng chức vô địch Supercopa de España 2016 với tư cách đội trưởng của Barcelona khi Andrés Iniesta vắng mặt do chấn thương; anh đã giúp cho Munir ghi bàn trong chiến thắng 2–0 trên sân khách trước Sevilla ở trận lượt đi vào ngày 14 tháng 8, sau đó ghi bàn và kiến tạo trong chiến thắng 3–0 tại trận lượt về vào ngày 17 tháng 8. Ba ngày sau, anh ghi hai bàn và kiến tạo để giúp Barcelona giành chiến thắng 6–2 trước Real Betis trong trận mở màn La Liga mùa giải 2016–17. Vào ngày 13 tháng 9 năm 2016, Messi lập hat-trick đầu tiên của mùa giải tại trận mở màn UEFA Champions League 2016–17 gặp Celtic trong chiến thắng 7–0; đây cũng là hat-trick thứ sáu của Messi tại Champions League, nhiều nhất bất kỳ cầu thủ nào khác. Một tuần sau, Messi dính chấn thương háng trong trận hòa 1–1 trước Atlético Madrid và phải nghỉ thi đấu trong ba tuần. Anh đánh dấu sự trở lại của mình bằng một bàn thắng sau khi vào sân từ băng ghế dự bị được ba phút trong chiến thắng 4–0 trên sân nhà trước Deportivo de La Coruña, vào ngày 16 tháng 10. Ba ngày sau đó, anh ghi hat-trick thứ 37 cho câu lạc bộ khi Barcelona đánh bại Manchester City 4–0. Vào ngày 1 tháng 11, Messi ghi bàn thắng thứ 54 ở vòng bảng Champions League trong trận thua 3–1 trên sân khách trước Manchester City, vượt qua kỷ lục 53 bàn do Raúl nắm giữ.

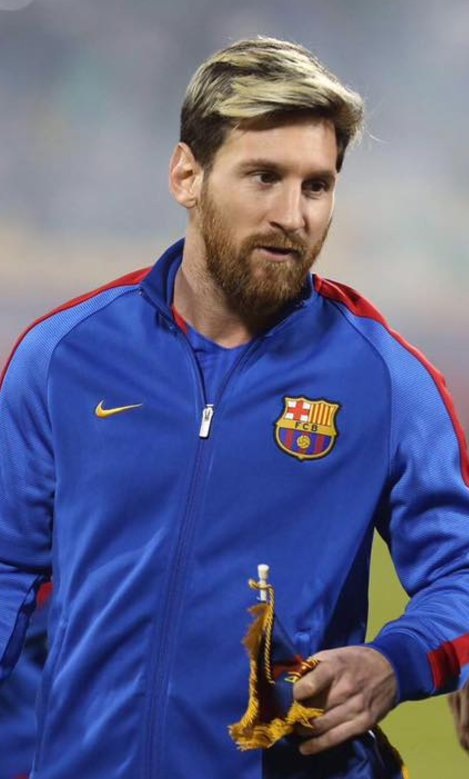
Messi trước trận giao hữu với Al Ahli SC ở Doha, Qatar vào tháng 12 năm 2016

Messi đã kết thúc năm với 51 bàn thắng, trở thành cầu thủ ghi bàn nhiều nhất châu Âu, hơn Zlatan Ibrahimović một bàn. Sau khi đứng thứ hai ở Quả bóng vàng 2016, vào ngày 9 tháng 1 năm 2017, Messi tiếp tục cán đích ở vị trí thứ hai – một lần nữa sau Cristiano Ronaldo – trong Giải thưởng Cầu thủ nam xuất sắc nhất FIFA năm 2016. Vào ngày 11 tháng 1, Messi ghi bàn từ một quả đá phạt trực tiếp trong chiến thắng 3–1 của Barcelona trước Athletic Bilbao ở trận lượt về vòng 16 đội Copa del Rey, giúp Barcelona tiến vào tứ kết giải đấu; đây là bàn thắng thứ 26 đến từ một quả phạt trực tiếp cho Barcelona của Messi trên mọi đấu trường, anh đã cân bằng kỷ lục mọi thời đại của câu lạc bộ, mà trước đó đã được thiết lập bởi Ronald Koeman. Trong trận đấu tiếp theo của anh, vào ngày 14 tháng 1, Messi ghi bàn trong chiến thắng 5–0 trước Las Palmas; với bàn thắng này, anh đã cân bằng kỷ lục ghi bàn nhiều nhất ở La Liga của Raúl (35).
Vào ngày 4 tháng 2 năm 2017, Messi đá phạt thành bàn thứ 27 cho Barcelona trong chiến thắng 3–0 trên sân nhà trước Athletic Bilbao ở giải đấu, vượt qua Koeman để trở thành cầu thủ ghi bàn nhiều nhất mọi thời đại của câu lạc bộ từ những quả đá phạt. Vào ngày 23 tháng 4, Messi ghi hai bàn trong chiến thắng 3–2 trên sân khách trước Real Madrid. Bàn thắng ấn định chiến thắng ở phút bù giờ là bàn thắng thứ 500 của anh cho Barcelona. Messi đã có màn ăn mừng đáng nhớ ngay sau đó bằng pha cởi áo thi đấu và giơ ra góc khán đài hướng về phần đông cổ động viên Real Madrid. Vào ngày 27 tháng 5, Messi ghi một bàn thắng và kiến tạo cho Paco Alcácer lập công trong trận chung kết Copa del Rey 2017, giúp Barcelona giành chiến thắng 3–1 trước Alavés và được vinh danh là Cầu thủ xuất sắc nhất trận đấu. Messi kết thúc mùa giải 2016–17 với 54 bàn thắng và 16 đường kiến tạo, trong đó 37 bàn thắng của anh ở La Liga giúp Leo giành được giải Pichichi và Chiếc giày vàng châu Âu lần thứ tư trong sự nghiệp.

#### 2017–2018: Cú đúp danh hiệu quốc nội và Chiếc giày vàng thứ năm kỷ lục
Messi mở màn mùa giải 2017–18 bằng việc thực hiện thành công một quả phạt đền trong trận thua 1–3 lượt đi trên sân nhà của Barcelona trước Real Madrid ở Supercopa de España. Qua đó, Messi cũng kéo dài kỷ lục ghi bàn nhiều nhất trong El Clásico với 24 bàn thắng tại các trận đấu chính thức. Vào ngày 9 tháng 9, Messi ghi hat-trick đầu tiên trong mùa giải 2017–18 vào lưới Espanyol tại Derbi barceloní, qua đó giúp Blaugrana giành chiến thắng 5–0 trên sân nhà trước đối thủ cùng thành phố. Messi ghi hai bàn vào lưới Gianluigi Buffon, giúp Barça đánh bại nhà vô địch Ý mùa trước Juventus 3–0 trên sân nhà tại UEFA Champions League vào ngày 12 tháng 9. Vào ngày 19 tháng 9, Messi ghi bốn bàn trong trận thắng 6–1 trước Eibar tại Camp Nou ở La Liga. Ba tuần sau, vào ngày 1 tháng 10, Messi vượt qua Carles Puyol để trở thành cầu thủ ra sân nhiều thứ ba trong lịch sử câu lạc bộ, khi anh giúp Barça đánh bại Las Palmas 3–0 bằng pha kiến tạo cho Sergio Busquets mở tỷ số và sau đó anh ghi thêm hai bàn thắng nữa trong trận đấu chính thức thứ 594 cho câu lạc bộ; những trận đấu tại La Liga được diễn ra tại Camp Nou mà không có khán giả do bạo lực ở Catalonia liên quan đến cuộc trưng cầu dân ý độc lập đang diễn ra.
Vào ngày 18 tháng 10, trong lần ra sân thứ 122 cho câu lạc bộ tại đấu trường châu Âu, Messi ghi bàn thắng thứ 97 ở UEFA Champions League và thứ 100 trong tất cả các giải đấu cấp câu lạc bộ của UEFA, trong chiến thắng 3–1 trên sân nhà trước Olympiacos. Messi trở thành cầu thủ thứ hai sau Cristiano Ronaldo đạt được cột mốc thế kỷ này, nhưng đã hoàn thành nó chỉ trong 21 lần ra sân ít hơn so với kình địch người Bồ Đào Nha. Vào ngày 4 tháng 11, anh có trận đấu thứ 600 cho Barcelona trong chiến thắng 2-1 trên sân nhà trước Sevilla ở La Liga. Sau khi nhận được Chiếc giày vàng thứ tư, Messi đã ký bản hợp đồng mới với Barcelona vào ngày 25 tháng 11, anh tiếp tục ở lại câu lạc bộ đến hết mùa giải 2020–21. Điều khoản mua lại của anh được giữ cố định ở mức 700 triệu euro. Vào ngày 7 tháng 1 năm 2018, Messi đã có trận đấu thứ 400 cho Barcelona ở La Liga trong chiến thắng 3–0 trên sân nhà trước Levante, đánh dấu bằng pha kiến tạo thứ 144 tại giải đấu và bàn thắng thứ 365 cho câu lạc bộ, bàn thắng đó giúp anh cân bằng kỷ lục cầu thủ ghi nhiều bàn thắng nhất cho cùng một câu lạc bộ ở một trong năm giải vô địch quốc gia hàng đầu châu Âu của Gerd Müller. Một tuần sau, anh ghi bàn thắng thứ 366 tại La Liga từ một quả đá phạt trực tiếp trong chiến thắng 4–2 trên sân khách trước Real Sociedad.
Vào ngày 4 tháng 3, anh ghi bàn thắng thứ 600 trong sự nghiệp từ một quả đá phạt trực tiếp trong chiến thắng 1–0 trên sân nhà trước Atlético Madrid tại La Liga. Vào ngày 14 tháng 3, Messi ghi bàn thắng thứ 99 và 100 tại Champions League trong chiến thắng 3–0 trên sân nhà trước Chelsea, trở thành cầu thủ thứ hai sau Cristiano Ronaldo đạt được cột mốc này, với số lần ra sân ít hơn, ở độ tuổi trẻ hơn và sút ít hơn kình địch người Bồ Đào Nha. Bàn thắng mở tỷ số của Messi, chỉ sau hai phút và tám giây, cũng là bàn thắng nhanh nhất trong sự nghiệp của anh, giúp Barcelona tiến vào tứ kết giải đấu mùa thứ mười một liên tiếp. Vào ngày 7 tháng 4, anh lập một hat-trick trong chiến thắng 3–1 trước Leganés, bao gồm bàn thắng thứ sáu ghi được từ một quả phạt trực tiếp trong mùa giải, cân bằng kỷ lục do người đồng đội cũ Ronaldinho thiết lập. Anh một lần nữa là vua phá lưới La Liga, với 34 bàn thắng, đồng thời giúp anh giành được Chiếc giày vàng lần thứ năm. Vào ngày 21 tháng 4, Messi ghi bàn thắng thứ hai cho Barcelona – bàn thắng thứ 40 của anh trong mùa giải – trận thắng 5–0 trước Sevilla ở chung kết Copa del Rey 2018, sau đó anh kiến tạo cho Suarez ghi bàn thắng thứ hai; đây là danh hiệu thứ tư liên tiếp của Barcelona. Vào ngày 29 tháng 4, Messi lập một hat-trick trong chiến thắng 4–2 trên sân khách trước Deportivo de La Coruña, giúp Barcelona giành chức vô địch La Liga lần thứ 25. Vào ngày 9 tháng 5, Messi ghi bàn trong chiến thắng 5–1 của Barcelona trước Villarreal để thiết lập chuỗi trận bất bại dài nhất lịch sử La Liga (43 trận).

#### 2018–19: Đảm nhận băng đội trưởng, danh hiệu La Liga thứ 10 và Chiếc giày vàng thứ sáu kỷ lục
Với sự ra đi của cựu đội trưởng Andrés Iniesta vào tháng 5 năm 2018, Messi được bầu làm đội trưởng mới của câu lạc bộ trong mùa giải tiếp theo. Vào ngày 12 tháng 8 năm 2018, anh đã giành danh hiệu đầu tiên của mình với tư cách là đội trưởng của Barcelona, Supercopa de España, sau chiến thắng 2-1 trước Sevilla. Vào ngày 19 tháng 8, Messi ghi hai bàn giúp Barcelona đánh bại Alavés 3–0 trong trận đấu đầu tiên của họ ở La Liga, với bàn thắng mở tỷ số của anh đến từ một quả đá phạt chìm, đây là bàn thắng thứ 6000 của Barcelona tại La Liga. Vào ngày 18 tháng 9, Messi đã ghi một hat-trick trong chiến thắng 4–0 trên sân nhà trước PSV Eindhoven tại trận đấu mở màn vòng bảng Champions League, lập kỷ lục là cầu thủ ghi nhiều hat-trick nhất giải đấu, với tám cú hat-trick. Vào ngày 20 tháng 10, Messi ghi bàn và kiến tạo trong chiến thắng 4–2 trên sân nhà trước Sevilla, nhưng anh buộc phải rời sân ở phút 26 vì bị dính chấn thương ở cánh tay phải; các xét nghiệm sau đó xác nhận rằng anh đã bị gãy xương, phải nghỉ thi đấu trong khoảng ba tuần. Vào ngày 8 tháng 12, Messi thực hiện thành công hai quả đá phạt – bàn thắng thứ chín và thứ mười của anh đến từ các tình huống cố định trong năm đó – trận thắng 4–0 trên sân khách trước Espanyol tại Derbi barceloní ở La Liga; đây là lần đầu tiên anh làm được điều này tại giải đấu. Mười bàn thắng đó của Messi cũng giúp anh trở thành cầu thủ đầu tiên đạt được con số này trong 13 mùa giải La Liga liên tiếp.

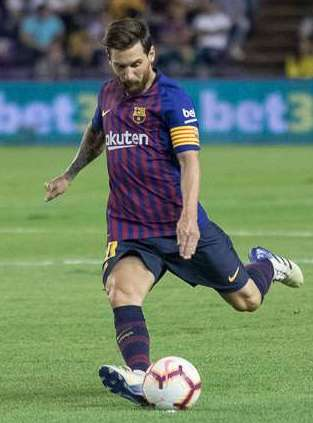
Messi thực hiện quả đá phạt trực tiếp trong trận đấu gặp Real Valladolid vào tháng 8 năm 2018

Vào ngày 13 tháng 1 năm 2019, Messi ra sân trận thứ 435 tại La Liga và ghi bàn thắng thứ 400 cũng ở giải đấu đó trong chiến thắng 3–0 trên sân nhà trước Eibar, trở thành cầu thủ đầu tiên đạt được cột mốc này ở một trong năm giải vô địch quốc gia hàng đầu châu Âu. Vào ngày 2 tháng 2, Messi ghi hai bàn trong trận hòa 2–2 trước Valencia, với bàn thắng đầu tiên đến từ chấm phạt đền, bàn thắng thứ 50 tại La Liga; như vậy, anh trở thành cầu thủ thứ ba trong lịch sử La Liga sau Cristiano Ronaldo và Hugo Sánchez thực hiện thành công 50 quả phạt đền. Cuối tháng đó, câu lạc bộ thừa nhận rằng họ đã bắt đầu chuẩn bị cho việc giải nghệ trong tương lai của Messi. Vào ngày 23 tháng 2, Messi ghi hat-trick thứ 50 trong sự nghiệp và cũng là người kiến tạo cho Suárez lập công, giúp Barcelona giành chiến thắng 4–2 trên sân khách trước Sevilla ở La Liga; bàn thắng này cũng là bàn thắng thứ 650 trong sự nghiệp của anh cho câu lạc bộ và đội tuyển quốc gia ở cấp độ chuyên nghiệp. Vào ngày 16 tháng 4, Messi ghi hai bàn trong chiến thắng 3–0 trên sân nhà trước Manchester United ở trận lượt về vòng tứ kết Champions League để giúp Barcelona giành chiến thắng chung cuộc 4–0, tiến vào bán kết giải đấu lần đầu tiên kể từ năm 2015; đây cũng là những bàn thắng đầu tiên của anh ở tứ kết Champions League kể từ năm 2013.
Vào ngày 27 tháng 4, Messi vào sân từ băng ghế dự bị và ghi bàn thắng duy nhất trong chiến thắng 1–0 trên sân nhà trước Levante, giúp Barcelona giành chức vô địch La Liga; đây là lần ra sân thứ 450 của anh tại La Liga và là chức vô địch đầu tiên của anh với tư cách đội trưởng câu lạc bộ. Vào ngày 1 tháng 5, Messi ghi hai bàn trong chiến thắng 3–0 trên sân nhà trước Liverpool ở lượt đi bán kết Champions League; bàn thắng thứ hai của anh trong trận đấu, một quả đá phạt từ cự ly 35m, là bàn thắng thứ 600 ở cấp độ câu lạc bộ trong sự nghiệp của anh, tất cả đều được ghi cho Barcelona. Trong trận lượt về sau đó sáu ngày tại Anfield, Barcelona đã nhận thất bại 4–0 trên sân khách, giúp Liverpool tiến vào chung kết với tổng tỷ số 4–3. Vào ngày 19 tháng 5, trong trận đấu cuối cùng của Barcelona tại La Liga, Messi đã ghi hai bàn trong trận hòa 2–2 trên sân khách trước Eibar (bàn thắng thứ 49 và 50 của anh trên mọi đấu trường mùa giải đó), giúp anh giành được danh hiệu Pichichi lần thứ sáu khi là Vua phá lưới giải đấu, với 36 bàn sau 34 lần ra sân; anh đã cân bằng kỷ lục cầu thủ có nhiều giải thưởng Vua phá lưới nhất ở La Liga của Telmo Zarra. Anh cũng giành được Chiếc giày vàng lần thứ sáu và là thứ ba liên tiếp kể từ mùa giải 2016–17. Vào ngày 25 tháng 5, Messi ghi bàn thắng cuối cùng của mùa giải trong trận thua 2–1 trước Valencia ở chung kết Copa del Rey 2019.

#### 2019–2020: Quả bóng vàng thứ sáu lập kỷ lục
Vào ngày 5 tháng 8 năm 2019, có thông báo cho rằng Messi sẽ bỏ lỡ chuyến du đấu của Barcelona tại Mỹ sau khi dính chấn thương bắp chân phải. Vào ngày 19 tháng 8, bàn thắng từ rìa vòng cấm của Messi vào lưới Real Betis đã được đề cử cho Giải thưởng FIFA Puskás 2019. Cuối tháng đó, Messi tiếp tục dính chấn thương bắp chân, khiến anh không thể thi đấu trận mở màn mùa giải; do đó, anh phải ngồi ngoài và chỉ được trở lại thi đấu cùng Barcelona sau kỳ nghỉ quốc tế vào tháng 9. Vào ngày 2 tháng 9, Messi là một trong ba ứng cử viên cuối cùng tranh Giải thưởng FIFA Puskás 2019 và Giải thưởng Cầu thủ nam xuất sắc nhất năm 2019 của FIFA, Messi giành chiến thắng sau đó vào ngày 23 tháng 9.

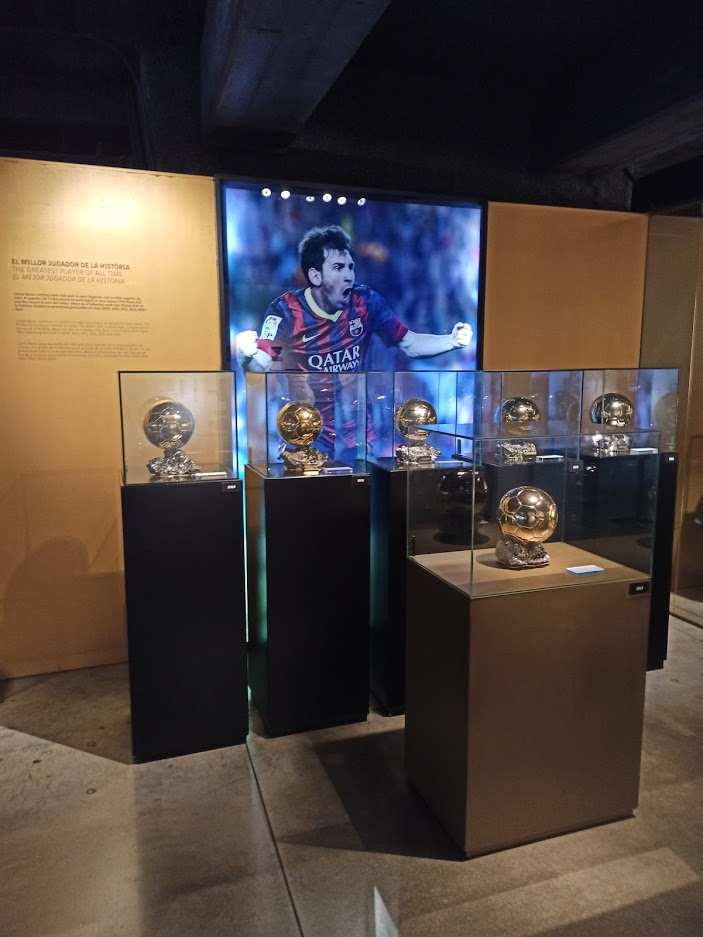
Sáu danh hiệu Quả bóng vàng của Messi được trưng bày tại Bảo tàng FC Barcelona. Quả bóng vàng thứ sáu kỷ lục của anh vào năm 2019 được đặt ở phía trước.

Messi ra sân trận đầu tiên trong mùa giải 2019–20 vào ngày 17 tháng 9, và vào ngày 6 tháng 10, Messi ghi bàn thắng đầu tiên của mình ở mùa giải đó bằng một quả đá phạt trong chiến thắng 4–0 trên sân nhà trước Sevilla; đây là bàn thắng thứ 420 của anh tại La Liga, giúp anh phá kỷ lục ghi 419 bàn thắng của Cristiano Ronaldo ở 5 giải vô địch quốc gia hàng đầu châu Âu. Vào ngày 23 tháng 10, Messi ghi bàn thắng đầu tiên tại Champions League trong chiến thắng 2-1 trên sân khách trước Slavia Prague, trở thành cầu thủ đầu tiên ghi bàn trong 15 mùa giải Champions League liên tiếp (không tính vòng loại). Anh cũng san bằng kỷ lục ghi bàn vào lưới 33 đội khác nhau trong một năm của Raúl và Cristiano Ronaldo. Vào ngày 29 tháng 10, Messi ghi bàn và có hai lần kiến tạo trong chiến thắng 5–1 trên sân nhà trước Real Valladolid ở La Liga; bàn thắng mở tỷ số của anh – một cú sút xa 35m – là quả đá phạt thành công thứ 50 trong sự nghiệp của anh. Với tổng số bàn thắng là 608, Messi đã vượt qua tổng số 606 bàn thắng ghi được của Cristiano Ronaldo tính riêng ở cấp độ câu lạc bộ. Vào ngày 9 tháng 11, Messi ghi ba bàn (trong đó có hai quả đá phạt) trong chiến thắng 4–1 trên sân nhà trước Celta Vigo. Đây là cú hat-trick thứ 34 của anh tại La Liga, cân bằng kỷ lục của Cristiano Ronaldo. Vào ngày 27 tháng 11, trong trận đấu thứ 700 của anh cho Barcelona, Messi ghi một bàn và kiến tạo hai bàn trong chiến thắng 3-1 trên sân nhà trước Borussia Dortmund tại UEFA Champions League. Borussia Dortmund là đội bóng thứ 34 mà anh đã chọc thủng lưới trong giải đấu đó, phá vỡ kỷ lục trước đó là 33 do Cristiano Ronaldo và Raúl nắm giữ. Vào ngày 2 tháng 12, Messi đã giành được Quả bóng vàng lần thứ sáu. Vào ngày 8 tháng 12, Messi ghi hat-trick thứ 35 tại La Liga trong chiến thắng 5–2 trên sân nhà trước Mallorca.
Vào ngày 22 tháng 2 năm 2020, Messi ghi bốn bàn trong chiến thắng 5–0 trên sân nhà trước Eibar tại La Liga. Vào ngày 14 tháng 6, trong chiến thắng 4–0 trước Mallorca, Messi đã ghi một bàn và có hai lần kiến tạo, trở thành cầu thủ đầu tiên ở La Liga ghi được 20 bàn thắng trở lên trong 12 mùa giải liên tiếp. Vào ngày 30 tháng 6, Messi thực hiện thành công quả phạt đền theo kiểu panenka trong trận hòa 2–2 trên sân nhà trước Atlético Madrid ở La Liga, cán mốc bàn thắng thứ 700 trong sự nghiệp của anh cho Barcelona và Argentina. Vào ngày 11 tháng 7, Messi đã có pha kiến tạo thứ 20 trong mùa giải cho Arturo Vidal lập công ở trận thắng 1–0 trên sân khách trước Real Valladolid, cân bằng kỷ lục 20 pha kiến tạo của Xavi trong mùa giải La Liga 2008–2009; với 22 bàn thắng, anh cũng trở thành cầu thủ thứ hai sau Thierry Henry trong màu áo Arsenal ở Premier League mùa giải 2002–03 (24 bàn và 20 pha kiến tạo), ghi được ít nhất 20 bàn và có 20 pha kiến tạo trong một mùa giải tại một trong năm giải vô địch quốc gia hàng đầu châu Âu. Sau cú đúp của anh trong chiến thắng 5–0 trước Alavés ở trận đấu cuối cùng mùa giải vào ngày 20 tháng 5, Messi kết thúc mùa giải khi là Vua phá lưới và Vua kiến tạo tại La Liga, với 25 bàn thắng và 21 đường kiến tạo, giúp anh giành được danh hiệu Pichichi lần thứ bảy, vượt qua Zarra; tuy nhiên, Barcelona đã để mất chức vô địch vào tay Real Madrid. Vào ngày 9 tháng 8, trong trận lượt về vòng 16 đội Champions League với Napoli tại Camp Nou, Messi ghi bàn thắng thứ hai và kiếm được một quả phạt đền dẫn đến bàn thắng thứ ba, giúp Barcelona giành chiến thắng 3–1 trên sân nhà và với tổng tỷ số 4–2, Barcelona tiến vào tứ kết gặp Bayern Munich. Vào ngày 15 tháng 8, Messi trải qua trận thua tồi tệ nhất với tư cách một cầu thủ khi Bayern Munich đánh bại Barcelona với tỷ số 8–2 tại Lisboa, một lần nữa Barca bị loại khỏi Champions League.

#### Tháng 8 năm 2020: Mong muốn rời Barcelona
– Messi nói về việc thay đổi quyết định rời Barcelona trong một cuộc phỏng vấn với Goal vào ngày 4 tháng 9 năm 2020.
Sau khi ngày càng bất mãn với cách điều hành của ban lãnh đạo Barcelona cả trong và ngoài sân cỏ, Barça thông báo rằng Messi đã gửi đến câu lạc bộ "một văn bản bày tỏ mong muốn được ra đi" vào ngày 25 tháng 8 năm 2020. Thông báo này đã thu hút sự chú ý từ giới truyền thông, bao gồm các đồng đội hiện tại và trước đây (những người ủng hộ quyết định của Messi) và thống đốc Catalan Quim Torra. Vào ngày 26 tháng 8, giám đốc thể thao Barcelona Ramon Planes đã nhắc lại mong muốn của câu lạc bộ là "xây dựng một đội bóng xung quanh cầu thủ xuất sắc nhất thế giới" và khẳng định Messi chỉ có thể ra đi nếu điều khoản mua đứt trị giá 700 triệu euro được trả; Messi có quyền lựa chọn chấm dứt hợp đồng sớm (nó cho phép anh rời câu lạc bộ một cách tự do), điều đó chỉ có thể được thực thi nếu anh thông báo quyết định của mình với Barcelona trước ngày 31 tháng 5 năm 2020, mặc dù những người đại diện của Leo cho rằng thời hạn cuối cùng được dời lại đến ngày 31 tháng 8, do mùa giải 2019–20 đã bị hoãn lại. Vào ngày 30 tháng 8, La Liga đưa ra một tuyên bố cho biết hợp đồng và điều khoản mua đứt của Messi vẫn còn hiệu lực.
Vào ngày 4 tháng 9, Jorge Messi, cha và là người đại diện của Leo, đã đưa ra một tuyên bố đáp trả lại La Liga rằng điều khoản giải phóng "không có hiệu lực khi việc chấm dứt hợp đồng là do quyết định đơn phương của cầu thủ từ cuối mùa giải 2019–20", như đã nêu trong bản hợp đồng của Messi với Barcelona; ngay sau đó, La Liga đã đưa ra lời phản hồi nhắc lại tuyên bố trước đây của họ vào ngày 30 tháng 8. Cuối buổi tối hôm đó, Messi tuyên bố tại một cuộc phỏng vấn với Goal rằng anh sẽ tiếp tục ở lại Barcelona trong năm cuối cùng của hợp đồng. Trong cuộc phỏng vấn, Messi tiết lộ rằng đã thông báo cho Barcelona về mong muốn ra đi của anh nhiều lần và chủ tịch câu lạc bộ Josep Maria Bartomeu cho biết Messi có thể quyết định việc ra đi hoặc ở lại vào cuối mỗi mùa giải, Bartomeu chỉ đề cập đến điều khoản giải phóng. Điều này khiến Messi có hai sự lựa chọn: ở lại hoặc ra tòa chống lại câu lạc bộ, anh nói rằng "Tôi sẽ không bao giờ ra tòa chống lại câu lạc bộ của cuộc đời mình".

#### 2020–2021: Mùa giải cuối cùng tại Barcelona
Vào ngày 27 tháng 9, Messi mở đầu mùa giải 2020–21 bằng việc thực hiện thành công một quả phạt đền trong chiến thắng 4–0 trên sân nhà trước Villarreal ở La Liga. Hai ngày trước trận khai màn, anh lại lên tiếng chỉ trích câu lạc bộ, lần này là về sự ra đi của Luis Suárez, nói rằng, "ở giai đoạn này không có gì làm tôi ngạc nhiên nữa". Vào ngày 20 tháng 10, Messi thực hiện thành công một quả phạt đền và kiến tạo bàn thắng thứ năm trong chiến thắng 5–1 trên sân nhà trước Ferencváros tại Champions League, trở thành cầu thủ đầu tiên ghi bàn trong 16 mùa giải Champions League liên tiếp. Vào ngày 25 tháng 11, Messi được đề cử cho giải thưởng Cầu thủ nam xuất sắc nhất năm 2020 của FIFA, và sau đó được lọt vào danh sách ba ứng cử viên cuối cùng tranh giải. Vào ngày 29 tháng 11, Messi ghi bàn thắng thứ tư trong chiến thắng 4–0 trước Osasuna. Sau khi ghi bàn, anh đã để lộ một chiếc áo của đội bóng cũ Newell's Old Boys, để tưởng nhớ đến Diego Maradona, người đã qua đời bốn ngày trước đó, và chỉ cả hai tay lên màn hình hiển thị khuôn mặt của Maradona trong sân vận động. Nó là bản sao của chính chiếc áo mà Maradona đã mặc trong thời gian thi đấu cho câu lạc bộ vào năm 1993. Vào ngày 17 tháng 12, Messi đứng thứ ba tại giải thưởng Cầu thủ nam xuất sắc nhất năm của FIFA sau Robert Lewandowski và Cristiano Ronaldo, đồng thời được xếp vào FIFA FIFPro World XI năm thứ 14 liên tiếp.
– Pelé chúc mừng Messi sau khi anh phá kỷ lục ghi nhiều bàn thắng nhất cho một câu lạc bộ.
Vào ngày 23 tháng 12, Messi ghi bàn thắng thứ 644 cho Barcelona trước Real Valladolid ở La Liga, vượt qua Pelé trong màu áo Santos để trở thành cầu thủ ghi nhiều bàn thắng nhất cho một câu lạc bộ. Để chúc mừng thành tích này, Budweiser gửi những chai bia đến tất cả thủ môn mà Messi đã từng chọc thủng lưới. Vào ngày 17 tháng 1 năm 2021, Messi bị đuổi khỏi sân lần đầu tiên trong sự nghiệp câu lạc bộ của mình vì hành vi bạo lực (vung tay vào đầu Asier Villalibre, ban đầu bị trọng tài bỏ qua nhưng sau đó được xem lại qua VAR) trong những phút cuối cùng của trận thua 2-3 trước Athletic Bilbao ở trận chung kết Supercopa de España 2020–21. Vào ngày 10 tháng 3, Messi ghi bàn từ cự ly 35m trong trận hòa 1–1 trước Paris Saint-Germain tại Sân vận động Công viên các Hoàng tử ở trận lượt về vòng 16 đội Champions League. Lần đầu tiên sau 14 năm Barcelona bị loại ngay tại vòng 16 đội với tổng tỷ số 2–5 sau khi đã để thua 1–4 trên sân nhà Camp Nou vào ngày 16 tháng 2, Messi là người ghi bàn thắng duy nhất cho Barcelona trong trận đấu đó. Vào ngày 15 tháng 3, Messi ghi 2 bàn và có một pha kiến tạo trong chiến thắng 4–1 trước Huesca. Với bàn thắng đầu tiên, anh trở thành cầu thủ đầu tiên ghi ít nhất 20 bàn trong 13 mùa giải liên tiếp ở 5 giải vô địch quốc gia hàng đầu châu Âu.  Vào ngày 21 tháng 3, anh vượt qua Xavi để trở thành cầu thủ có nhiều lần ra sân nhất cho câu lạc bộ với 768 lần ra sân, anh cũng lập một cú đúp trong chiến thắng 6–1 trên sân khách trước Real Sociedad. Vào ngày 17 tháng 4, Messi ghi hai bàn trong chiến thắng 4–0 của Barcelona trước Athletic Bilbao ở trận chung kết Copa del Rey 2021. Với bàn thắng thứ hai của anh, Messi đã phá vỡ kỷ lục ghi 30 bàn thắng trong 12 mùa giải liên tiếp của Gerd Müller, lập kỷ lục mới là 13. Với danh hiệu thứ 35 cùng Barcelona, Messi cũng vượt qua Ryan Giggs để trở thành cầu thủ có nhiều danh hiệu nhất cho một câu lạc bộ. Là vua phá lưới tại La Liga, Messi giành được danh hiệu Pichichi lần thứ tám trong sự nghiệp. Đây cũng là danh hiệu Vua phá lưới thứ năm liên tiếp của anh tại La Liga, vượt qua Alfredo Di Stéfano và Hugo Sánchez, cả hai đều có bốn lần giành được danh hiệu này trong màu áo Real Madrid.
– Chủ tịch Barcelona Joan Laporta giải thích lý do đằng sau sự ra đi của Messi.
Vào ngày 1 tháng 7 năm 2021, Messi trở thành cầu thủ tự do sau khi hết hạn hợp đồng, cùng với việc các cuộc đàm phán về một bản hợp đồng mới đi vào bế tắc do những vấn đề tài chính tại Barcelona. Vào ngày 5 tháng 8, Barcelona thông báo rằng Messi sẽ không ở lại câu lạc bộ, mặc dù cả hai bên đã đạt được thỏa thuận và sẽ ký hợp đồng vào ngày hôm đó. Câu lạc bộ cho rằng những trở ngại về tài chính và các quy định bất lợi từ La Liga như một phần lý do cho sự ra đi của anh. Ba ngày sau, trong một cuộc họp báo đầy nước mắt được tổ chức tại Camp Nou, Messi xác nhận rằng anh sẽ chia tay Barcelona.

### Paris Saint-Germain

#### 2021–2022: Thích nghi với môi trường mới và Quả bóng vàng thứ bảy

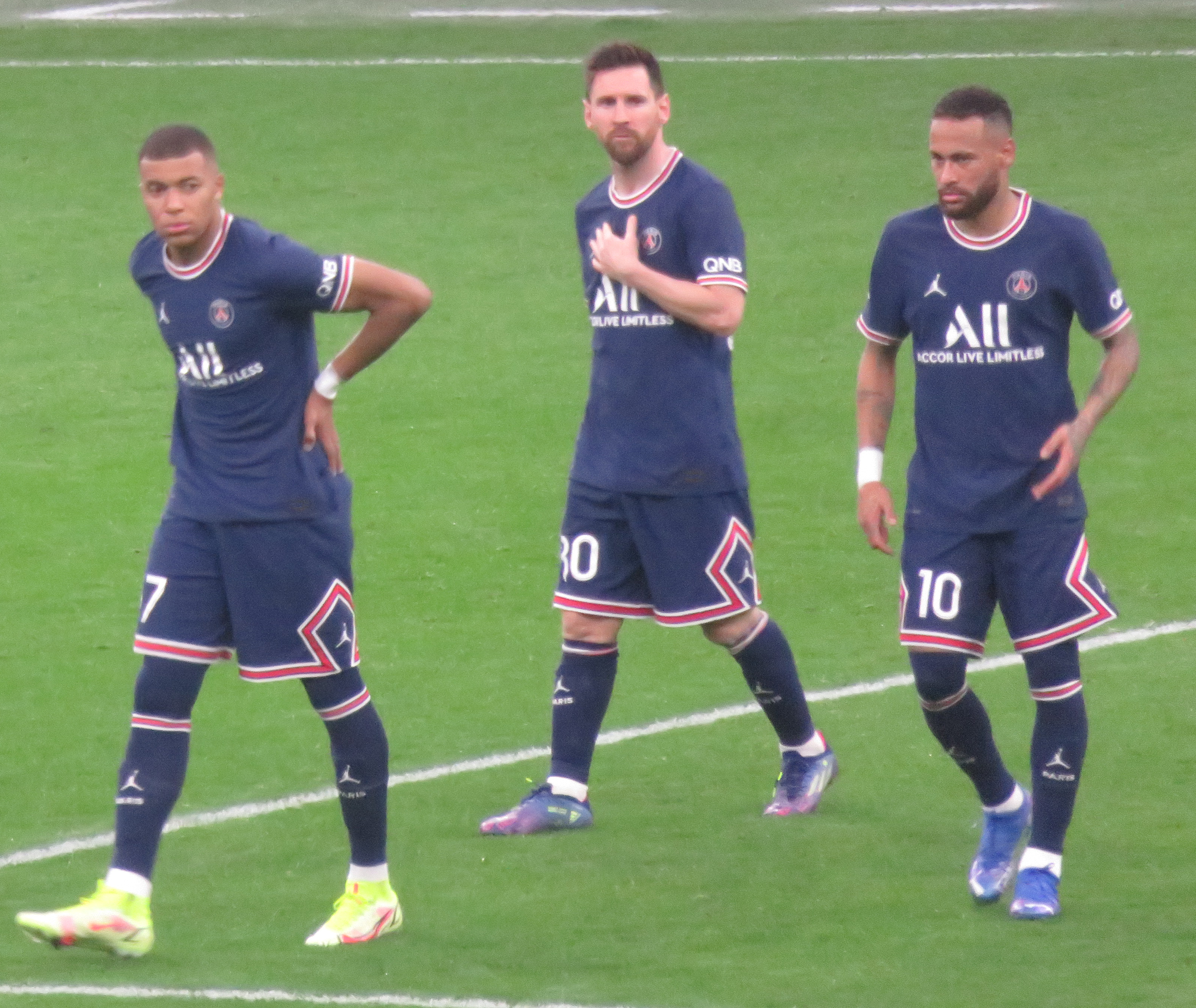
Messi (giữa) cùng với những người đồng đội ở PSG là Kylian Mbappé (trái) và Neymar

Vào ngày 10 tháng 8, Messi gia nhập câu lạc bộ Pháp Paris Saint-Germain. Anh ký hợp đồng có thời hạn hai năm đến tháng 6 năm 2023 cùng với tùy chọn gia hạn thêm một năm.  Messi đã chọn khoác áo số 30, số áo mà anh từng mặc khi có trận ra mắt với đội một Barcelona.
Messi có trận ra mắt câu lạc bộ vào ngày 29 tháng 8, vào sân thay người trong hiệp hai ở trận thắng 2–0 trên sân khách trước Reims tại Ligue 1. Anh có trận ra mắt cho câu lạc bộ tại UEFA Champions League với trận hòa 1–1 trên sân khách trước Club Brugge vào ngày 15 tháng 9. Bốn ngày sau, Messi có trận ra mắt trên sân nhà cho PSG trong chiến thắng 2–1 trước Lyon.
Vào ngày 28 tháng 9, Messi ghi bàn thắng đầu tiên cho câu lạc bộ, một pha lập công từ ngoài vòng cấm sau khi phối hợp một-hai với Kylian Mbappé, trong trận thắng 2–0 trên sân nhà trước Manchester City của Pep Guardiola tại vòng bảng UEFA Champions League. Vào ngày 21 tháng 11, Messi ghi bàn thắng đầu tiên tại Ligue 1 trong chiến thắng 3–1 trên sân nhà trước Nantes. Vào ngày 28 tháng 11, Messi lập hat-trick kiến tạo thứ năm trong sự nghiệp khi PSG đánh bại Saint-Étienne 3–1 trên sân khách. Ghi được 40 bàn thắng ở cấp độ câu lạc bộ và đội tuyển quốc gia trong năm 2021 và giúp Argentina vô địch Copa América cùng năm, vào ngày 29 tháng 11, Messi nhận được Quả bóng vàng thứ bảy kỷ lục.
–Messi suy ngẫm về khó khăn mà anh gặp phải trong mùa giải đầu tiên của mình tại PSG và cách mà anh muốn cải thiện tại mùa giải thứ hai của mình trong một cuộc phỏng vấn với TyC Sports.
Vào ngày 2 tháng 1 năm 2022, PSG thông báo rằng Messi có kết quả xét nghiệm dương tính với COVID-19, anh sau đó bỏ lỡ hai trận đấu thuộc khuôn khổ giải vô địch quốc gia và một trận đấu cúp. Anh đã trở lại trong trận đấu với Reims tại Ligue 1 vào ngày 23 tháng 1, nơi anh vào sân thay người trong hiệp hai và có pha kiến tạo bàn thắng thứ ba cho PSG trong chiến thắng 4–0 trên sân nhà. Vào ngày 13 tháng 3, sau khi bị Real Madrid loại khỏi Champions League ngay tại vòng 16 đội, Messi và người đồng đội Neymar đã bị một số cổ động viên PSG la ó trên Sân vận động Công viên các Hoàng tử trong trận đấu với Bordeaux ở Ligue 1. Vào ngày 23 tháng 4 năm 2022, Messi đã giúp PSG giành chức vô địch Ligue 1 thứ 10 sau khi ghi bàn từ pha sút xa ngoài vòng cấm địa trong trận hòa 1–1 trước Lens tại Sân vận động Công viên các Hoàng tử. Mùa giải đầu tiên của Messi ở đội bóng thành Paris kết thúc với 11 bàn thắng và 14 pha kiến tạo trên mọi đấu trường. Lần đầu tiên kể từ mùa giải 2005–06, anh đã không ghi được 10 bàn thắng tại giải vô địch quốc gia khi chỉ có vỏn vẹn 6 bàn.

#### 2022–2023: Lấy lại phong độ và rời Paris
Sau khi thích nghi với môi trường mới và ổn định cuộc sống ở Paris, dưới thời tân huấn luyện viên Christophe Galtier, Messi trở lại vai trò tấn công tự do ưa thích của mình; vị trí tiền vệ kiến thiết phía sau hai tiền đạo, trong bộ ba tấn công cùng với Neymar và Kylian Mbappé, nhanh chóng lấy lại phong độ so với mùa giải trước khi anh khởi đầu mùa giải mới vào ngày 31 tháng 7 bằng việc ghi bàn thắng mở tỷ số cho PSG trong chiến thắng 4–0 trước Nantes ở Trophée des Champions, giành danh hiệu thứ hai cùng đội bóng thủ đô nước Pháp.

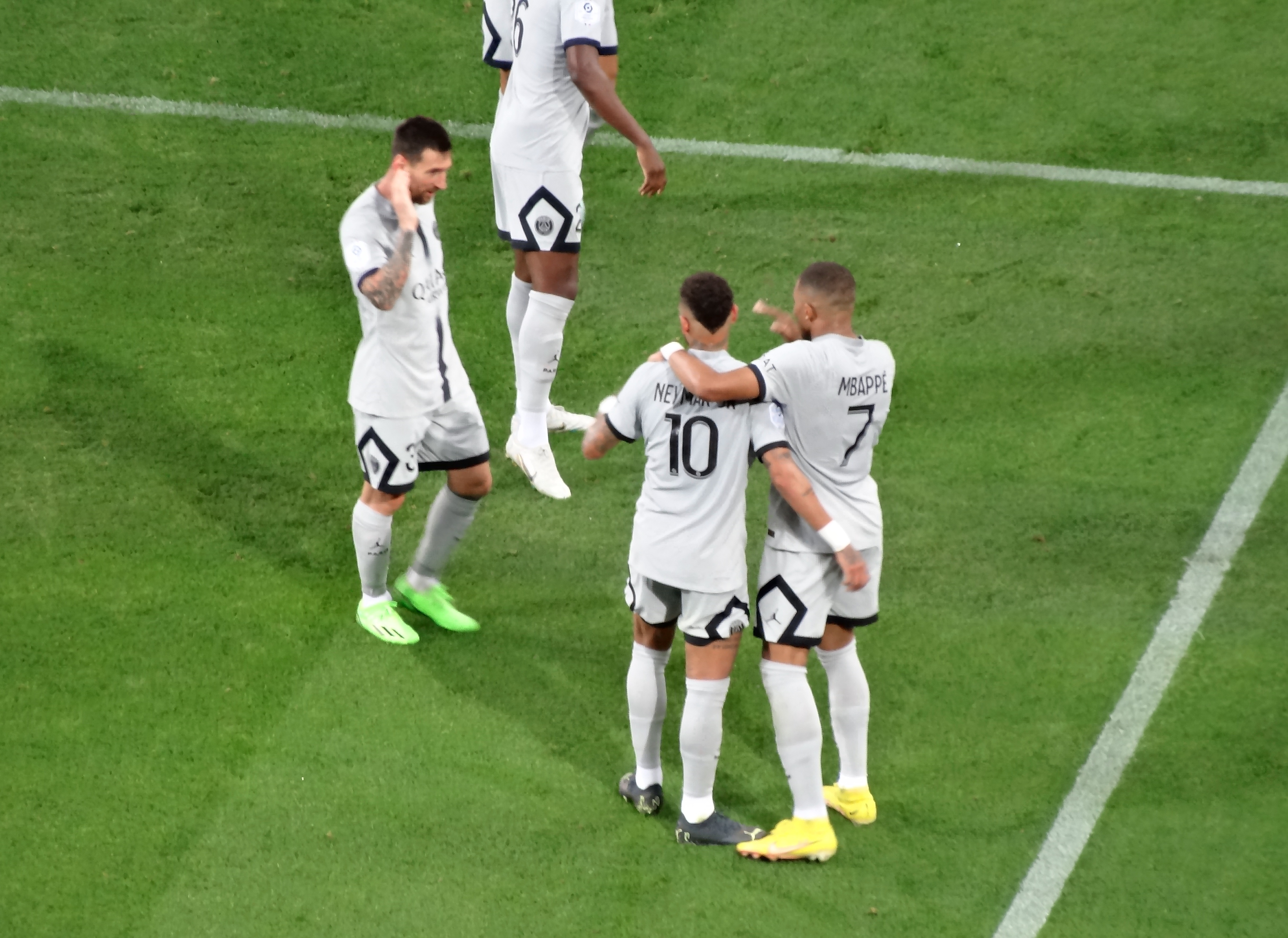
Messi (trái) ăn mừng bàn thắng cùng với những người đồng đội ở PSG là Neymar và Mbappé

Do phong độ thất vọng ở mùa giải trước, Messi đã không được đề cử cho giải Quả bóng Vàng lần đầu tiên kể từ năm 2005. Vào ngày 21 tháng 8, Messi đã có pha kiến tạo từ xa cho Mbappé ghi bàn thắng nhanh thứ hai lịch sử Ligue 1 ở giây thứ 8, trước khi chính anh ghi bàn trong chiến thắng 7–1 trước Lille. Các trận đấu tiếp theo, sau khi đóng góp sáu bàn thắng, bao gồm một bàn và năm pha kiến tạo trong tháng 9, Messi được vinh danh là Cầu thủ xuất sắc nhất tháng này của Ligue 1. Vào ngày 5 tháng 10, anh ghi bàn trong trận hòa 1–1 trước Benfica ở Champions League, trở thành cầu thủ duy nhất trong lịch sử giải đấu chọc thủng lưới 40 đội bóng khác nhau tại Champions League. Vào ngày 25 tháng 10, anh ghi hai bàn trong chiến thắng 7–2 trên sân nhà trước Maccabi Haifa tại Champions League, lập kỷ lục ghi nhiều bàn thắng từ ngoài vòng cấm địa nhất so với bất kỳ cầu thủ nào khác trong giải đấu này, với 23 bàn. Bốn ngày sau, Messi ghi bàn và kiến tạo giúp PSG giành chiến thắng 4–3 trước Troyes để tiếp tục dẫn đầu bảng xếp hạng Ligue 1. Đây là bàn thắng thứ bảy của anh tại Ligue 1 mùa 2022–23 và là bàn thắng thứ mười hai nói chung cho PSG trong mùa giải này, vượt qua tổng số 11 bàn thắng của anh trên mọi đấu trường trong mùa giải 2021–22 chỉ sau 18 trận.
Vào ngày 26 tháng 2 năm 2023, PSG đánh bại Marseille 3–0 tại Le Classique, Messi ghi bàn thắng thứ 700 trong sự nghiệp cấp câu lạc bộ cũng như kiến tạo cho hai bàn thắng của Mbappé. Vào ngày 11 tháng 3, PSG đánh bại Brest 2–1, Messi kiến tạo cho bàn thắng quyết định của Mbappé ở phút cuối, đạt cột mốc 300 pha kiến tạo trong sự nghiệp. Vào ngày 8 tháng 4, anh ghi bàn và kiến tạo trong chiến thắng 2–0 trước Nice ở Ligue 1, giúp anh vượt qua Cristiano Ronaldo để trở thành cầu thủ ghi nhiều bàn thắng nhất mọi thời đại trong lịch sử bóng đá cấp câu lạc bộ châu Âu với 702 bàn; cũng trong trận đấu này, anh còn cán mốc 1.000 pha góp công trực tiếp vào bàn thắng trong sự nghiệp câu lạc bộ. Vào ngày 2 tháng 5, Messi bị treo giò hai tuần và bị phạt tiền sau khi thực hiện chuyến du lịch trái phép đến Ả Rập Xê Út cùng gia đình như một phần của thỏa thuận quảng cáo thương mại. Anh không xuất hiện tại buổi tập sau thất bại 3–1 của PSG trước Lorient. Như một phần của án phạt, Messi cũng sẽ không được tham dự buổi tập của đội trong thời gian bị treo giò và bị rút khỏi đội hình xuất phát cho trận đấu gặp Troyes. Vào ngày 28 tháng 5, Messi ghi bàn trong trận hòa 1–1 trước Strasbourg giúp PSG giành chức vô địch Ligue 1 lần thứ 11 và là lần thứ hai liên tiếp của anh; Messi cũng trở thành cầu thủ ghi bàn nhiều nhất trong lịch sử 5 giải vô địch quốc gia hàng đầu châu Âu với 496 bàn thắng.
Ngày 1 tháng 6, Galtier xác nhận rằng trận đấu trên sân nhà của PSG với Clermont Foot vào ngày 3 tháng 6 sẽ là trận đấu cuối cùng của Messi cho đội bóng thủ đô Paris, và câu lạc bộ đã xác nhận sự ra đi của anh hai ngày sau đó; trận đấu kết thúc với thất bại 3–2. Anh kết thúc mùa giải với số lượng kiến tạo nhiều nhất giải đấu với 16 lần và cũng được xướng tên trong đội hình tiêu biểu Ligue 1 của UNFP bên cạnh những người đồng đội Achraf Hakimi, Nuno Mendes và Mbappé.

### Inter Miami
Sau khi xác nhận rời PSG, Messi được cho là sẽ trở lại câu lạc bộ cũ Barcelona, cũng như chuyển đến câu lạc bộ Giải Vô địch quốc gia Ả Rập Xê Út Al Hilal, nhưng quyết định cuối cùng của anh là ký hợp đồng với câu lạc bộ Major League Soccer Inter Miami, thông tin này đã được thông báo cho chủ tịch Barcelona Joan Laporta vào ngày 5 tháng 6 năm 2023. Barcelona không thể chiêu mộ anh do những hạn chế về mặt tài chính.
Vào ngày 7 tháng 6, Inter Miami đã đăng một video lên rang mạng xã hội của họ gợi ý về việc câu lạc bộ này đã ký hợp đồng với Messi, mặc dù chưa xác nhận liệu anh có ký hợp đồng chính thức hay chưa. Cùng ngày, Messi xác nhận ý định gia nhập Miami trong một cuộc phỏng vấn chung với các tờ báo Mundo Deportivo và Sport, trong đó anh cho biết rằng họ "chưa chốt 100%"; MLS cũng xác nhận rằng thỏa thuận vẫn chưa được hoàn tất. Anh giải thích rằng mặc dù La Liga đã chấp nhận mọi điều và đồng ý cho anh trở lại Barcelona, nhưng còn rất nhiều việc phải làm như giảm lương và bán cầu thủ, và anh không muốn trải qua nó một lần nữa hoặc chịu trách nhiệm cho việc đó. Anh xác nhận rằng có các câu lạc bộ khác ở châu Âu đã tiếp cận anh, nhưng Barcelona là đội bóng duy nhất ở châu Âu mà anh muốn thi đấu.
Ngày 15 tháng 7 năm 2023, Inter Miami công bố việc ký hợp đồng với Messi trong một bản hợp đồng có thời hạn hai năm rưỡi. Anh có buổi ra mắt chính thức với người hâm mộ tại một sự kiện phát trực tiếp được gọi là "La PresentaSÍon", diễn ra tại sân vận động DRV PNK vào ngày hôm sau cùng với người đồng đội cũ tại Barcelona là Sergio Busquets.

#### 2023: Vô địch Leagues Cup và Quả bóng vàng thứ tám

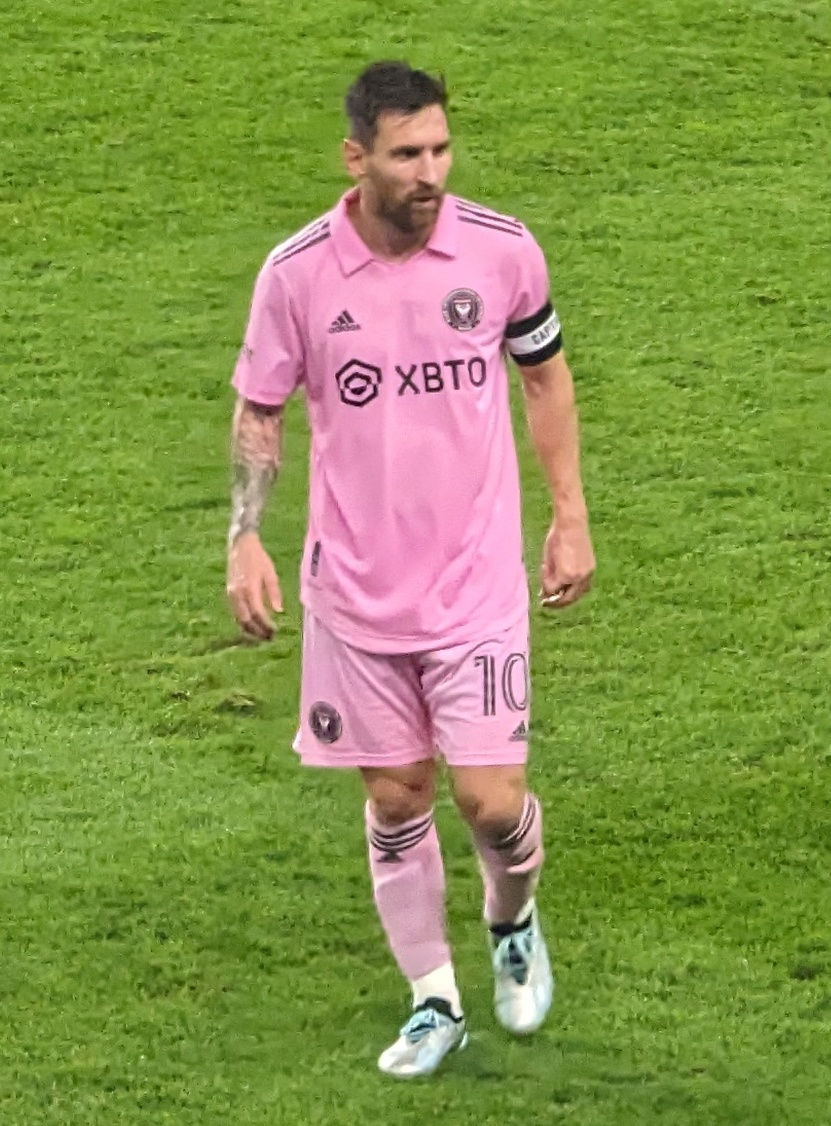
Messi trong màu áo Inter Miami CF tại U.S. Open Cup 2023

Messi có trận ra mắt câu lạc bộ vào ngày 21 tháng 7 trong trận đấu gặp Cruz Azul ở Leagues Cup, anh ghi bàn thắng từ quả đá phạt trực tiếp trong thời gian bù giờ để ấn định chiến thắng 2–1. Trong trận chung kết Leagues Cup 2023 gặp Nashville SC, Messi ghi bàn ở phút thứ 23 để giúp cho Miami vươn lên dẫn trước với tỷ số 1–0. Sau khi Nashville gỡ hòa trong hiệp hai, trận đấu đã kết thúc trên loạt sút luân lưu và Miami đã giành chiến thắng với tỷ số 10–9, mang về cho họ chức vô địch Leagues Cup đầu tiên. Messi có trận ra mắt MLS vào ngày 26 tháng 8, anh vào sân thay người ở phút 60 và ghi bàn ấn định chiến thắng 2–0 cho Inter Miami trên sân khách trước New York Red Bulls, kết thúc chuỗi 11 trận không thắng của đội bóng ở giải đấu này. Bàn thắng đầu tiên của Messi trong mùa giải chính thức đã giúp anh giành được giải thưởng Bàn thắng đẹp nhất vòng đấu với 89,7% số phiếu bầu. Ngày 30 tháng 10, sau khi giành chức vô địch World Cup cùng Argentina và đoạt danh hiệu Ligue 1 cùng PSG, Messi đã được nhận giải Quả bóng vàng thứ tám, tiếp tục nối dài kỷ lục của mình. Messi kết thúc mùa giải đầu tiên của mình cho Inter Miami với 11 bàn thắng sau 14 trận đấu, sau khi chơi trận cuối cùng của mình trong thất bại 1–0 trước Charlotte FC vào ngày 21 tháng 10. Miami kết thúc ở vị trí thứ 14 trên Liên đoàn miền Đông, sau chuỗi bảy trận gần nhất không thắng. Nhờ những thành tựu trong năm 2023, anh được tạp chí Time bình chọn là Vận động viên của năm, trở thành cầu thủ bóng đá đầu tiên giành được danh hiệu này. Vào ngày 15 tháng 1 năm 2024, Messi đã giành giải Cầu thủ nam xuất sắc nhất năm của FIFA (The Best FIFA Men's Player) kỷ lục lần thứ ba. Anh cũng nối dài số lần xuất hiện trong FIFPRO Men's World 11 lên con số 17 lần liên tiếp, tức là chưa từng vắng mặt trong đội hình này kể từ năm 2006.

#### 2024: Chức vô địch Supporters' Shield 2024 và cầu thủ ghi nhiều bàn thắng nhất mọi thời đại của Inter Miami
Sau hai trận đấu ở mùa giải 2024 và việc được tái hợp với người đồng đội cũ tại Barcelona là Luis Suárez, Messi đã ghi bàn thắng đầu tiên của mình trong mùa giải tại trận hòa 1–1 trước LA Galaxy vào ngày 26 tháng 2. Vào tháng 3, Messi phải nghỉ thi đấu do bị dính chấn thương gân khoeo phải, xuất phát từ cảm giác không được thoải mái trong trận đấu vòng 16 đội Champions Cup gặp Nashville. Trở lại sau khi bỏ lỡ 4 trận đấu vì chấn thương, Messi đã ghi bàn cho Inter Miami trong trận hòa 2–2 trước Colorado Rapids ở MLS vào ngày 6 tháng 4. Vào ngày 10 tháng 4, Messi và Inter Miami bị loại khỏi Champions Cup sau thất bại với tổng tỷ số 5–3 trước Monterrey. Ba ngày sau, Messi có một pha lập công và một đường kiến tạo trong chiến thắng 3–2 trên sân khách trước Sporting KC, thu hút lượng khán giả đến sân vận động Arrowhead đông nhất từ trước đến nay với 72.610 người. Vào ngày 27 tháng 4, Messi ghi cú đúp, nâng tổng số đóng góp vào bàn thắng của anh lên 16 trong chiến thắng 4–1 trên sân khách trước New England Revolution, trở thành cầu thủ đầu tiên của MLS đạt được thành tích này sau 7 lần ra sân. Vào ngày 4 tháng 5, Messi phá kỷ lục về số pha kiến tạo nhiều nhất trong một trận đấu MLS với 5 pha kiến tạo, cũng như phá kỷ lục về số lần đóng góp vào bàn thắng nhiều nhất trong một trận đấu MLS với 6 lần trong chiến thắng 6–2 trước New York Red Bulls. Messi đã kiến tạo để Suárez lập cú hat-trick đầu tiên của mình cho câu lạc bộ và giúp Matias Rojas ghi hai bàn. Ngoài ra, Messi còn tự mình ghi một bàn vào lưới Red Bulls, qua đó hoàn tất sáu lần đóng góp vào bàn thắng.
Vào ngày 16 tháng 7, hai ngày sau khi Messi dính chấn thương mắt cá chân trong trận chung kết Copa América 2024, Inter Miami thông báo rằng các cuộc kiểm tra y tế cho thấy anh bị tổn thương dây chằng ở mắt cá chân phải, khiến siêu sao người Argentina phải nghỉ thi đấu vô thời hạn. Trước đó, huấn luyện viên Inter Miami Gerardo Martino cho biết Messi có thể sẽ phải ngồi ngoài ít nhất hai trận đấu tiếp theo của câu lạc bộ. Hai tháng sau, vào ngày 14 tháng 9, Messi trở lại sân cỏ trong trận đấu với Philadelphia Union, ghi hai bàn và kiến tạo một bàn giúp Inter Miami giành chiến thắng 3–1. Vào ngày 2 tháng 10, cú đúp của Messi trong chiến thắng 3–2 trước Columbus Crew đã giúp Inter Miami giành chức vô địch Supporters' Shield, danh hiệu được trao cho đội bóng có thành tích tốt nhất ở mùa giải thường niên của MLS. Vào ngày cuối cùng của mùa giải, Messi vào sân từ băng ghế dự bị trong trận đấu với New England Revolution. Anh đã lập một cú hat-trick chỉ trong 11 phút, giúp đội bóng giành chiến thắng 6–2. Inter Miami kết thúc mùa giải với 74 điểm – một kỷ lục của MLS, qua đó giành quyền tham dự FIFA Club World Cup 2025. Messi kết thúc mùa giải thường niên với 20 bàn thắng và 16 pha kiến tạo sau 19 lần ra sân cho Inter Miami. Với thành tích này, anh trở thành cầu thủ ghi nhiều bàn thắng nhất mọi thời đại của câu lạc bộ. Tại vòng play-off MLS Cup 2024, Messi có lần đầu tiên tham dự vòng loại trực tiếp của giải đấu này, Miami chạm trán Atlanta United ở vòng đầu tiên và hai đội hòa nhau sau hai lượt trận. Trong lượt trận thứ ba, Messi ghi bàn thắng đầu tiên của mình tại vòng play-off, cũng là bàn thắng thứ 850 trong sự nghiệp thi đấu chuyên nghiệp của anh cho cả câu lạc bộ và đội tuyển quốc gia. Tuy nhiên, Inter Miami đã phải dừng bước sau khi để thua Atlanta với tỷ số 3–2. Sau khi mùa giải thường kết thúc, Messi được bầu chọn là Cầu thủ xuất sắc nhất MLS.

## Sự nghiệp quốc tế

### 2004–2005: Thành công ở cấp độ trẻ
Với tư cách là công dân mang hai quốc tịch Argentina và Tây Ban Nha, Messi đủ điều kiện để thi đấu cho đội tuyển quốc gia của cả hai nước. Những tuyển trạch viên cho đội U-17 Tây Ban Nha bắt đầu để ý đến anh vào năm 2003 sau khi giám đốc bóng đá của Barcelona, Carles Rexach, lên tiếng cảnh báo với Liên đoàn bóng đá Hoàng gia Tây Ban Nha về cầu thủ trẻ này. Messi đã từ chối lời đề nghị đó, anh khao khát được khoác áo La Albiceleste từ khi còn nhỏ. Để ngăn cản việc Tây Ban Nha tiếp tục lôi kéo Messi, Liên đoàn bóng đá Argentina đã tổ chức hai trận giao hữu U-20 vào tháng 6 năm 2004 gặp Paraguay và Uruguay, nhằm mục đích hoàn thiện tư cách cầu thủ Argentina của anh với FIFA. Năm ngày sau sinh nhật tuổi 17, vào ngày 29 tháng 6, anh có trận ra mắt đội tuyển U-20 Argentina với Paraguay, vào sân từ băng ghế dự bị và ghi một bàn thắng cùng hai pha kiến tạo trong chiến thắng 8–0 của họ.

#### Giải vô địch bóng đá U-20 Nam Mỹ 2005
Sau đó, anh được gọi vào đội hình tham dự Giải vô địch trẻ Nam Mỹ, được tổ chức tại Colombia vào tháng 2 năm 2005. Vì anh không có thể lực ổn định, hệ quả của chứng thiếu hụt hormone tăng trưởng trước đây, anh thường xuyên được tung vào sân từ băng ghế dự bị trong sáu trên tổng số chín trận đấu. Sau khi được bầu là cầu thủ xuất sắc nhất trận đấu với Venezuela, anh ghi bàn thắng ấn định chiến thắng 2–1 trong trận đấu với Brazil, qua đó giành suất tham dự Giải vô địch bóng đá trẻ thế giới với vị trí thứ ba.

#### Giải vô địch bóng đá trẻ thế giới 2005
Nhận thức được những hạn chế về mặt thể chất, Messi đã thuê một huấn luyện viên cá nhân để tăng cường khối lượng cơ bắp của mình, trở lại đội tuyển trong thể trạng tốt nhất kịp thời cho Giải vô địch trẻ thế giới do Hà Lan đăng cai vào tháng 6 năm 2005. Sau khi anh bị loại khỏi đội hình xuất phát trong trận đấu đầu tiên với Hoa Kỳ, thua 1–0, các cầu thủ trong đội đã yêu cầu huấn luyện viên Francisco Ferraro để Messi xuất phát ngay từ đầu, vì họ coi anh là cầu thủ xuất sắc nhất của tuyển Argentina. Sau khi giúp đội tuyển đánh bại Ai Cập và Đức để vượt qua vòng bảng, Messi là nhân tố quyết định ở vòng đấu loại trực tiếp khi anh ghi bàn gỡ hòa trước Colombia, một bàn thắng và một pha kiến tạo trước Tây Ban Nha và ghi bàn mở tỷ số trước nhà đương kim vô địch Brazil. Trước trận chung kết, anh được nhận Quả bóng vàng với tư cách là cầu thủ xuất sắc nhất giải đấu. Anh thực hiện thành công hai quả phạt đền trong chiến thắng 2–1 của họ trước Nigeria, giành chức vô địch lần thứ năm của Argentina và anh còn là vua phá lưới với 6 bàn thắng. Màn trình diễn của anh được so sánh với người đồng hương Diego Maradona, người đã dẫn dắt Argentina đến chức vô địch năm 1979.

### 2005–2007: Khởi đầu sự nghiệp ở đội tuyển quốc gia
Để ghi nhận thành tích của anh với đội U-20, huấn luyện viên đội tuyển quốc gia José Pékerman đã triệu tập Messi lần đầu tiên trong trận giao hữu với Hungary vào ngày 17 tháng 8 năm 2005. Ở tuổi 18, Messi có trận ra mắt đội tuyển Argentina trên sân vận động Ferenc Puskás khi anh vào sân ở phút 63, bị đuổi khỏi sân chỉ sau hai phút vì pha phạm lỗi với Vilmos Vanczák, người đã túm áo anh; Messi đã vung cánh tay của mình vào mặt Vanczák trong khi đang cố gắng đẩy hậu vệ này ra, mà trọng tài giải thích đó là hành động thúc cùi chỏ có chủ ý, một quyết định gây tranh cãi. Messi được cho là đã khóc trong phòng thay đồ sau khi rời sân.

#### Vòng loại FIFA World Cup 2006
Messi trở lại đội tuyển vào ngày 3 tháng 9 trong trận đấu Paraguay ở vòng loại World Cup 2006, trận đấu mà anh gọi là "lần tái xuất" của mình trước giờ bóng lăn. Messi ra sân ngay từ đầu trong trận đấu tiếp theo với  Peru, trong đó anh đã mang về một quả phạt đền quan trọng giúp đội tuyển giành chiến thắng. Sau trận đấu, Pékerman mô tả anh là "một viên ngọc quý". Sau đó, anh thường xuyên ra sân trong đội hình chính của Argentina trước thềm FIFA World Cup 2006, ghi bàn thắng quốc tế đầu tiên trong trận giao hữu gặp Croatia tại St. Jakob-Park vào ngày 1 tháng 3 năm 2006. Một chấn thương gân khoeo kéo dài một tuần sau đó đã khiến anh có nguy cơ vắng mặt ở World Cup, nhưng Leo vẫn được gọi vào đội hình của Pékerman và kịp thời hồi phục thể lực trước khi giải đấu khởi tranh.

#### FIFA World Cup 2006
–Huấn luyện viên trưởng đội tuyển Argentina José Pékerman nói với Messi trước thềm FIFA World Cup 2006.
Trong kỳ World Cup ở Đức, Messi đã chứng kiến trận thắng mở màn của họ trước Bờ Biển Ngà trên băng ghế dự bị. Trong trận đấu tiếp theo, gặp Serbia và Montenegro, anh trở thành cầu thủ trẻ nhất thi đấu cho Argentina tại FIFA World Cup khi vào sân thay người ở phút 74. Anh ghi bàn thắng thứ tư trong vòng vài phút và ghi bàn thắng cuối cùng trong chiến thắng 6–0 của họ, giúp anh trở thành cầu thủ trẻ nhất ghi bàn tại giải đấu và là cầu thủ trẻ thứ sáu ghi bàn trong lịch sử World Cup. Khi họ đã chắc suất vào vòng loại trực tiếp, một số cầu thủ xuất phát đã được cho nghỉ trong trận đấu cuối cùng vòng bảng. Do đó, Messi ra sân ngay từ đầu trong trận đấu với Hà Lan, với tỷ số hòa 0–0, họ đứng đầu bảng của mình nhờ hiệu số bàn thắng bại. Trong trận đấu vòng 16 đội với Mexico, diễn ra đúng vào ngày sinh nhật tuổi 19 của anh, Messi vào sân ở phút 84, với tỷ số hòa 1–1. Anh đã ghi một bàn thắng, nhưng nó đã bị việt vị, bàn thắng muộn trong hiệp phụ giúp đội tuyển tiếp tục cuộc hành trình tại World Cup. Anh không thi đấu trong trận tứ kết với Đức, trận đấu mà Argentina bị loại với tỷ số 4–2 trong loạt sút luân lưu. Trở về quê nhà, quyết định để Messi lên băng ghế dự bị của Pékerman trong trận gặp Đức dẫn đến sự chỉ trích từ những người tin rằng Messi đã có thể thay đổi kết quả trận đấu theo hướng có lợi cho Argentina.

#### Copa América 2007
Khi Messi trở thành một trong những cầu thủ xuất sắc nhất thế giới, anh đảm bảo một vị trí trong đội hình xuất phát của Alfio Basile, là một phần của đội tuyển Argentina tham dự Copa América 2007, được tổ chức tại Venezuela. Anh kiến tạo bàn thắng ấn định tỷ số 4–1 của họ trước Hoa Kỳ trong trận mở màn, trực tiếp dẫn đến quả phạt đền mở tỷ số trong chiến thắng 4–2 ở lượt trận tiếp theo trước Colombia. Khi họ đã chắc suất vào vòng loại trực tiếp, Messi ngồi ghế dự bị trong trận đấu thứ ba, anh vào sân trong 25 phút cuối khi tỷ số 0–0 để giúp Argentina đánh bại Paraguay bằng bàn thắng duy nhất. Tại vòng tứ kết, họ đối đấu với Peru, anh ghi bàn thắng thứ hai trong chiến thắng 4–0 đưa Argentina vào bán kết, anh đệm bóng qua người thủ môn trong trận thắng 3–0 trước Mexico ở bán kết. Argentina bất ngờ để thua 3–0 tại trận chung kết trước một đội tuyển Brazil thiếu vắng một số cầu thủ trụ cột. Trận thua đầy bất ngờ này của họ đã nhận về nhiều lời chỉ trích tại Argentina, mặc dù Messi hầu như được bỏ qua do tuổi đời còn trẻ và vị thế thứ yếu so với cầu thủ ngôi sao Juan Román Riquelme. Anh được CONMEBOL bầu chọn là cầu thủ trẻ xuất sắc nhất giải.

### 2008: Thế vận hội Mùa hè Bắc Kinh

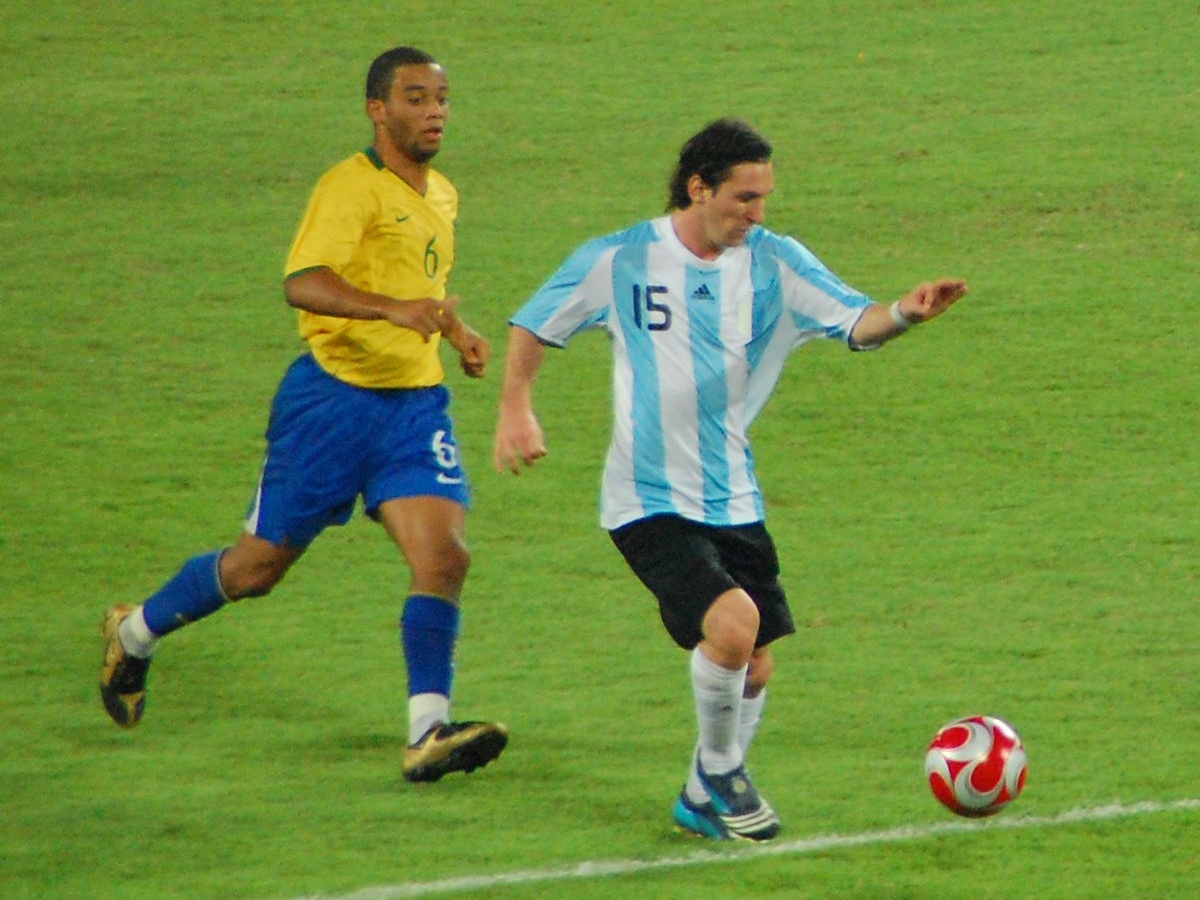
Messi (phải) vượt qua Marcelo của Brazil trong trận bán kết Thế vận hội Mùa hè 2008 tại Bắc Kinh, Trung Quốc

Trước Thế vận hội Mùa hè 2008, Barcelona đã cấm Messi chơi cho Argentina tại giải đấu này vì nó trùng với các trận đấu vòng loại Champions League của họ. Sau sự can thiệp từ huấn luyện viên mới được bổ nhiệm của Barcelona, Pep Guardiola, người đã vô địch giải đấu năm 1992, Messi được phép cùng đội U-23 của Sergio Batista đến Bắc Kinh. Trong trận đấu đầu tiên, anh ghi bàn mở tỷ số và kiến tạo một bàn thắng trong chiến thắng 2-1 của họ trước Bờ Biển Ngà. Sau chiến thắng 1–0 ở trận đấu tiếp theo với Australia, đảm bảo một suất vào tứ kết, Messi được nghỉ ngơi trong trận đấu với Serbia, Argentina giành chiến thắng trong trận đấu đó để về nhất ở bảng đấu của họ. Trong trận đấu với Hà Lan, anh ghi bàn đầu tiên và kiến tạo pha lập công thứ hai để giúp Argentina giành chiến thắng 2-1 trong hiệp phụ. Sau chiến thắng 3–0 ở bán kết trước Brazil, Messi đã kiến tạo bàn thắng duy nhất trong trận chung kết khi Argentina đánh bại Nigeria giành huy chương vàng Olympic. Cùng với Riquelme, Messi được FIFA bầu chọn là cầu thủ xuất sắc nhất giải.

### 2008–2011: Tập thể tàn tạ

#### Vòng loại FIFA World Cup 2010

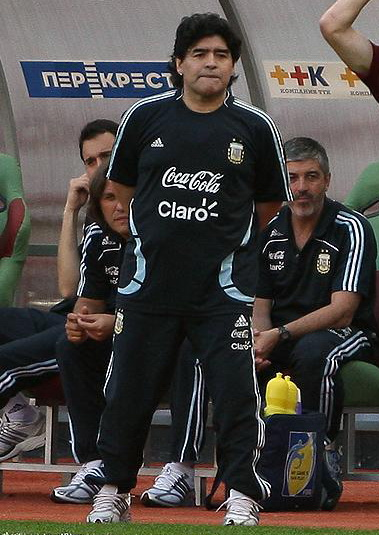
Messi và đội tuyển Argentina được dẫn dắt bởi chiến lược gia đồng hương Diego Maradona từ năm 2008 đến FIFA World Cup 2010.

Từ cuối năm 2008, đội tuyển quốc gia trải qua khoảng thời gian ba năm được đánh dấu bằng những màn trình diễn tệ hại. Dưới thời huấn luyện viên Diego Maradona, người đã dẫn dắt Argentina vô địch World Cup khi còn là một cầu thủ, đã chật vật vượt qua vòng loại World Cup 2010, họ chỉ chắc suất có mặt tại giải đấu sau khi đánh bại Uruguay 1–0 trong trận đấu vòng loại cuối cùng. Maradona đã bị chỉ trích vì những quyết định chiến lược của mình, trong đó có việc sử dụng Messi không đúng với vị trí quen thuộc của anh. Trong tám trận đấu vòng loại dưới sự dẫn dắt của Maradona, Messi chỉ ghi được một bàn thắng, bàn mở tỷ số trong trận thắng 4–0 trước Venezuela. Cũng trong trận đấu đó, diễn ra vào ngày 28 tháng 3 năm 2009, anh khoác áo số 10 của Argentina lần đầu tiên, sau khi Riquelme giải nghệ thi đấu quốc tế. Messi đã ghi bốn bàn sau 18 lần ra sân trong suốt quá trình vòng loại. Trước thềm giải đấu, Maradona đã đến gặp Messi ở Barcelona để hỏi ý kiến về chiến thuật; Messi sau đó vạch ra sơ đồ 4–3–1–2 với việc anh chơi sau hai cầu thủ tiền đạo, còn được gọi là enganche trong bóng đá Argentina, vốn là vị trí ưa thích của anh từ khi còn nhỏ.

#### FIFA World Cup 2010
Bất chấp phong độ nghèo nàn của họ tại vòng loại, Argentina vẫn được coi là ứng cử viên vô địch tại kỳ World Cup ở Nam Phi. Khởi đầu giải đấu, sơ đồ mới đã tỏ ra hiệu quả; Messi đã cố gắng ghi bàn ít nhất 4 lần trong trận mở màn nhưng liên tục bị thủ môn Nigeria từ chối, dẫn đến chiến thắng 1–0. Trong trận đấu tiếp theo, gặp Hàn Quốc, anh đã thể hiện rất xuất sắc vai trò kiến tạo của mình, góp phần vào cả 4 bàn thắng trong chiến thắng 4–1 của đội tuyển. Vì chắc suất vào vòng loại trực tiếp, hầu hết nhiều cầu thủ trụ cột đã được cho nghỉ ngơi trong trận đấu cuối cùng của vòng bảng, nhưng Messi được cho là đã từ chối ngồi dự bị. Anh đeo băng đội trưởng lần đầu tiên trong chiến thắng 2–0 trước Hy Lạp; là tâm điểm trong lối chơi của Argentina, anh kiến tạo bàn thắng thứ hai để giúp Argentina là đội đứng đầu bảng đấu. Tại vòng 16 đội, họ đánh bại Mexico 3–1, với Messi kiến tạo bàn thắng đầu tiên của họ, một pha lập công gây tranh cãi dù đã vào thế việt vị. Argentina đã bị loại trong trận tứ kết với Đức. Trận thua 4–0 của họ là tỷ số thất bại tồi tệ nhất của họ tại một kỳ World Cup kể từ năm 1974. FIFA sau đó đã đánh giá Messi là một trong 10 cầu thủ xuất sắc nhất của giải đấu, với tốc độ và khả năng sáng tạo "vượt trội", khả năng rê dắt, sút và chuyền bóng "ngoạn mục và hiệu quả" của anh. Tuy nhiên, khi trở về quê nhà, Messi là đối tượng bị chỉ trích gay gắt hơn cả. Là cầu thủ xuất sắc nhất thế giới, anh được kỳ vọng sẽ dẫn dắt đội tuyển đến chức vô địch, giống như Maradona đã làm vào năm 1986, nhưng anh đã không thể tái hiện phong độ đỉnh cao của mình tại Barcelona trong màu áo đội tuyển quốc gia, dẫn đến thông tin cho rằng anh quan tâm đến tổ quốc ít hơn câu lạc bộ chủ quản.

#### Copa América 2011

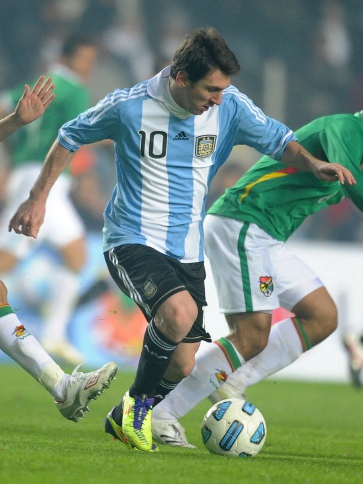
Messi trong trận mở màn với Bolivia ở Copa América 2011

Maradona được thay thế bởi Sergio Batista, người đã giúp Argentina giành vàng tại Thế vận hội Bắc Kinh. Batista công khai rằng ông có ý định xây dựng một đội bóng xung quanh Messi, sử dụng anh như một số 9 ảo trong sơ đồ 4–3–3, như đã từng rất thành công ở Barcelona. Mặc dù Messi đã ghi kỷ lục 53 bàn thắng cho câu lạc bộ trong mùa giải 2010–11, anh đã không ghi bàn cho Argentina trong bất kỳ một trận đấu chính thức nào kể từ tháng 3 năm 2009. Bất chấp sự thay đổi chiến thuật, cơn khát bàn thắng của anh vẫn tiếp tục tại Copa América 2011, do Argentina đăng cai. Hai trận đấu đầu tiên của họ ở vòng bảng gặp Bolivia và Colombia, đều kết thúc với tỷ số hòa. Truyền thông và người hâm mộ nhận thấy rằng anh không kết hợp ăn ý với tiền đạo Carlos Tevez, người được công chúng Argentina yêu thích hơn; vì vậy, Messi lần đầu tiên trong sự nghiệp bị chính những người ủng hộ đội nhà la ó.
Trong trận đấu quan trọng tiếp theo, khi Tevez ngồi trên băng ghế dự bị, anh đã có màn trình diễn ấn tượng, kiến tạo hai bàn thắng trong chiến thắng 3–0 trước Costa Rica. Điều này đảm bảo rằng Argentina sẽ tiến vào vòng tứ kết. Sau trận tứ kết với Uruguay kết thúc với tỷ số hòa 1–1 sau hiệp phụ, trong đó Messi kiến tạo bàn thắng gỡ hòa, Argentina bị loại 4–5 trên loạt sút luân lưu trước La Celeste. Messi một lần nữa không ghi bàn nhưng đã có ba pha kiến tạo trong suốt giải đấu.

### 2011–2013: Đảm nhận băng đội trưởng
Sau màn trình diễn không thành công của Argentina tại Copa América, Batista được thay thế bởi Alejandro Sabella. Ngay khi được bổ nhiệm vào tháng 8 năm 2011, Sabella đã trao tấm băng đội trưởng cho Messi khi đó mới 24 tuổi, với sự đồng thuận của đội trưởng lúc bấy giờ là Javier Mascherano. Vốn là người có tính cách trầm lặng, Messi tiếp tục dẫn dắt La Albiceleste bằng chính phong độ thi đấu xuất sắc của mình, trong khi Mascherano vẫn đảm nhận vai trò thủ lĩnh tinh thần và người truyền lửa trên sân cỏ.

#### Vòng loại FIFA World Cup 2014

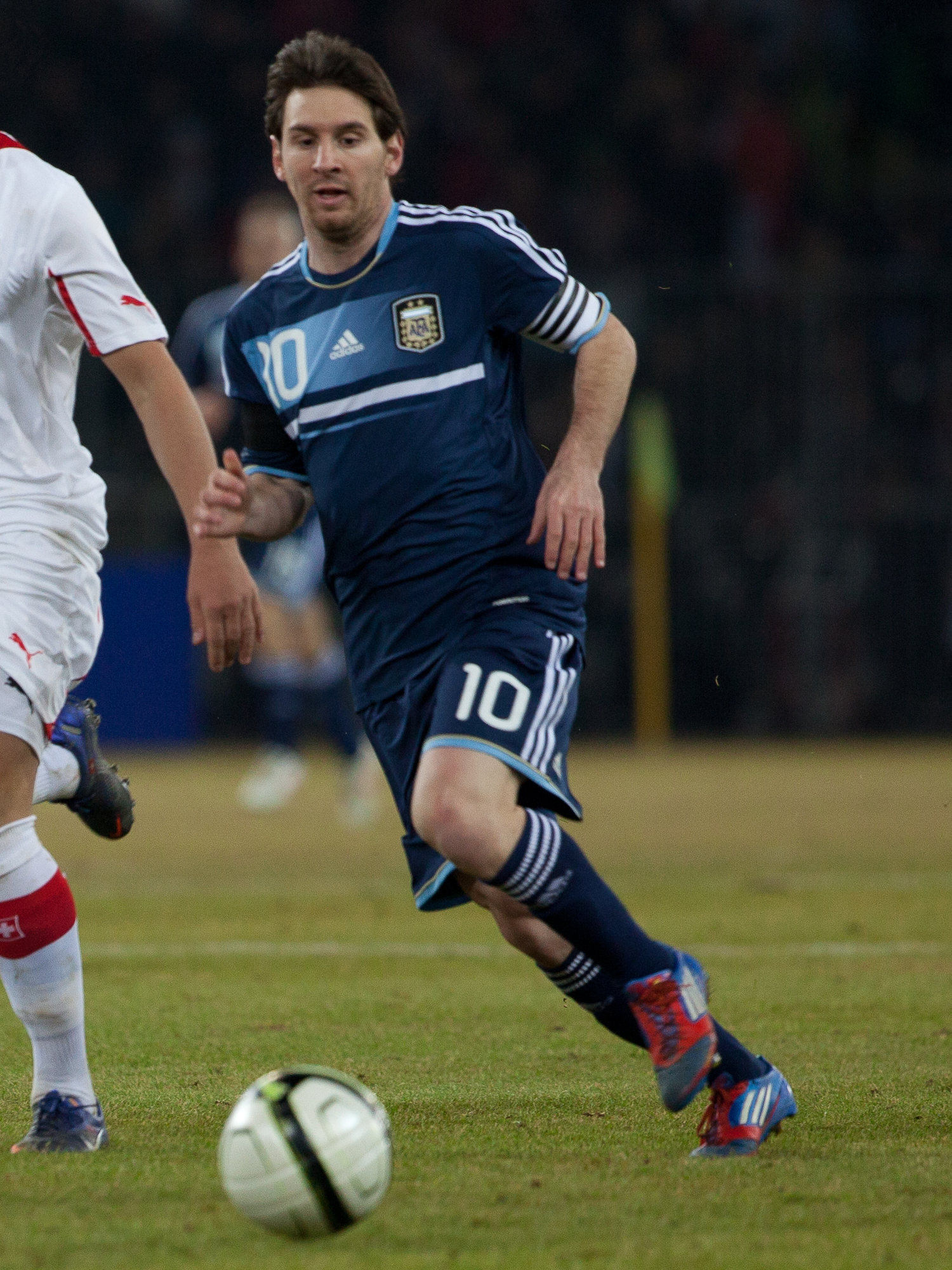
Messi, đeo băng đội trưởng, đã lập cú hat-trick quốc tế đầu tiên của mình trong trận đấu với Thụy Sĩ vào năm 2012

Để tiếp tục công cuộc cải tổ đội tuyển, Sabella đã gạt bỏ Tevez và đưa về những cầu thủ cùng Messi giành chức vô địch Giải vô địch bóng đá trẻ thế giới và Thế vận hội. Giờ đây, khi được chơi tự do trong một đội hình đang ngày một tiến bộ, Messi đã chấm dứt cơn khát bàn thắng của mình bằng việc ghi bàn trong trận đấu vòng loại World Cup đầu tiên của Argentina với Chile vào ngày 7 tháng 10, đây là bàn thắng chính thức đầu tiên của anh cho Argentina sau hai năm rưỡi.
Dưới thời Sabella, tỷ lệ ghi bàn của Messi tăng lên đáng kể; anh chỉ ghi được 17 bàn sau 61 trận đấu dưới thời các huấn luyện viên tiền nhiệm, anh đã ghi 25 bàn sau 32 lần ra sân trong ba năm sau đó. Anh đã ghi tổng cộng 12 bàn sau 9 trận cho Argentina vào năm 2012, cân bằng kỷ lục do Gabriel Batistuta nắm giữ về số bàn thắng nhiều nhất trong một năm cho đất nước mình. Hat-trick đầu tiên của anh với Albicelestes là trong trận giao hữu với Thụy Sĩ vào ngày 29 tháng 2 năm 2012, sau đó là hai hat-trick nữa trong một năm rưỡi tiếp theo tại những trận giao hữu với Brazil và Guatemala. Messi sau đó đã giúp đội tuyển đảm bảo tấm vé góp mặt tại World Cup 2014 với chiến thắng 5–2 trước Paraguay vào ngày 10 tháng 9 năm 2013 khi anh ghi hai bàn từ các quả phạt đền, nâng tổng số bàn thắng quốc tế của anh lên 37 bàn trở thành cầu thủ ghi nhiều bàn thắng thứ hai cho Argentina sau Batistuta. Anh đã ghi tổng cộng 10 bàn thắng sau 14 trận đấu trong suốt chiến dịch vòng loại. Cùng với màn trình diễn tốt của Messi, mối quan hệ giữa anh với những cầu thủ đồng hương được cải thiện, anh dần nhận được cái nhìn thiện cảm hơn ở Argentina.

### 2014–2016: Ba lần liên tiếp thất bại trong trận chung kết

#### FIFA World Cup 2014

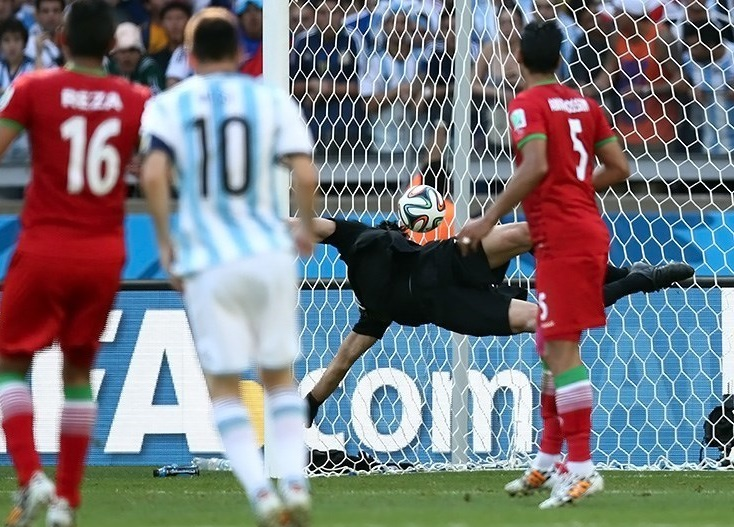
Messi nhìn bóng bay vào lưới Iran sau cú cứa lòng từ khoảng cách 25 yard của mình trong trận đấu thứ hai vòng bảng FIFA World Cup 2014

Trước thềm World Cup ở Brazil, những nghi ngờ về phong độ của Messi liên tiếp xuất hiện, khi anh kết thúc một mùa giải không thành công với Barcelona và dính chấn thương. Tuy nhiên, khi vào giải, anh đã có những màn trình diễn đầy thuyết phục, được bầu chọn là cầu thủ xuất sắc nhất trong bốn trận đấu đầu tiên. Trong trận đấu đầu tiên ở World Cup với tư cách đội trưởng, anh đã dẫn dắt đội giành chiến thắng 2–1 trước Bosnia và Herzegovina; anh khiến Sead Kolašinac đá phản lưới nhà và ghi bàn thắng thứ hai sau khi lừa bóng qua ba cầu thủ, bàn thắng đầu tiên của anh tại World Cup kể từ khi ra mắt giải đấu này tám năm trước. Trong trận đấu thứ hai với Iran, anh ghi bàn thắng ở phút bù giờ từ khoảng cách 25 yard để mang về chiến thắng 1–0, giúp đội nhà chắc suất vào vòng loại trực tiếp. Anh lập cú đúp trong trận đấu cuối cùng ở vòng bảng, chiến thắng 3–2 trước Nigeria, bàn thắng thứ hai của anh đến từ một cú đá phạt, qua đó giúp Argentina đứng đầu bảng.
Trong vòng loại trực tiếp, Messi đã có pha kiến tạo giúp Ángel Di María ghi bàn quyết định vào những phút cuối hiệp phụ, giúp Argentina giành chiến thắng 1–0 trước Thụy Sĩ ở vòng 16 đội. Tiếp đó, anh và các đồng đội đã đánh bại Bỉ 1–0 ở tứ kết, đưa Argentina lọt vào bán kết World Cup lần đầu tiên kể từ năm 1990. Sau khi hòa 0–0 trong hiệp phụ, Argentina đã vượt qua Hà Lan với tỷ số 4–2 trên loạt sút luân lưu để giành quyền vào chung kết, trong đó Messi thực hiện thành công lượt sút đầu tiên của đội bóng Nam Mỹ.

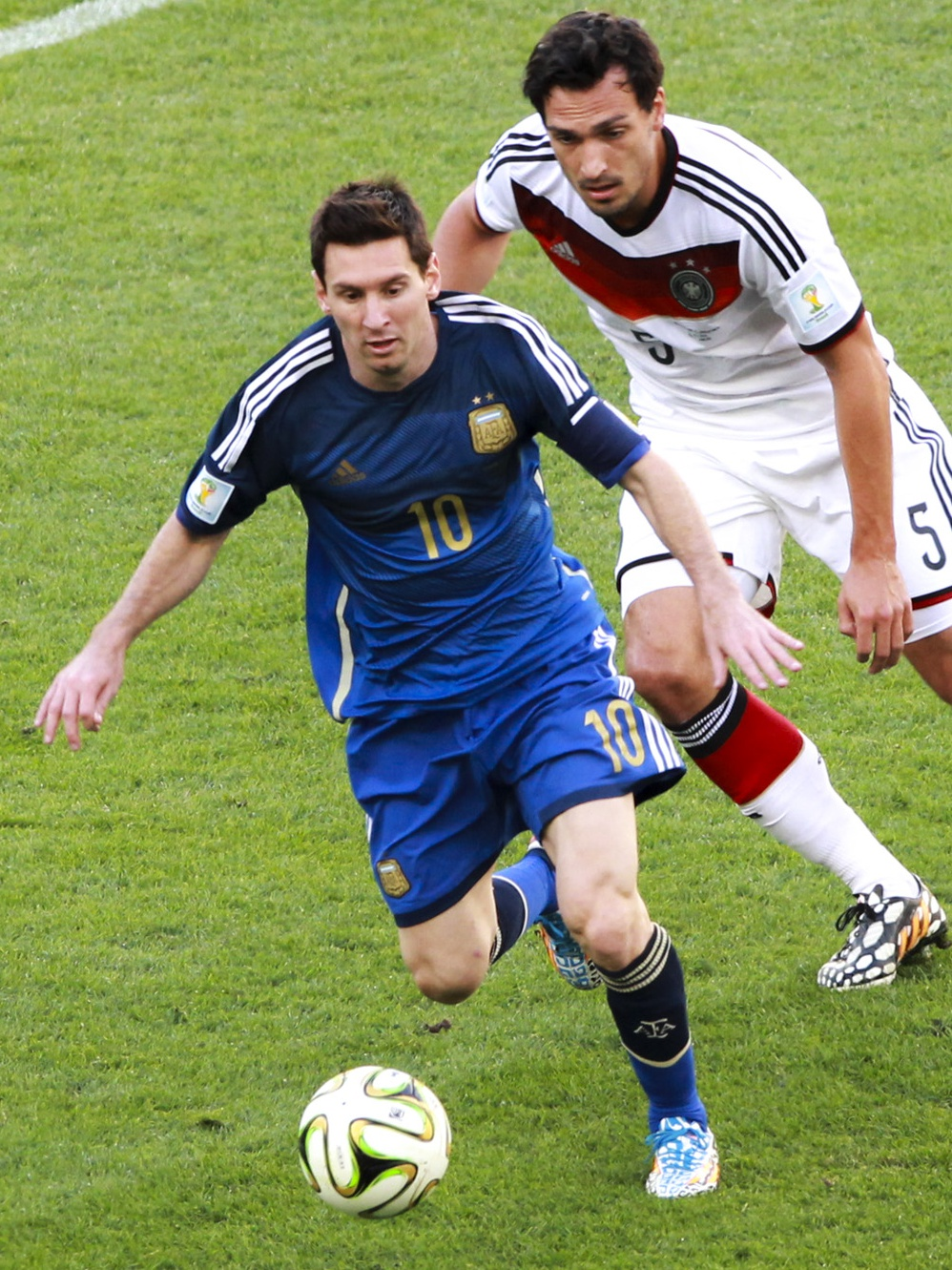
Messi (trái) đối đầu với Mats Hummels của Đức trong trận chung kết FIFA World Cup 2014

Trận chung kết được xem là cuộc đọ sức giữa Messi với Đức, giữa cầu thủ xuất sắc nhất thế giới với đội tuyển xuất sắc nhất, nó tái hiện lại trận chung kết năm 1990 có sự góp mặt của Diego Maradona. Trong nửa giờ đầu tiên, Messi đã kiến tạo cơ hội dẫn đến bàn thắng, nhưng nó rơi vào thế việt vị. Anh bỏ lỡ một số cơ hội để mở tỷ số trong suốt trận đấu, đặc biệt là vào đầu hiệp hai khi nỗ lực đột phá của anh đã đi bóng chệch cột dọc. Cầu thủ vào sân thay người Mario Götze ghi bàn ở phút 113, giúp Đức giành chiến thắng với tỷ số 1–0 để lên ngôi World Cup.
Kết thúc trận chung kết, Messi được trao Quả bóng vàng với tư cách là cầu thủ xuất sắc nhất giải đấu. Ngoài việc là cầu thủ ghi bàn nhiều thứ ba (đồng hạng) với bốn bàn thắng và một pha kiến tạo, anh còn tạo ra nhiều cơ hội nhất, thực hiện nhiều pha đi bóng thành công nhất, có nhiều đường chuyền vào vòng cấm địa nhất và nhiều đường chọc khe nhất giải. Tuy nhiên, việc trao danh hiệu này cho Messi đã gây ra không ít tranh cãi vì anh không ghi bàn thắng nào ở vòng loại trực tiếp; Chủ tịch FIFA Sepp Blatter bày tỏ sự ngạc nhiên, trong khi Maradona thì cho rằng Messi chỉ được chọn vì mục đích tiếp thị.

#### Copa América 2015
Một lần nữa góp mặt trong trận chung kết và là lần thứ ba trong sự nghiệp thi đấu quốc tế cấp cao của Messi, đó là tại Copa América 2015 được tổ chức trên đất Chile. Dưới sự chỉ đạo của cựu huấn luyện viên Barcelona Gerardo Martino, Argentina bước vào giải đấu với tư cách là ứng cử viên vô địch do thành tích về nhì tại World Cup. Trong trận đấu mở màn với Paraguay, họ dẫn trước hai bàn sau hiệp một nhưng để thua và kết thúc trận đấu với tỷ số hòa 2–2; Messi đã ghi bàn từ một quả đá phạt đền, đây là bàn thắng duy nhất của anh tại giải đấu. Sau chiến thắng 1–0 trước đương kim vô địch Uruguay, Messi có lần khoác áo thứ 100 cho đất nước mình trong trận đấu cuối cùng vòng bảng, chiến thắng 1–0 trước Jamaica, trở thành cầu thủ Argentina thứ năm đạt được cột mốc này. Trong 100 lần ra sân, anh đã ghi được tổng cộng 46 bàn thắng cho Argentina, 22 trong số đó là các trận đấu chính thức.

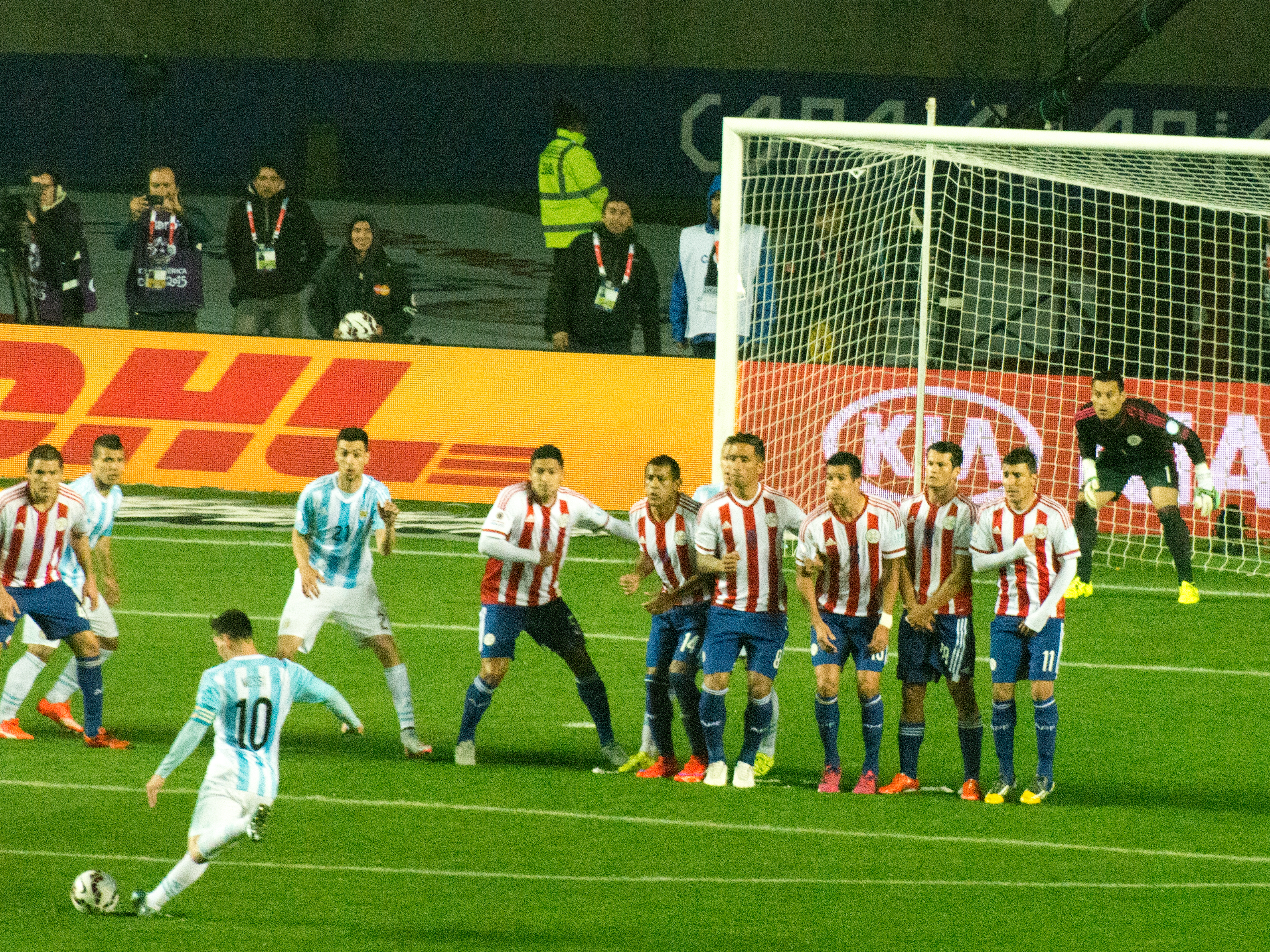
Messi thực hiện quả đá phạt trong trận bán kết Copa América 2015 gặp Paraguay.

Khi Messi chuyển mình từ một đội trưởng mang tính biểu tượng thành một nhà lãnh đạo thực thụ, anh đã dẫn dắt đội tuyển tiến vào vòng loại trực tiếp với tư cách đội đứng đầu bảng. Trong trận tứ kết, họ đã tạo ra rất nhiều cơ hội, bao gồm cả cú đánh đầu dội cột của Messi, nhưng liên tục bị thủ môn Colombia cản phá, cuối cùng kết thúc thời gian thi đấu chính thức mà vẫn bất phân thắng bại, dẫn đến chiến thắng trên loạt sút luân lưu 5–4 của Argentina, Messi thực hiện thành công quả đá đầu tiên. Ở bán kết, Messi kiến tạo ba bàn trong chiến thắng 6–1 của Argentina trước Paraguay, nhận được tràng pháo tay từ đối thủ. Argentina bắt đầu trận chung kết với tư cách là ứng cử viên vô địch, nhưng đã bị Chile đánh bại 4–1 trong loạt sút luân lưu sau khi hòa 0–0 trong hiệp phụ. Đối mặt với sự công kích từ các cầu thủ đối phương, Messi đã chơi dưới sức, mặc dù anh là cầu thủ Argentina duy nhất thực hiện thành công quả phạt đền của mình. Cuối giải đấu, anh được nhận giải thưởng Cầu thủ xuất sắc nhất nhưng đã từ chối danh hiệu. Argentina tiếp tục cơn khát danh hiệu bắt đầu từ năm 1993, thất bại tại World Cup và Copa América một lần nữa dẫn đến những lời chỉ trích cay nghiệt dành cho Messi từ giới truyền thông và người hâm mộ Argentina.

#### Copa América Centenario
Vị trí của Messi trong đội hình Argentina tham dự Copa América Centenario ban đầu bị đe dọa khi anh dính chấn thương lưng trong chiến thắng 1–0 trước Honduras nhằm chuẩn bị cho Copa América vào ngày 27 tháng 5 năm 2016. Sau đó có thông tin cho rằng anh bị một vết bầm tím ở vùng thắt lưng. Anh sau đó ngồi trên băng ghế dự bị trong trận thắng mở màn 2–1 của Argentina trước nhà đương kim vô địch Chile vào ngày 6 tháng 6 do những lo ngại về thể lực. Mặc dù Messi được thông báo ra sân trong trận đấu thứ hai của Argentina trước Panama vào ngày 10 tháng 6, Martino lại để anh trên băng ghế dự bị một lần nữa; anh vào thay Augusto Fernández ở phút 61 và sau đó lập một hat-trick chỉ trong 19 phút, cũng là người kiến tạo cho Sergio Agüero lập công, trận đấu kết thúc với chiến thắng 5–0, giúp Argentina giành quyền vào tứ kết; anh được bầu là cầu thủ xuất sắc nhất trận vì màn trình diễn của mình.
– Gabriel Batistuta  bày tỏ sự chấp nhận khi Messi phá kỷ lục của mình.
Vào ngày 18 tháng 6 năm 2016, trong trận tứ kết Copa América với Venezuela, Messi là cầu thủ xuất sắc nhất trận đấu, kiến tạo hai bàn và ghi một bàn trong chiến thắng 4–1, giúp anh sánh ngang với kỷ lục ghi 54 bàn trong các trận đấu quốc tế chính thức của Gabriel Batistuta. Kỷ lục này tiếp tục bị phá vỡ ba ngày sau đó khi Messi đá phạt thành bàn trong trận bán kết thắng 4–0 trước chủ nhà Hoa Kỳ; anh cũng đã kiến tạo hai bàn thắng trong trận đấu đó đưa Argentina vào trận chung kết năm thứ hai liên tiếp, và được bầu là cầu thủ xuất sắc nhất trận đấu một lần nữa.
Trận chung kết Copa América Centenario vào ngày 26 tháng 6 đã tái diễn kết quả của năm trước, khi Argentina một lần nữa để thua Chile trên chấm luân lưu sau khi hòa 0–0 ở 120 phút, dẫn đến thất bại thứ ba liên tiếp của Messi trong một trận chung kết giải đấu lớn với Argentina và là thất bại thứ tư chung cuộc của anh. Messi đã thực hiện không thành công lượt sút luân lưu của mình. Huấn luyện viên đội tuyển Chile Juan Antonio Pizzi phát biểu sau trận đấu, "Thế hệ của tôi không thể so sánh anh ấy với Maradona, bởi vì những gì Maradona đã làm cho bóng đá Argentina là quá lớn lao đối với thế hệ chúng tôi. Nhưng tôi nghĩ rằng cầu thủ xuất sắc nhất mọi thời đại đã thi đấu ở đây hôm nay, tại Hoa Kỳ." Messi kết thúc giải với tư cách là cầu thủ ghi bàn nhiều thứ hai, sau Eduardo Vargas, với 5 bàn thắng và là cầu thủ kiến tạo nhiều nhất với 4 pha kiến tạo, đồng thời giành được nhiều giải Cầu thủ xuất sắc nhất trận hơn bất kỳ cầu thủ nào khác tại giải đấu (3); anh được xếp vào đội hình xuất sắc giải đấu nhờ màn trình diễn của mình, nhưng đã để mất giải thưởng Quả bóng vàng cho cầu thủ xuất sắc nhất vào tay Alexis Sánchez.

### 2016–2020: Quyết định giã từ sự nghiệp ban đầu và trở lại
– Messi tuyên bố giã từ sự nghiệp quốc tế ban đầu sau thất bại của Argentina trong trận chung kết Copa América Centenario.
Ngay sau trận chung kết Copa América Centenario, Messi, người đã không thực hiện thành công lượt đá luân lưu của mình, tuyên bố từ giã sự nghiệp thi đấu quốc tế. Anh nói, "Tôi đã cố gắng hết sức. Với tôi, hành trình cùng đội tuyển đến đây là kết thúc, quyết định đã được đưa ra." Sau tuyên bố của anh, một chiến dịch kêu gọi anh thay đổi quyết định giải nghệ đã được người hâm mộ Argentina phát động. Anh được người hâm mộ chào đón bằng những khẩu hiệu như "Đừng đi, Leo" khi đội tuyển đáp xuống Buenos Aires. Tổng thống Argentina Mauricio Macri cũng kêu gọi Messi đừng bỏ cuộc, nói rằng: "Chúng ta thật may mắn, đó là một trong những đặc ân lớn của cuộc đời, đó là món quà từ Chúa khi chúng ta có cầu thủ xuất sắc nhất thế giới trong một đất nước yêu bóng đá như Argentina... Lionel Messi là điều tuyệt vời nhất mà chúng ta có và chúng ta phải trân trọng cậu ấy." Thị trưởng Buenos Aires Horacio Rodríguez Larreta đã khánh thành một bức tượng của Messi ở thủ đô để thuyết phục anh xem xét lại việc giải nghệ. Trên mạng xã hội, NoTeVayasLeo trở thành chủ đề thịnh hành toàn cầu và thậm chí còn có danh sách phát trên Spotify. Chiến dịch cũng tiếp tục trên các đường phố và đại lộ của thủ đô Argentina, với khoảng 50.000 người ủng hộ đi đến Obelisco de Buenos Aires vào ngày 2 tháng 7, sử dụng chung một khẩu hiệu.
– Messi từ bỏ quyết định giải nghệ vào ngày 12 tháng 8 năm 2016
Chỉ một tuần sau khi Messi tuyên bố giải nghệ quốc tế, tờ La Nación của Argentina đưa tin rằng anh đang xem xét lại việc thi đấu cho Argentina tại vòng loại FIFA World Cup 2018 vào tháng 9. Vào ngày 12 tháng 8, có thông tin xác nhận rằng Messi đã thay đổi quyết định từ giã sự nghiệp thi đấu quốc tế và anh được gọi vào đội hình tham dự vòng loại World Cup 2018 sắp tới.

#### Vòng loại FIFA World Cup 2018

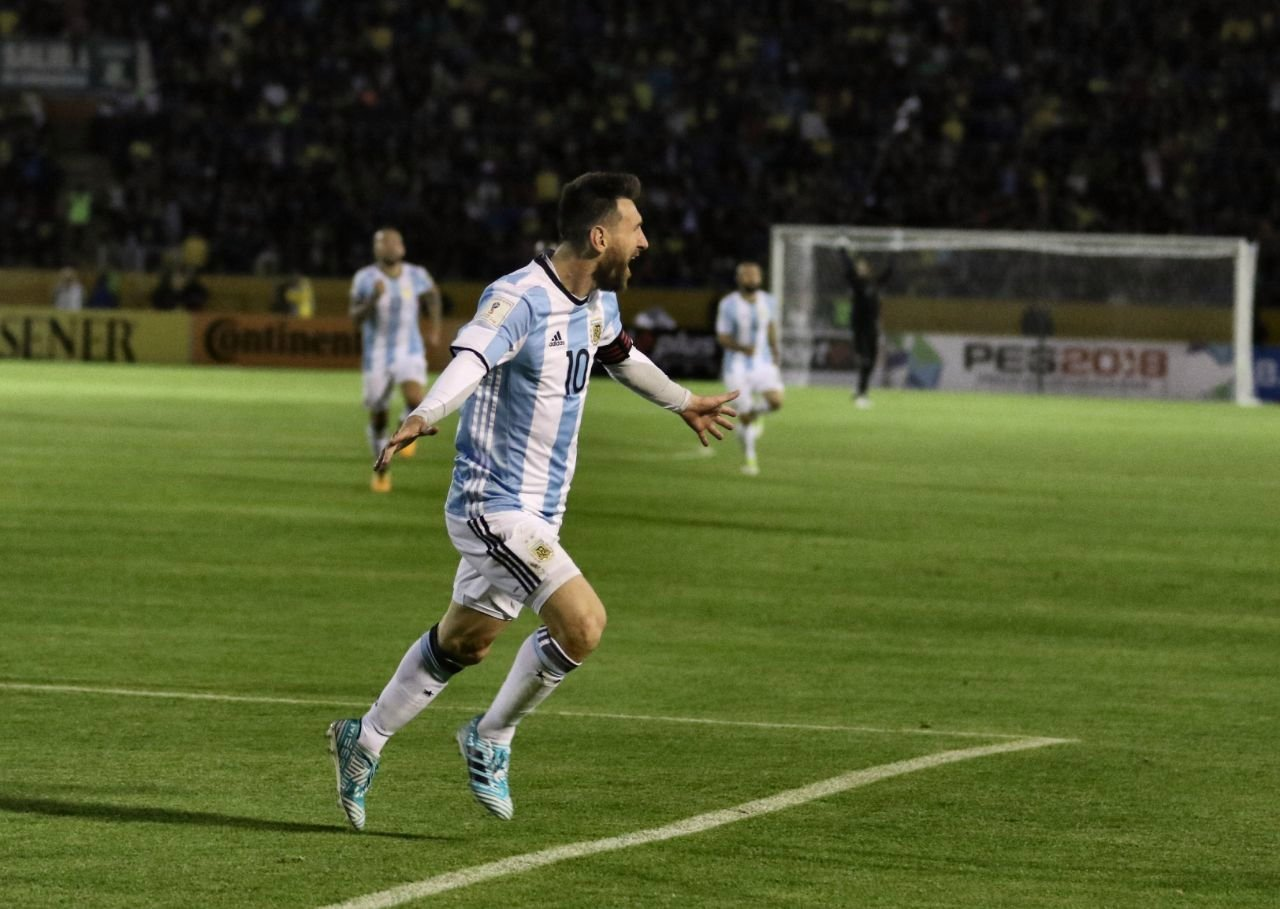
Messi ăn mừng cú hat-trick của mình vào lưới Ecuador năm 2017, giúp Argentina giành vé tham dự FIFA World Cup 2018.

Trong trận đấu đầu tiên trở lại vào ngày 1 tháng 9, anh lập công trong chiến thắng 1–0 trên sân nhà trước Uruguay tại vòng loại World Cup 2018. Messi đã xúc phạm một trợ lý trọng tài trong trận đấu với Chile vào ngày 23 tháng 3 năm 2017. Hậu quả là anh bị cấm thi đấu 4 trận quốc tế và bị phạt 10.000 CHF vào ngày 28 tháng 3 năm 2017. Vào ngày 5 tháng 5 năm 2017, lệnh cấm thi đấu 4 trận cũng như khoản tiền phạt 10.000 CHF của Messi đã được FIFA dỡ bỏ sau khi Liên đoàn bóng đá Argentina kháng cáo, điều này đồng nghĩa với việc Messi có thể thi đấu những trận vòng loại World Cup còn lại của Argentina. Tấm vé có mặt ở World Cup 2018 của Argentina đang bị lung lay trước khi bước vào trận đấu cuối cùng vì họ đang đứng thứ sáu trong bảng xếp hạng CONMEBOL, ngoài năm vị trí có thể giành quyền tham dự World Cup, đồng nghĩa với việc họ có nguy cơ không thể tham dự World Cup lần đầu tiên kể từ năm 1970. Vào ngày 10 tháng 10 năm 2017, Messi đã dẫn dắt đội tuyển nước nhà đến với ngày hội bóng đá lớn nhất hành tinh khi lập hat-trick giúp Argentina đánh bại Ecuador 3–1 trên sân khách; đây là chiến thắng đầu tiên của Argentina trước Ecuador tại Quito kể từ năm 2001. Ba bàn thắng của Messi giúp anh trở thành cầu thủ ghi bàn nhiều nhất mọi thời đại ở vòng loại World Cup CONMEBOL với 21 bàn thắng, ngang bằng với Luis Suárez của Uruguay, vượt qua kỷ lục trước đó do người đồng hương Hernán Crespo nắm giữ.

#### FIFA World Cup 2018
– Cựu cầu thủ Argentina Osvaldo Ardiles nói về sự sa sút chất lượng của đội tuyển Argentina được đánh dấu bởi Messi.
Sau chiến dịch vòng loại đầy chật vật, Argentina bước vào World Cup 2018 với kỳ vọng không cao, đặc biệt là khi đội bóng thiếu vắng Messi vì chấn thương đã để thua Tây Ban Nha 6–1 vào tháng 3 năm 2018. Trước khi khai mạc, đã có nhiều đồn đoán trên các phương tiện truyền thông về việc liệu đây có phải là kỳ World Cup cuối cùng của Messi hay không. Trong trận đấu mở màn của Argentina với Iceland vào ngày 16 tháng 6, Messi đã bỏ lỡ một quả phạt đền có thể mang về chiến thắng, chung cuộc hai đội hòa nhau 1–1. Trong trận đấu thứ hai của Argentina tại World Cup 2018 vào ngày 21 tháng 6, đội đã để thua 3–0 trước Croatia. Sau trận đấu, huấn luyện viên Argentina Jorge Sampaoli nói về sự thiếu chất lượng của đội hình xung quanh Messi rằng: "Đơn giản là chúng tôi không thể chuyền bóng cho Messi để giúp anh ấy tạo ra những tình huống quen thuộc. Chúng tôi cố gắng đưa bóng cho Messi nhưng đối thủ cũng rất tập trung để ngăn cản anh ấy lấy bóng. Chúng tôi đã thua trận đấu đó." Tiền vệ đội trưởng Luka Modrić của Croatia cũng phát biểu sau trận đấu, "Messi là một cầu thủ đáng kinh ngạc nhưng anh ấy không thể làm mọi thứ một mình."

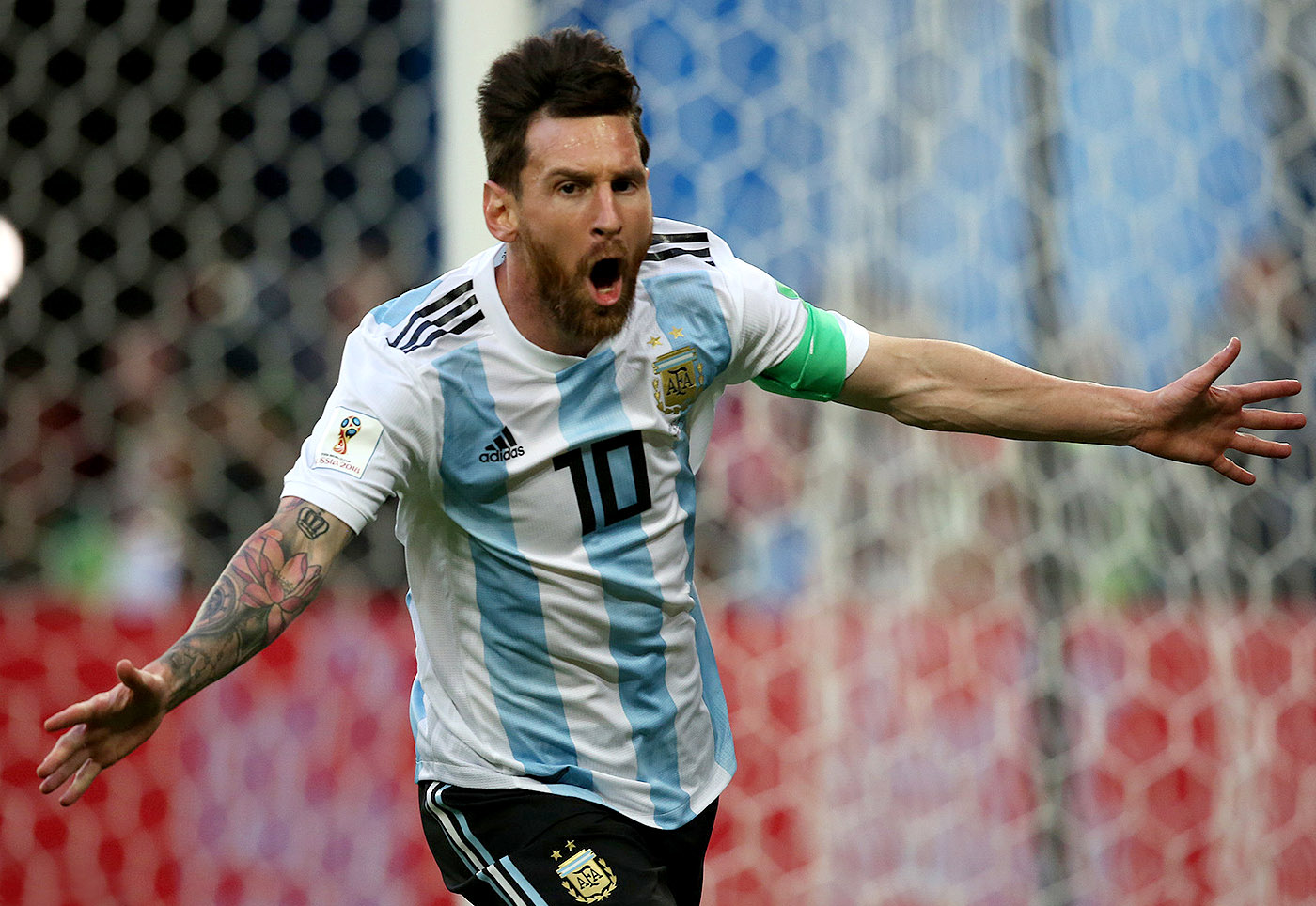
Messi ăn mừng bàn thắng vào lưới Nigeria tại FIFA World Cup 2018

Trong trận đấu cuối cùng vòng bảng của Argentina với Nigeria tại sân vận động Krestovsky, Saint Petersburg vào ngày 26 tháng 6, Messi ghi bàn mở tỷ số trong chiến thắng 2–1, trở thành cầu thủ Argentina thứ ba sau Diego Maradona và Gabriel Batistuta ghi bàn ở ba kỳ World Cup; anh cũng trở thành cầu thủ đầu tiên ghi bàn tại World Cup ở độ tuổi thiếu niên, hai mươi và ba mươi. Được đánh giá là một trong những bàn thắng đẹp nhất giải, Messi nhận đường chuyền dài từ giữa sân và dẫn bóng chỉ với hai chạm trước khi tung ra cú sút chéo góc bằng chân phải (chân không thuận) của mình. Anh được vinh danh là Cầu thủ xuất sắc nhất trận. Argentina đi tiếp với tư cách đội nhì bảng sau Croatia. Trong trận đấu vòng 16 đội với Pháp vào ngày 30 tháng 6, Messi đã giúp cho Gabriel Mercado và Sergio Agüero ghi bàn trong trận thua 4–3, khiến Argentina bị loại khỏi World Cup. Với hai pha kiến tạo trong trận đấu này, Messi trở thành cầu thủ đầu tiên có một pha kiến tạo tại bốn kỳ World Cup gần nhất và cũng trở thành cầu thủ Argentina đầu tiên có hai đường kiến tạo trong một trận đấu kể từ khi Maradona làm được điều tương tự trong trận đấu với Hàn Quốc vào năm 1986.
Sau giải đấu, Messi thông báo rằng anh sẽ không tham gia các trận giao hữu của Argentina trước Guatemala và Colombia vào tháng 9 năm 2018, đồng thời anh sẽ không thi đấu cho đội tuyển trong thời gian còn lại của năm đó. Sự vắng mặt của Messi ở đội tuyển quốc gia và việc anh tiếp tục không giành được danh hiệu nào cùng Argentina đã khiến giới truyền thông đồn đoán rằng Messi có thể từ giã sự nghiệp thi đấu quốc tế một lần nữa.

#### Copa América 2019
Một cuộc trò chuyện với thần tượng thuở nhỏ Pablo Aimar và tân huấn luyện viên trưởng đội tuyển Argentina Lionel Scaloni đã thuyết phục Messi quay trở lại khoác áo đội tuyển quốc gia. Anh sau đó được gọi lại vào đội tuyển Argentina cho các trận giao hữu với Venezuela và Morocco vào cuối tháng đó. Anh đã trở lại thi đấu quốc tế vào ngày 22 tháng 3, trong trận thua giao hữu 3–1 trước Venezuela tại Madrid.
Vào ngày 21 tháng 5 năm 2019, Messi được gọi vào đội hình 23 cầu thủ Argentina chính thức của Lionel Scaloni tham dự Copa América 2019. Trong trận đấu thứ hai của Argentina tại giải đấu này vào ngày 19 tháng 6, Messi đã ghi bàn thắng gỡ hòa từ chấm phạt đền trong trận hòa 1–1 trước Paraguay. Sau khi bị giới truyền thông chỉ trích về màn trình diễn của anh sau chiến thắng 2–0 của Argentina trước Venezuela trong trận tứ kết diễn ra tại sân vận động Maracanã vào ngày 28 tháng 6, Messi đã nhận xét rằng đây không phải là kỳ Copa América hay nhất của anh, đồng thời lên tiếng phê bình mặt sân thi đấu có chất lượng kém. Sau thất bại của Argentina trước chủ nhà Brazil ở bán kết vào ngày 2 tháng 7, Messi đã chỉ trích trọng tài điều hành trận đấu. Trong trận tranh hạng ba với Chile vào ngày 6 tháng 7, Messi đã kiến tạo cho Agüero ghi bàn mở tỷ số từ một quả đá phạt trực tiếp trong chiến thắng 2–1, giúp Argentina giành huy chương đồng; tuy nhiên, anh đã bị đuổi khỏi sân cùng với Gary Medel ở phút thứ 37 của trận đấu, sau khi tham gia vào một cuộc ẩu đả với hậu vệ Chile. Sau trận đấu, Messi từ chối lên nhận huy chương và ngụ ý trong một cuộc phỏng vấn sau trận rằng những bình luận của anh sau trận bán kết đã khiến anh bị đuổi khỏi sân. Messi sau đó đưa ra lời xin lỗi vì những bình luận của anh, nhưng đã bị CONMEBOL phạt 1.500 đô la và cấm thi đấu một trận, theo đó anh sẽ không góp mặt trong trận đấu vòng loại World Cup tiếp theo của Argentina. Vào ngày 2 tháng 8, Messi bị CONMEBOL cấm thi đấu quốc tế 3 tháng và phạt 50.000 đô la vì những bình luận chống lại các quyết định của trọng tài; lệnh cấm này có nghĩa là anh sẽ bỏ lỡ các trận giao hữu của Argentina với Chile, Mexico và Đức vào tháng 9 và tháng 10. Vào ngày 15 tháng 11, Messi góp mặt trong trận Superclásico de las Américas 2019 với Brazil, ghi bàn thắng quyết định nhờ cú dứt điểm bồi từ quả phạt đền bị hỏng ăn. Vào ngày 8 tháng 10 năm 2020, Messi thực hiện thành công một quả phạt đền trong trận thắng 1–0 trước Ecuador, giúp Argentina có khởi đầu suôn sẻ trong chiến dịch vòng loại World Cup 2022.

### 2021–2022: Chấm dứt cơn khát danh hiệu của Argentina

#### Copa América 2021
– Messi chia sẻ về chức vô địch Copa América 2021 trong một cuộc phỏng vấn với  Diario Sport.
Vào ngày 14 tháng 6 năm 2021, Messi ghi bàn từ một quả đá phạt trong trận hòa 1–1 trước Chile tại trận đấu mở màn vòng bảng Copa América 2021 của Argentina ở Brazil. Bàn thắng này đồng nghĩa với việc anh đã vượt qua 56 bàn thắng từ các quả đá phạt trực tiếp của Cristiano Ronaldo để trở thành cầu thủ có nhiều quả đá phạt trực tiếp thành công nhất. Anh cũng vượt qua kỷ lục 38 bàn của Gabriel Batistuta trong các trận chính thức cho Argentina. Trong trận đấu thứ hai, Messi đã góp công vào bàn thắng ấn định chiến thắng trước Uruguay, giúp Guido Rodríguez đánh đầu ghi bàn mang về 3 điểm cho Argentina. Vào ngày 21 tháng 6, Messi ra sân trận thứ 147 của mình, giúp anh cân bằng kỷ lục ra sân nhiều nhất cho Argentina của Javier Mascherano trong chiến thắng 1–0 trước Paraguay ở trận thứ ba vòng bảng. Một tuần sau, anh phá kỷ lục ra sân nhiều nhất cho đội tuyển Argentina trong chiến thắng 4–1 trước Bolivia ở trận đấu cuối cùng vòng bảng, Leo kiến tạo bàn mở tỷ số của Alejandro 'Papu' Gómez và sau đó tự mình ghi thêm hai bàn thắng nữa. Vào ngày 3 tháng 7, Messi có hai lần kiến tạo và ghi bàn từ một quả đá phạt trong chiến thắng 3–0 trước Ecuador tại trận tứ kết giải đấu. Vào ngày 6 tháng 7, trong trận hòa 1–1 ở bán kết trước Colombia, Messi đã có lần ra sân thứ 150 cho đội tuyển Argentina và có pha kiến tạo thành bàn thứ năm của mình tại giải đấu, một đường chuyền ngược lại cho Lautaro Martínez lập công; sau đó Messi đã thực hiện thành công quả đá của mình trong chiến thắng 3–2 trên loạt sút luân lưu đưa Argentina tiến đến trận chung kết. Vào ngày 10 tháng 7 năm 2021, Argentina đánh bại đội chủ nhà Brazil với tỷ số 1–0 tại trận chung kết để giành chức vô địch Copa América 2021, mang về cho cá nhân Messi danh hiệu quốc tế lớn đầu tiên và đây cũng là danh hiệu lớn đầu tiên của Argentina kể từ năm 1993, nâng tổng số lần vô địch Copa América của Argentina lên kỷ lục 15 lần. Messi đã đóng góp trực tiếp vào 9 trong số 12 bàn thắng mà Argentina ghi được, ghi 4 bàn và kiến tạo 5 bàn; anh được vinh danh là cầu thủ xuất sắc nhất giải vì màn trình diễn của mình, Leo đã chia sẻ danh hiệu này cùng với Neymar. Anh cũng là vua phá lưới giải đấu với bốn bàn thắng bằng với Luis Díaz của Colombia, nhưng Chiếc giày vàng đã được trao cho Messi khi anh có nhiều pha kiến tạo hơn.

#### Vòng loại FIFA World Cup 2022
Vào ngày 9 tháng 9 năm 2021, Messi lập một cú hat-trick trong chiến thắng 3–0 trước Bolivia ở vòng loại World Cup 2022, giúp anh vượt qua Pelé để trở thành nam cầu thủ ghi nhiều bàn thắng quốc tế nhất khu vực Nam Mỹ với 79 bàn. Sau khi hồi phục chấn thương đầu gối, anh chỉ chơi 15 phút trong chiến thắng 1–0 trên sân khách trước Uruguay vào ngày 12 tháng 11 để có đủ thời gian nghỉ ngơi cho trận đấu tiếp theo. Argentina hòa 0–0 với Brazil vào ngày 16 tháng 11, nhưng kết quả này vẫn đủ để La Albiceleste giành vé tham dự World Cup khi vòng loại còn 5 trận đấu nữa.

#### Finalissima 2022
Trong trận Finalissima 2022, phiên bản thứ ba của Siêu cúp Liên lục địa CONMEBOL–UEFA, tổ chức tại Wembley vào ngày 2 tháng 6 năm 2022, Messi đã có hai pha kiến tạo trong chiến thắng 3–0 trước Ý và được vinh danh là cầu thủ xuất sắc nhất trận, mang về danh hiệu thứ hai cho Argentina ở cấp độ đội tuyển quốc gia. Sau đó, Messi đã ghi năm bàn cho Argentina trong chiến thắng 5–0 trong trận giao hữu trước Estonia vào ngày 6 tháng 6, vượt qua Ferenc Puskás để vươn lên đứng thứ tư trong danh sách tay săn bàn vĩ đại nhất ở cấp độ đội tuyển.

#### FIFA World Cup 2022

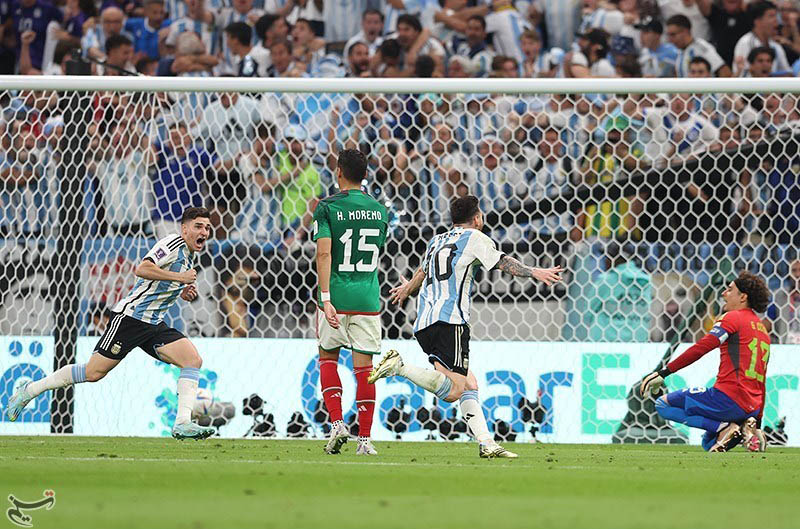
Messi ăn mừng sau khi ghi bàn vào lưới Mexico ở vòng bảng FIFA World Cup 2022.

Tại FIFA World Cup 2022 ở Qatar, Messi đã thực hiện thành công quả phạt đền trong trận ra quân của Argentina, thất bại 2–1 trước Ả Rập Xê Út, trước khi anh lập công từ một cú sút xa 20 mét và có pha kiến tạo cho Enzo Fernández ghi bàn trong trận thắng 2–0 trước Mexico. Trong trận đấu thuộc vòng 16 đội gặp Australia, Messi đã ghi bàn mở tỷ số trong chiến thắng 2–1 của Argentina tại trận đấu thứ 1000 trong sự nghiệp của mình, trở thành nam cầu thủ bóng đá Nam Mỹ (thành viên CONMEBOL) có nhiều trận ra sân nhất mọi thời đại, phá vỡ kỷ lục trước đó do Iván Hurtado của Ecuador thiết lập, cùng với việc vượt qua và san bằng một số kỷ lục khác liên quan đến FIFA World Cup và cấp độ đội tuyển quốc gia. Trong trận tứ kết với Hà Lan, Messi đã có pha kiến tạo bằng một đường chuyền chọc khe cho Nahuel Molina mở tỷ số và sau đó chính anh ghi bàn từ chấm phạt đền giúp Argentina nhân đôi cách biệt, hai đội hòa nhau 2–2 sau hiệp phụ. Argentina thắng 4–3 trong loạt sút luân lưu, Messi là người thực hiện thành công lượt sút đầu tiên. Trong trận bán kết với Croatia, Messi đã có trận đấu thứ 25 tại World Cup, ngang bằng kỷ lục với Lothar Matthäus của Đức, anh ghi bàn mở tỷ số bằng một quả phạt đền trước khi kiến tạo bàn thắng thứ ba cho Julián Álvarez lập công trong chiến thắng 3–0 của Argentina. Argentina tiến vào trận tranh ngôi vô địch với Pháp, Messi nói rằng đây sẽ là lần cuối cùng anh tham dự World Cup.
Trong trận chung kết FIFA World Cup 2022 vào ngày 18 tháng 12, Messi đã có lần ra sân kỷ lục thứ 26 ở vòng chung kết World Cup tại Sân vận động Lusail. Messi mở tỷ số trên chấm phạt đền cho Argentina, qua đó anh trở thành cầu thủ đầu tiên kể từ khi vòng 16 đội được giới thiệu vào năm 1986 ghi bàn ở tất cả các giai đoạn ở World Cup. Sau khi Argentina vươn lên dẫn 2–0, tiền đạo Kylian Mbappé của Pháp đã ghi liên tiếp 2 bàn thắng chỉ trong 2 phút để đưa trận đấu về vạch xuất phát, Messi tiếp tục ghi bàn trong hiệp phụ để khôi phục lại thế dẫn trước cho Argentina, trước khi Mbappé một lần nữa gỡ hòa cho Pháp. Hòa 3–3 sau hiệp phụ, trận đấu phải bước vào loạt sút luân lưu. Messi thực hiện thành công lượt sút đầu tiên cho Argentina, Argentina giành chiến thắng chung cuộc 4–2, chấm dứt 36 năm mòn mỏi chờ đợi chiếc cúp vàng của quốc gia này.

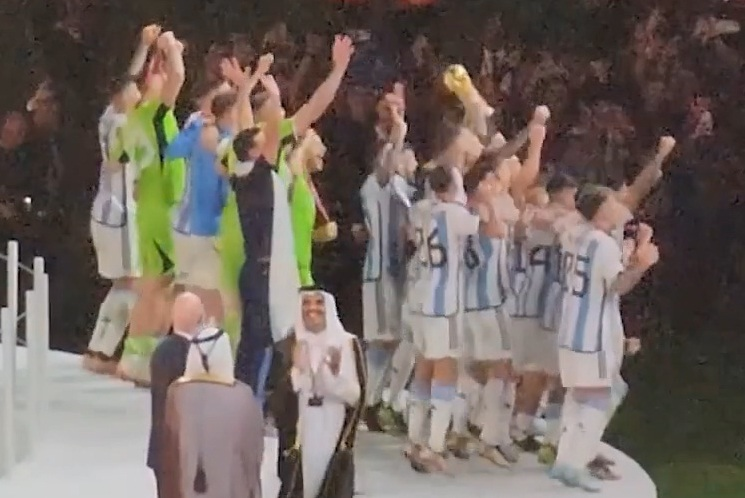
Messi và đội tuyển Argentina nâng cao chiếc cúp vàng World Cup thứ ba của đất nước này.

Messi nhận Quả bóng vàng cho cầu thủ xuất sắc nhất giải đấu, trở thành cầu thủ đầu tiên hai lần giành được giải thưởng này. Anh về nhì trong cuộc đua Chiếc giày vàng với 7 bàn sau 7 trận, kém Mbappé một bàn. Với sự góp mặt và hai bàn thắng trong trận chung kết, Messi đã lần lượt vượt qua Matthaüs để trở thành cầu thủ có nhiều lần ra sân nhất tại World Cup (26) và Pelé để trở thành cầu thủ có nhiều đóng góp trực tiếp vào bàn thắng nhất tại World Cup (21 – 13 bàn và 8 kiến tạo). Đây được ca ngợi là một trong những trận đấu hay nhất mọi thời đại, với việc giới truyền thông tập trung rất nhiều vào cuộc đấu tay đôi giữa Messi và Mbappé. Sau trận đấu, Messi khẳng định rằng bản thân không có kế hoạch từ giã đội tuyển quốc gia, anh nói: "Tôi muốn tiếp tục thi đấu với tư cách nhà vô địch."

### 2023–nay: Những năm về sau
Tháng 3 năm 2023, Messi trở về Argentina với tư cách nhà vô địch thế giới bằng việc ra sân trong hai trận giao hữu ở quê nhà. Anh ghi bàn thắng quốc tế thứ 99 bằng một quả sút phạt trực tiếp trong chiến thắng 2–0 của Argentina trước Panama; đây cũng đánh dấu bàn thắng thứ 800 trong sự nghiệp của anh cho câu lạc bộ và đội tuyển quốc gia. Trong trận đấu tiếp theo gặp Curaçao, Messi đã lập cú hat-trick thứ chín của anh cho Argentina, và có thêm một pha kiến tạo trong chiến thắng 7–0. Bàn đầu tiên trong số ba bàn thắng đã giúp anh cán mốc 100 bàn thắng cho đội tuyển quốc gia, đưa Messi trở thành cầu thủ thứ ba trong lịch sử đạt được thành tích này.
Vào ngày 17 tháng 10, Messi lập cú đúp trong chiến thắng 2–0 trên sân khách trước Peru tại vòng loại World Cup 2026. Bàn thắng đầu tiên đã giúp Messi vượt qua Luis Suárez để trở thành cầu thủ ghi nhiều bàn thắng nhất trong lịch sử vòng loại World Cup khu vực CONMEBOL. Với hai pha lập công vào lưới Guatemala vào ngày 14 tháng 6 năm 2024, Messi đã san bằng kỷ lục của danh thủ Iran Ali Daei với tư cách là cầu thủ ghi bàn quốc tế nhiều thứ hai mọi thời đại. Ngay ngày hôm sau, Messi có tên trong danh sách 26 cầu thủ Argentina tham dự Copa América 2024.

#### Copa América 2024

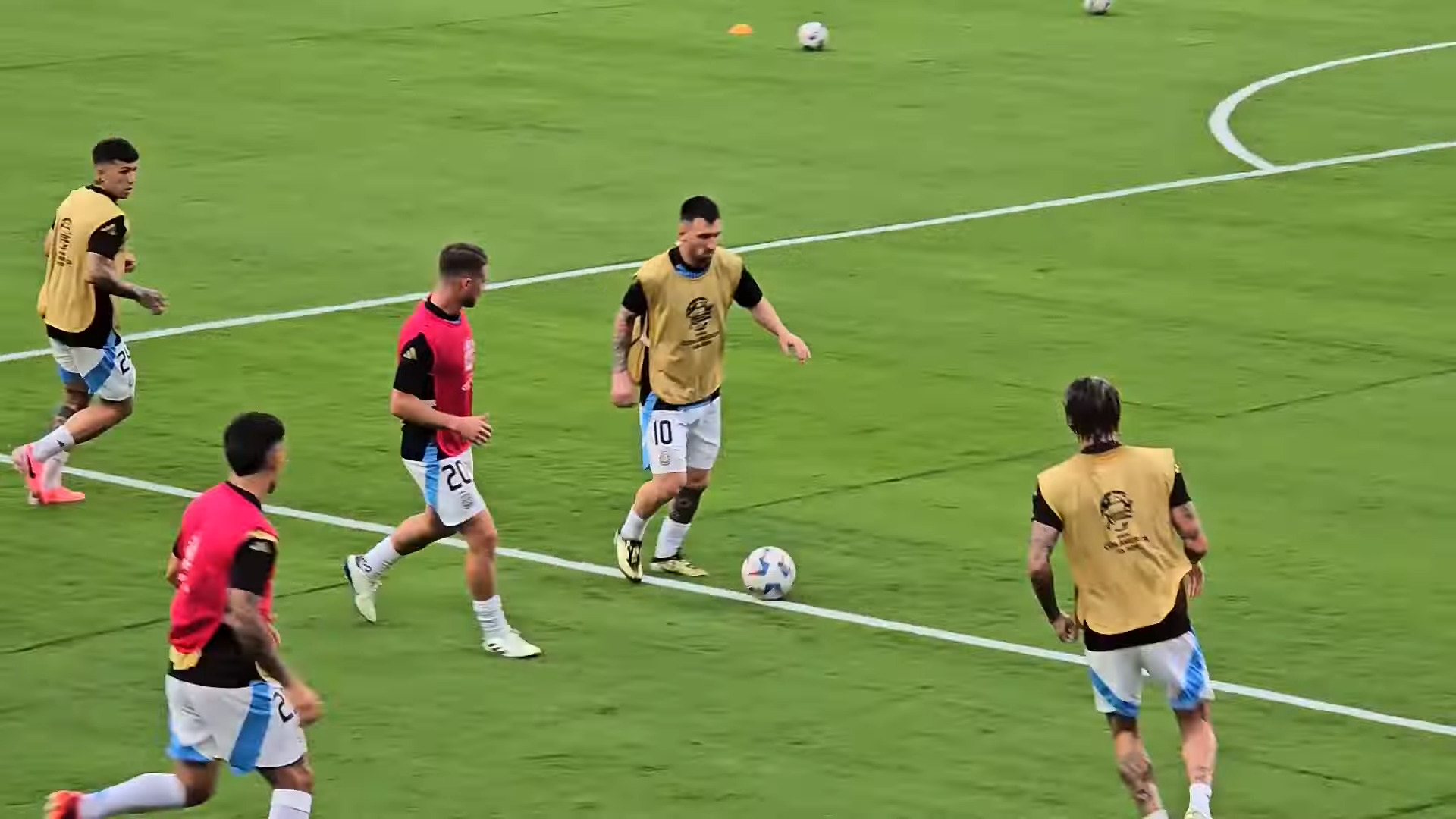
Messi khởi động cùng đội tuyển Argentina trước trận bán kết Copa América 2024 gặp Canada.

Trong trận khai màn của giải đấu vào ngày 21 tháng 6, Messi đã kiến tạo cho Lautaro Martínez lập công trong chiến thắng 2–0 trước Canada. Trong trận tứ kết gặp Ecuador vào ngày 4 tháng 7, sau khi hòa 1–1 sau 90 phút, Messi đã thực hiện không thành công lượt đá đầu tiên của đội mình trong loạt luân lưu, nhưng Argentina vẫn tiến vào bán kết với chiến thắng 4–2. Trong trận bán kết gặp Canada vào ngày 9 tháng 7, Messi đã ghi bàn thắng thứ hai trong chiến thắng 2–0 của Argentina; đây là bàn thắng đầu tiên của Messi tại giải đấu này, đồng thời giúp anh vượt qua Ali Daei để trở thành cầu thủ ghi nhiều bàn thắng quốc tế thứ hai mọi thời đại với 109 bàn thắng. Messi đã đá chính trong trận chung kết gặp Colombia, nhưng bị thay ra ở phút 66 sau khi dính chấn thương mắt cá chân. Argentina cuối cùng đã giành chiến thắng trong hiệp phụ nhờ bàn thắng của Martínez. Với chiến thắng này, Messi đã nâng tổng số danh hiệu cấp đội tuyển quốc gia lẫn câu lạc bộ lên 44 và giành được danh hiệu quốc tế lớn thứ ba với tư cách đội trưởng.

#### Vòng loại FIFA World Cup 2026
Do chấn thương gặp phải trong trận chung kết Copa América, Messi đã không thể góp mặt trong đội hình Argentina tham dự các trận đấu vòng loại World Cup diễn ra vào tháng 9 năm đó. Sau khi bình phục chấn thương, anh được triệu tập trở lại vào tháng 10 để thi đấu loạt trận vòng loại. Trong trận đấu thứ hai kể từ khi trở lại sau chấn thương vào ngày 15 tháng 10, cũng là trận đầu tiên anh thi đấu tại quê nhà sau gần một năm, Messi đã lập hat-trick và có hai pha kiến tạo trong chiến thắng 6–0 trước Bolivia.